# Église Notre-Dame d'Ève
Pour les articles homonymes, voir Église Notre-Dame.
L'église Notre-Dame d'Ève est une église catholique paroissiale située à Ève, en France. Elle se singularise par sa façade dissymétrique, à quatre travées, qui englobe un étage et demi d'un clocher roman du milieu du XIIe siècle. Le très riche décor à pinacles plaqués, accolades, animaux fantastiques et réseaux flamboyants, ainsi que l'élégante flèche cumulant à 44 m de hauteur, datent de la première moitié du XVIe siècle. Comme la façade l'augure déjà, le plan de l'église est également irrégulier, au moins dans la première travée de la nef, qui se compose de la base du clocher plusieurs fois remanié, et d'un narthex. Le reste du vaisseau central est inhabituellement large pour une petite église rurale, et se termine par une grande abside à cinq pans. Les deux premières travées à l'est du clocher représentent le chœur gothique du second quart du XIIIe siècle, dont l'architecture est d'une grande qualité. Les travées adjacentes du bas-côté nord datent de la même époque. Il faut savoir que la nef se situait à l'ouest du clocher avant sa destruction sous la guerre de Cent Ans. Au lieu de la reconstruire à son emplacement primitif, il fut décidé, au XVIe siècle, de transformer le chœur gothique en nef, et de prolonger cette dernière vers l'est, afin d'obtenir un nouveau chœur. Le vaisseau central est donc augmenté d'une travée droite et d'une abside à cinq pans, le bas-côté nord est prolongé d'une travée, et un bas-côté est ajouté au sud. Ces travaux s'échelonnent sur deux campagnes de construction, et s'achèvent avant 1540. C'est cette date qui se lit sur la verrière d'axe du chevet, qui comporte des vitraux de la Renaissance remarquables, au sujet de la dormition de la Vierge Marie et de son Assomption. Le clocher et les vitraux ont été classés aux monuments historiques par la liste de 1862, puis l'église a été classée en totalité par arrêté du 13 mars 1987. L'église Notre-Dame est aujourd'hui affiliée à la paroisse Notre-Dame de la Visitation du Haudouin, qui s'étend sur quinze communes. Elle accueille des messes dominicales anticipées quelquefois par an, ainsi que des célébrations particulières.

## Localisation
L'église est située en France, en région Hauts-de-France et dans le département de l'Oise, près de la limite avec la Seine-et-Marne, sur la commune d'Ève, rue de la Courcelle. La façade est précédée d'un grand parvis engazonné, qui correspond à l'ancien cimetière, et est toujours clos par des murs. La rue de la Courcelle passe autour de la place, puis longe l'élévation septentrionale de l'église, contourne deux maisons, tourne vers le sud, et passe ensuite près du chevet de l'église. Celui-ci est également précédé d'une pelouse appartenant à la commune, et bien mis en valeur. Une étroite ruelle permet de regagner à pied le parvis. Cependant, une ancienne ferme jouxte presque immédiatement l'élévation méridionale, qu'il est donc impossible de contempler en prenant du recul.

## Historique

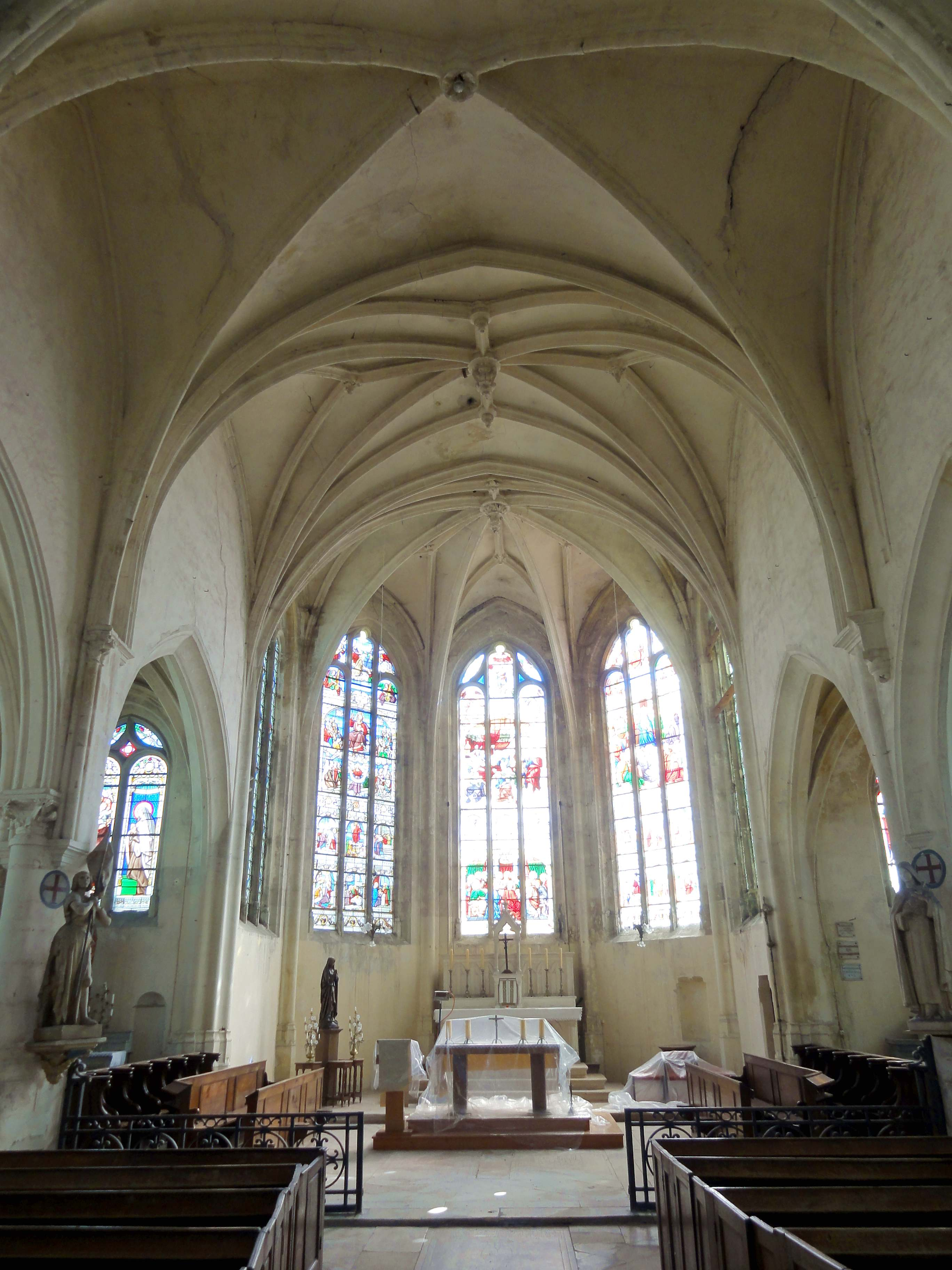
Nef, vue vers l'est.

L'église est placée sous le vocable de l'Assomption de la Sainte-Vierge. Selon le chanoine Louis Pihan, elle serait incontestablement de fondation seigneuriale. La date de fondation de la paroisse est toutefois inconnue. Le collateur de la cure était le chapitre Notre-Dame de Senlis. Sous l'Ancien Régime, la paroisse relève du doyenné et du diocèse de Senlis. La construction de l'église actuelle débute à la fin de la période romane. Seuls les étages du clocher, dont le premier n'est que partiellement visible, subsistent de cette époque. Dominique Vermand réfute clairement les hypothèses émises par les auteurs du XIXe siècle, selon lesquels l'église d'Ève possédait initialement un clocher-porche : « à la base, quelques éléments d'arcades et des tailloirs montrent que ce clocher était à l'origine une tour de croisée ». La nef se situait donc sur l'actuel parvis. Elle a probablement été détruite ou fortement endommagée sous la Guerre de Cent Ans. Mais dans un premier temps, au second quart ou au milieu du XIIIe siècle, l'église est simplement agrandie. Le chœur roman est remplacé par un vaste complexe gothique, qui comporte un haut et large vaisseau central de deux travées, qui fait suite à la croisée du transept et au croisillon sud du transept. Ce vaisseau n'est accompagnée d'un bas-côté qu'au nord. L'ancien croisillon nord est partiellement maintenu, mais en grande partie reconstruite dans le même style : « de là la forme bancale et dupeuse de l’édifice actuel » (Eugène Müller).
Après la guerre de Cent Ans, soit au dernier quart du XVe siècle ou au début du XVIe siècle, la nef romane est démolie, comme déjà signalée, et une nouvelle façade vient fermer l'édifice à l'ouest. Elle est plus large que l'ancien transept, car un bas-côté est ajouté au sud. À la même occasion, le croisillon sud est remplacé par une petite travée servant de narthex, et les piliers du chœur du XIIIe siècle sont reprises en sous-œuvre dans les angles sud-ouest, sud-est et nord-est. Ils sont remplacés par des piliers ondulés, mais la partie supérieure des faisceaux de colonnettes et leurs chapiteaux sont maintenus, ce qui est nuisible à la cohérence stylistique de l'édifice. Par ailleurs, le bas-côté sud est plus large que son homologue du nord. Le chanoine Louis Pihan estime donc que les agrandissements successifs du XVe siècle auraient été « exécutés sans beaucoup de souci de la régularité du monument ». Ces agrandissements se poursuivent par le prolongement du vaisseau central et de ses bas-côtés par une quatrième travée. Dominique Vermand situe cet agrandissement pendant les années 1530, mais la seule différence stylistique par rapport aux trois premières travées du bas-côté sud sont les liernes et tiercerons de la voûte et le remplage des fenêtres au chevet et au nord de la quatrième travée du nord. Sauf ce type de remplage, rien ne s'oppose au rattachement de cet agrandissement à la campagne de construction déjà citée. En revanche, l'abside date incontestablement de la fin des années 1530, puisqu'un vitrail de l'axe du chevet porte le millésime de 1540, et les dais des niches à statues que l'on voit à l'extérieur épousent le style de la Renaissance. De même, le réseau des fenêtres est placé sous l'influence de la Renaissance débutante. La flèche du clocher date de la même époque.

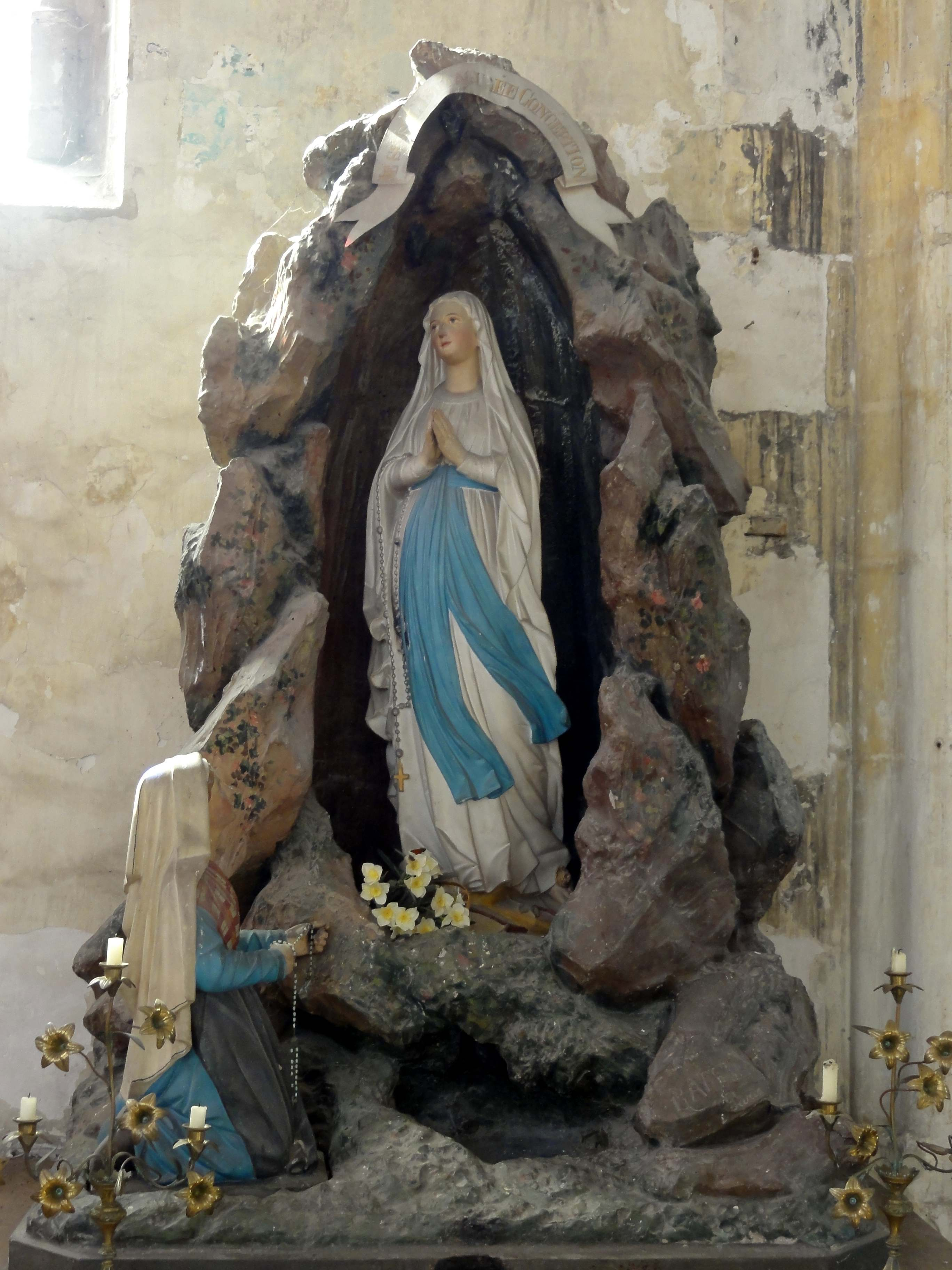
Grotte de Notre-Dame-de-Lourdes.

Sous la Révolution française, les paroisses sur le territoire du département de l'Oise sont rattachées au diocèse de Beauvais. Avec le Concordat de 1801, le siège épiscopal de Senlis est définitivement supprimé, et le diocèse de Beauvais est même annexé au diocèse d'Amiens, situation qui perdure jusqu'en 1822. — Le clocher et les vitraux sont classés aux monuments historiques par la liste de 1862. Le chanoine Pihan écrit : « La principale curiosité de l'église d'Ève est dans ses vitraux. Jusqu'en 1871, malheureusement, on n'avait eu nulle conscience de leur valeur ; on laissait tomber toutes ces magnificences une à une et on les remplaçait, hélas ! par des vitres en verre blanc ou même par des clôtures en plâtre. À cette époque, trois des cinq fenêtres de l'abside étaient ainsi murées par moitié de leur hauteur. En 1873, la restauration commença ; on refit tous les meneaux, éclatés pour la plupart par la rouille des ferments trop forts et, par le plus grand tort, les traversant quelquefois entièrement. Puis on répara de son mieux et à très grands frais, ce qu'il fut possible de recueillir de ces précieuses reliques. On en reconstitua le sujet principal, c'est-à-dire le Trépassement de la sainte Vierge et son Assomption au ciel ». En 1881, le beffroi en charpente à l'intérieur du clocher est supprimé. Il était conçu pour recevoir quatre cloches sur deux étages, et du temps que le carillon était encore au complet, avant la Révolution, tout le beffroi se mit en branle, et heurtait les murs du clocher, qui se lézardaient. En plus, le clocher s'incline de plus d'un mètre vers le sud-ouest. La restauration et la consolidation est entreprise à partir de 1881 sous la direction de l'architecte Werlé. La flèche est alors exhaussée de plusieurs assises afin d'améliorer ses proportions.
L'église est classée aux monuments historiques en totalité par arrêté du 13 mars 1987. Ève n'est, depuis plusieurs décennies, plus une paroisse indépendante, et est intégré depuis 1996  dans la nouvelle paroisse Notre-Dame de la Visitation du Haudouin, qui s'étend sur quinze communes, et dont le lieu de culte principal est l'église Saint-Pierre de Nanteuil-le-Haudouin. À l'instar de l'église voisine de Ver-sur-Launette, l'église Notre-Dame n'accueille plus de messes régulières pendant plusieurs années, et est utilisée exclusivement pour les célébrations particulières (messes, baptêmes, obsèques). Les messes dominicales anticipées ne reprennent qu'au printemps 2016.

## Description

### Aperçu général

Plan de l'église.

Régulièrement orientée, l'église se compose d'une large nef de quatre travées accompagnée de deux bas-côtés se terminant par un chevet plat, et d'un chœur qui se limite à une abside à cinq pans. La dernière travée de la nef abrite actuellement le chœur liturgique. La sacristie occupe l'angle entre le chevet du bas-côté sud et l'abside, et une tourelle d'escalier se situe à l'angle nord-ouest de la façade. La première travée de la nef est subdivisée en deux travées, qui sont moins élevées que les autres. La travée du nord est la base du clocher, et correspond à l'ancienne croisée du transept. La travée au sud tient lieu de narthex, et correspond à l'ancien croisillon sud. Jusqu'au XVe siècle, la nef se situait devant le clocher, sur l'actuel parvis de l'église. Toutes les travées sont voûtées d'ogives. Dans la quatrième travée de chacun des trois vaisseaux et dans l'abside, les voûtes sont agrémentées de liernes et tiercerons. L'on accède à l'église par le portail principal en façade, qui ouvre sur le narthex, ou par une petite porte dans le mur occidental du bas-côté sud. Nef et bas-côtés sont recouverts d'une toiture unique à deux rampants, avec un grand pignon en façade, qui englobe le clocher.

### Intérieur

#### Base du clocher et narthex

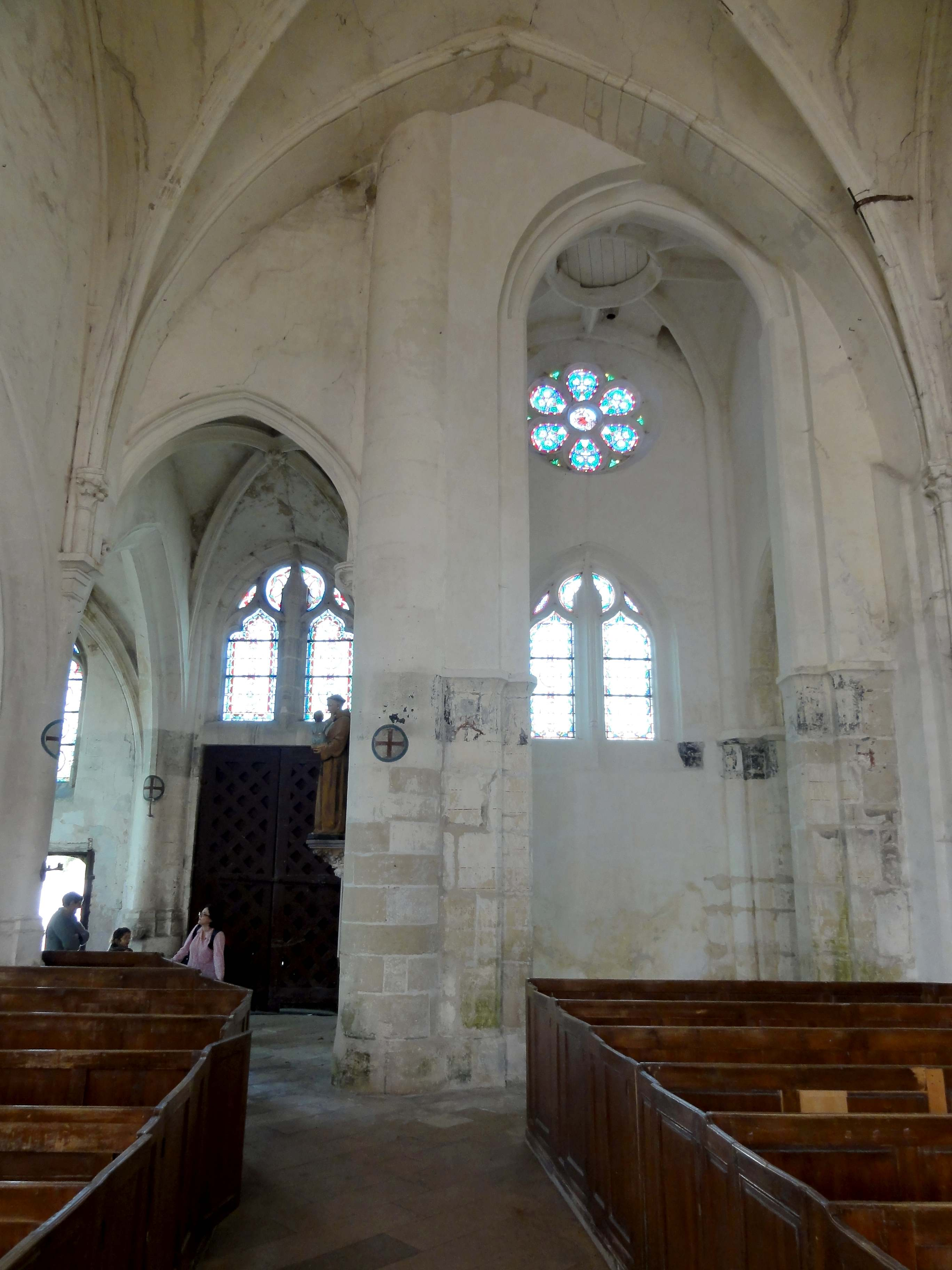
Vue depuis la nef.

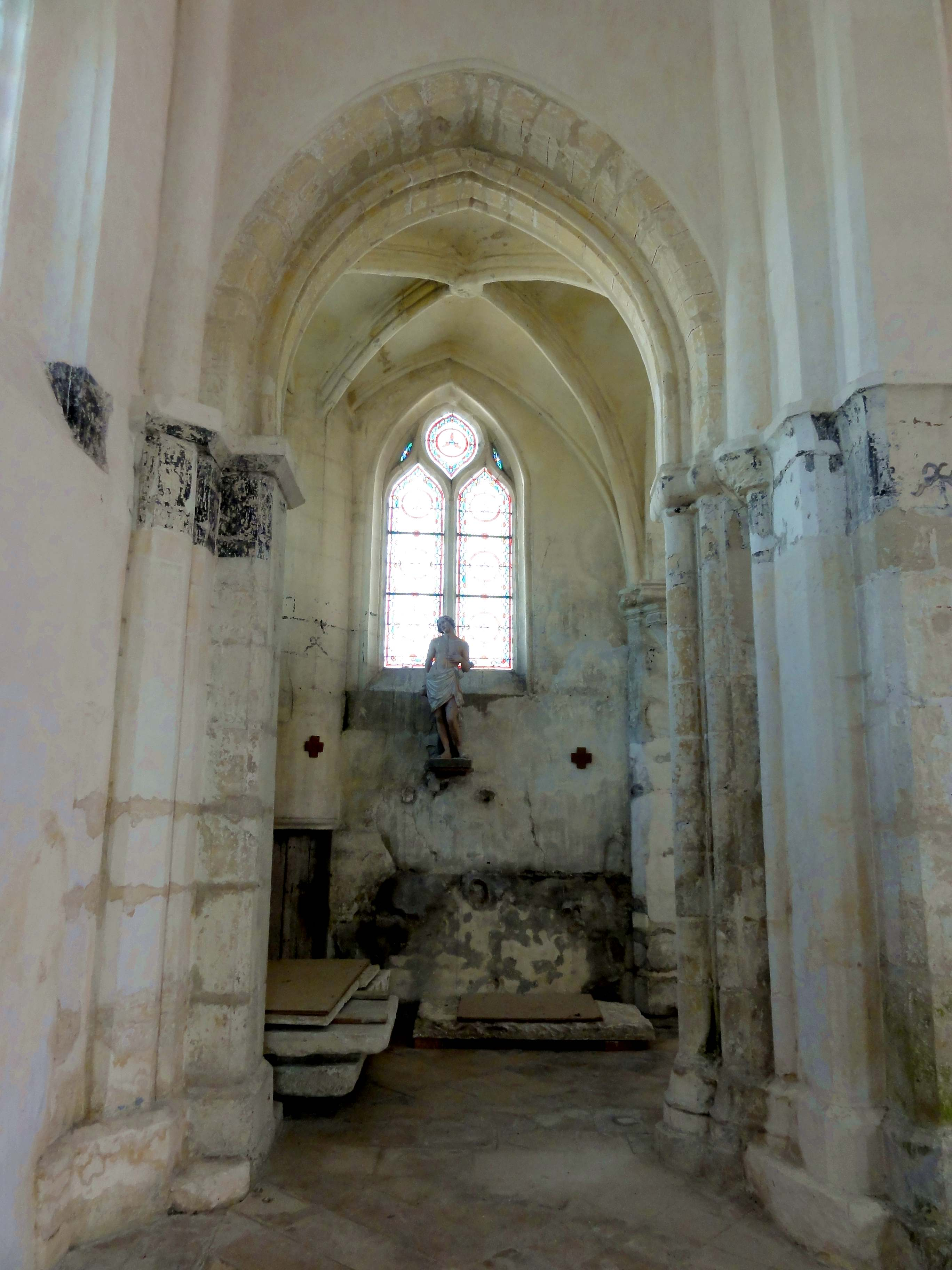
Base du clocher), vue vers le nord.

Pratiquement plus aucun élément d'architecture romane ne subsiste à l'intérieur de l'église. L'arcade vers l'ancien croisillon nord comporte un rang de claveaux non mouluré et simplement chanfreiné, qui conserve des restes d'un décor en faux-appareil, et est susceptible de remonter au milieu XIIe siècle, mais cet élément n'est pas spécifiquement roman. Le rouleau inférieur de la même arcade a été retaillé à la période gothique, et est désormais mouluré d'un méplat entre deux tores dégagés. Les supports au nord et au sud de l'arcade sont également susceptibles de remonter à la période romane, au moins en partie, mais les chapiteaux ont été arasés ou totalement supprimés. La très étroite arcade vers l'ancien croisillon sud est à double rouleau chanfreiné, et pourrait elle aussi dater du milieu XIIe siècle. Ses supports ont été refaits au second quart du XIIIe siècle. Il s'agit de faisceaux de trois colonnettes à chapiteaux, dont celle au centre correspond au rang de claveaux inférieur. Elle est placée en avant des autres, et de plus fort diamètre que les autres. Les chapiteaux de crochets ont été trop grattés, voire resculptés lors d'une restauration au cours des années 1870. À l'ouest, le motif des chapiteaux se poursuit sur la frise d'un petit pilier à l'arête coupée, et se retrouve sur une colonnette à chapiteaux réservée à l'ogive contiguë à ce pilier. Dans l'angle nord-est, en face, le chapiteau est devenu illisible.
Au revers de la façade, des petits piliers à l'arête coupée sont réservées aux ogives. Lors de la construction de la façade occidentale actuelle à la période flamboyante, les piles occidentales du clocher ont été englobées dans cette façade et deux de ses contreforts, et le premier étage du clocher a été supprimé à la même occasion. Désormais, la base du clocher atteint une hauteur intérieure proche de celle de la nef, et les tailloirs ne reçoivent plus directement les ogives, mais des fûts dans lesquels se fondent les ogives de la voûte flamboyante. Celle-ci est percée d'un grand trou pour la remontée des cloches, et agrémentée de quatre liernes. L'arcade vers la nef a reçu un profil flamboyant, avec un boudin entre deux gorges. Ce profil ne se poursuit pas sur les piédroits, où subsistent les tailloirs de la période gothique ou romane. L'église d'Ève ne fournit pas le seul exemple de la base d'un clocher roman, qui a perdu tout caractère proprement roman à l'intérieur. À Mogneville, la base du clocher a été exhaussée dès la fin de la période romane. À Ennery, l'opération remonte au début de la période gothique, et a été exécutée avec beaucoup d'habileté, en obtenant un résultat homogène. À Rully et Sarcelles, la reprise en sous-œuvre pendant la première moitié du XIIIe siècle a été totale, et l'architecture gothique de ces bases est tellement régulière que rien ne permet de soupçonner le remaniement, s'il n'y avait pas le clocher roman visible depuis l'extérieur. À Cauvigny et Jouy-le-Moutier, la reprise en sous-œuvre fut exécutée à la même époque qu'à Ève, et dans le dernier cas, sans effacer les traces des siècles précédents. Enfin, Villers-sous-Saint-Leu et Frémécourt offrent des exemples de reprises en sous-œuvre sans préoccupations stylistiques, en adoptant des dispositions purement fonctionnelles.
Sauf l'arcade vers la base du clocher, déjà décrite, le narthex est entièrement de style flamboyant. Il est plus petit que la base du clocher, et sa hauteur dépasse à peine celle des bas-côtés. L'arcade vers la nef a vraisemblablement seulement été retaillée à la période flamboyante, et date vraisemblablement de la campagne de construction de la nef, au second quart du XIIIe siècle. En effet, elle retombe, du côté sud, sur une console moulurée qui évoque la Renaissance, à côté de la partie supérieure d'un faisceau de trois colonnettes à chapiteaux du  second quart du XIIIe siècle. Elles correspondent à une ogive et deux formerets de la première travée proprement dite de la nef. En dessous de la console, le pilier a été entièrement repris en sous-œuvre, et se présente comme un pilier ondulé à quatre renflements, caractéristique de la période flamboyante. Les mêmes piliers se trouvent à d'autres endroits de la nef, et de même, le doubleau qui sépare le narthex de la première travée du bas-côté sud est analogue aux grandes arcades au sud de la nef. La voûte du narthex est dépourvu de formerets. Ses ogives affectent un profil prismatique, et retombent sur des culs-de-lampe flamboyants, sauf dans l'angle sud-ouest. Les culs-de-lampe représentent un génie nu qui porte sur son dos le tailloir, un angelot et une chimère. La clé de voûte est une petite rosace feuillagée.

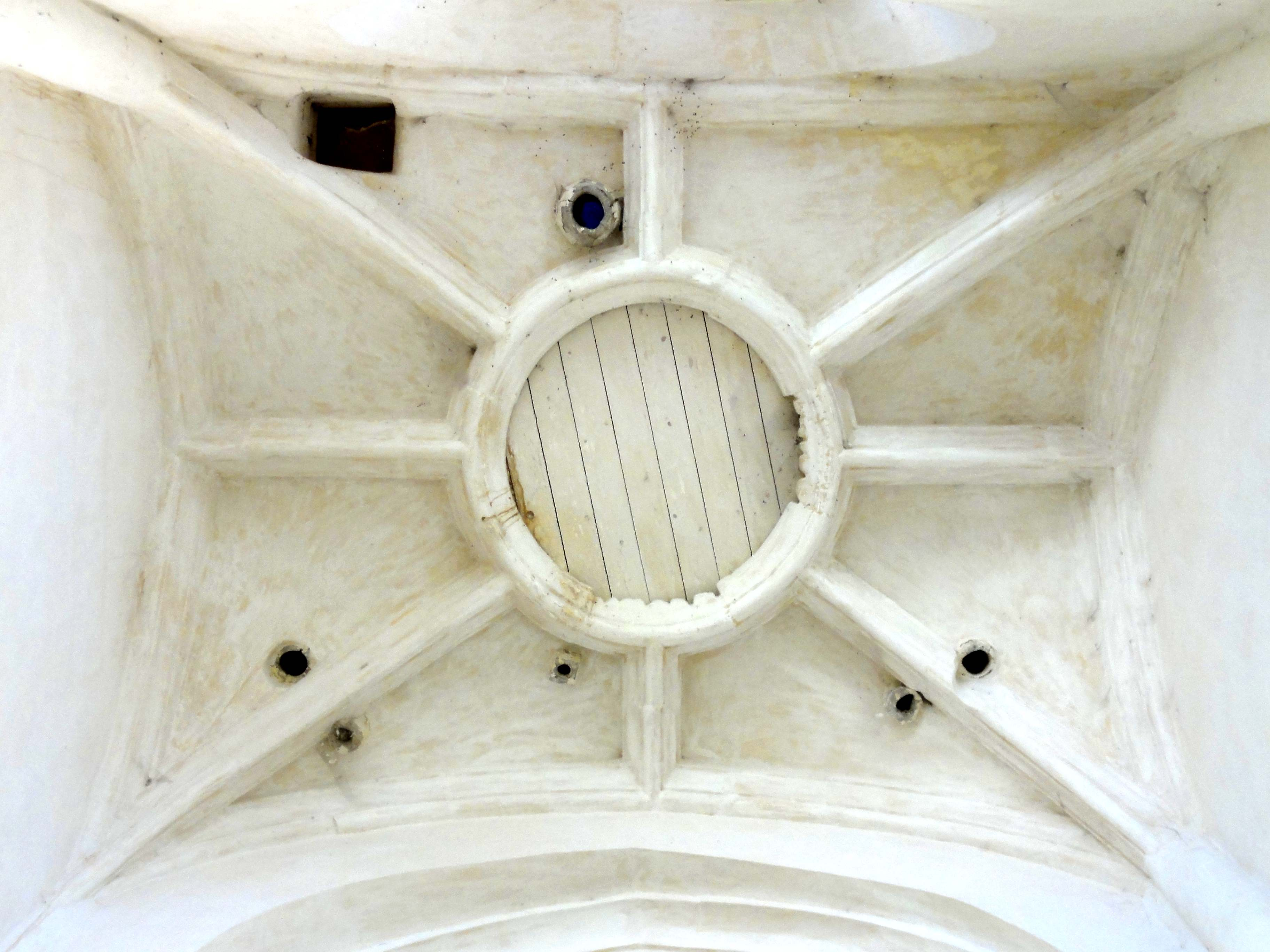
Voûte de la base du clocher.
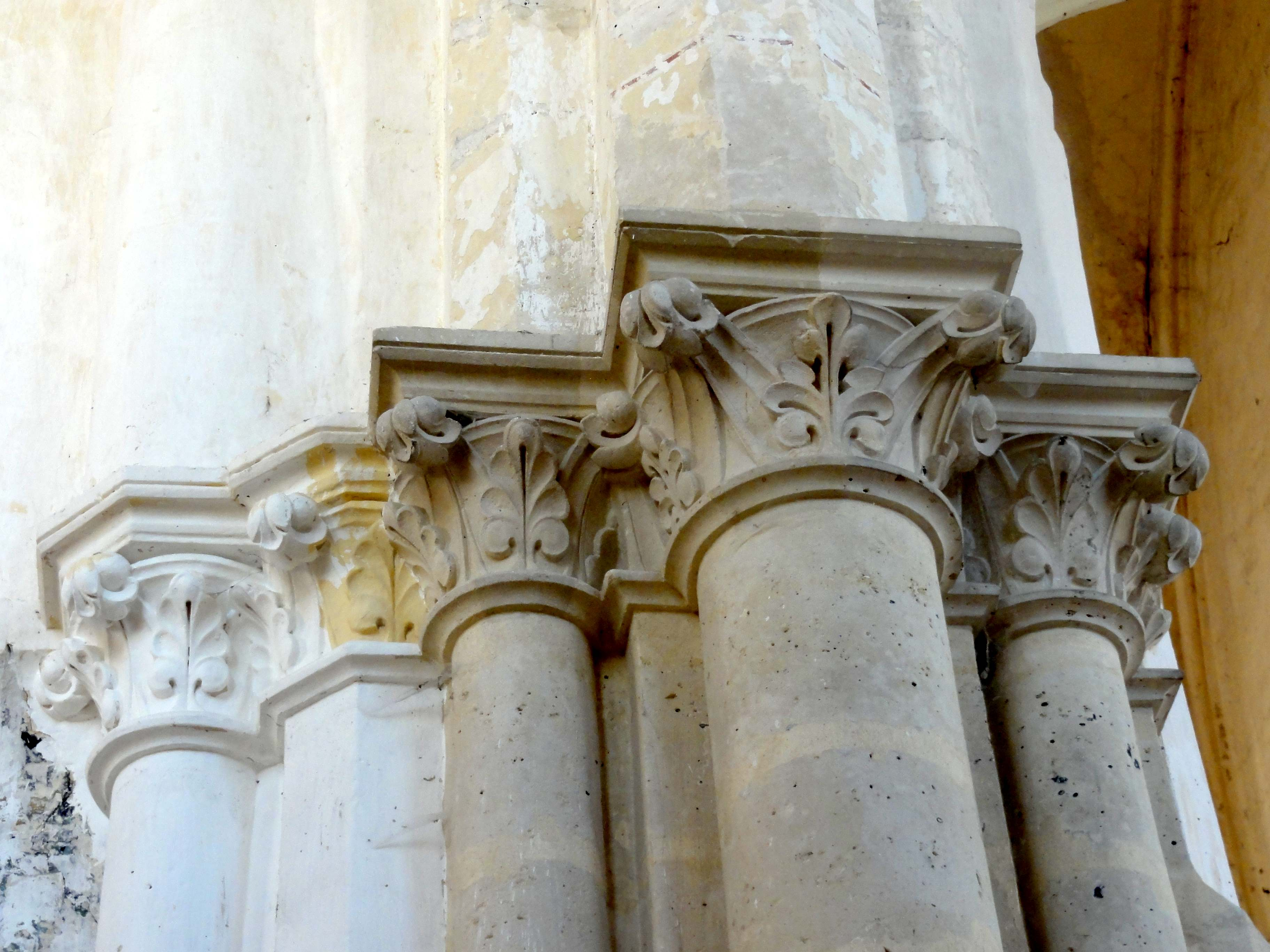
Doubleau séparant les deux travées, chapiteaux.
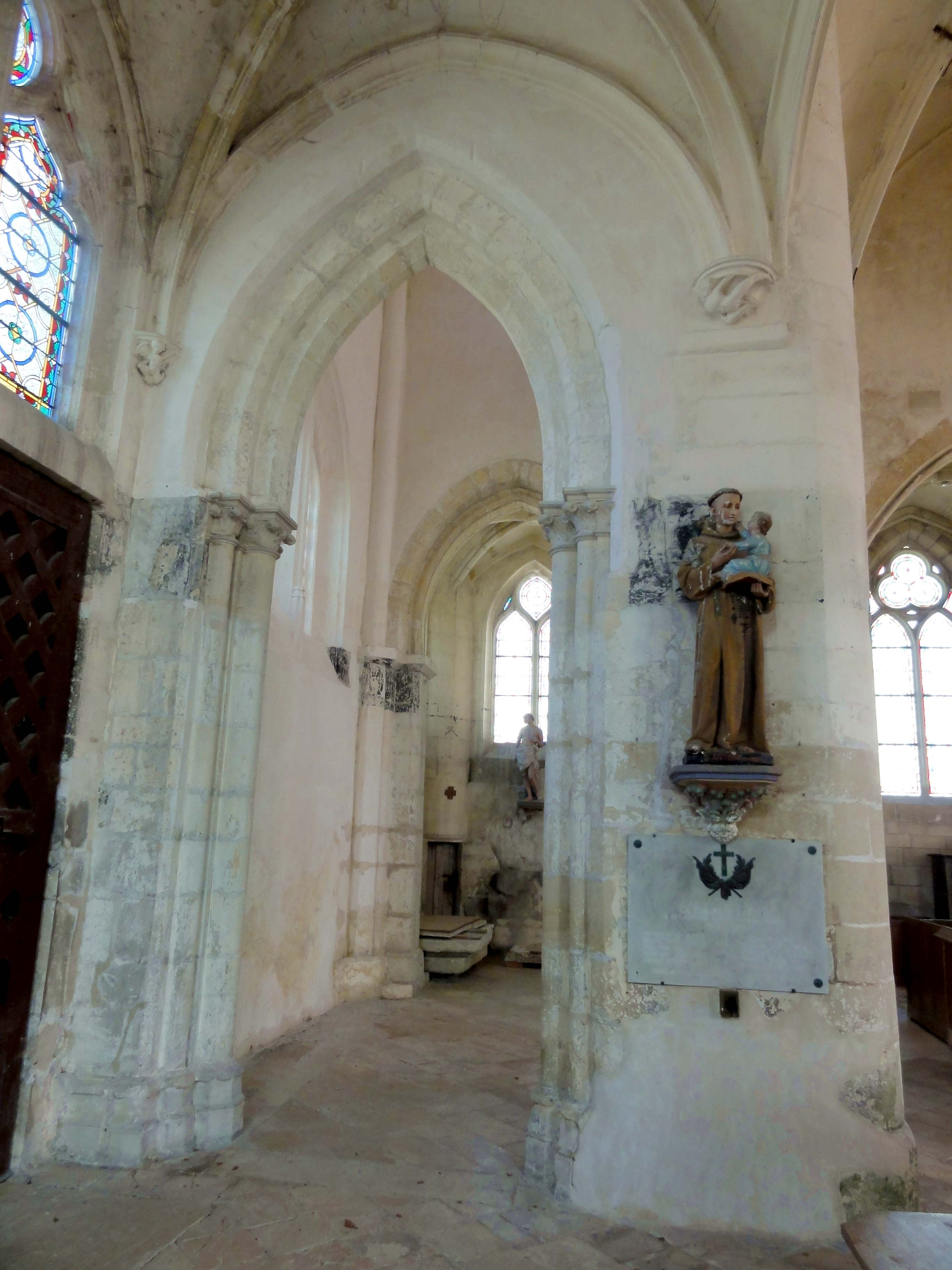
Narthex, vue vers le nord dans le bas-côté.
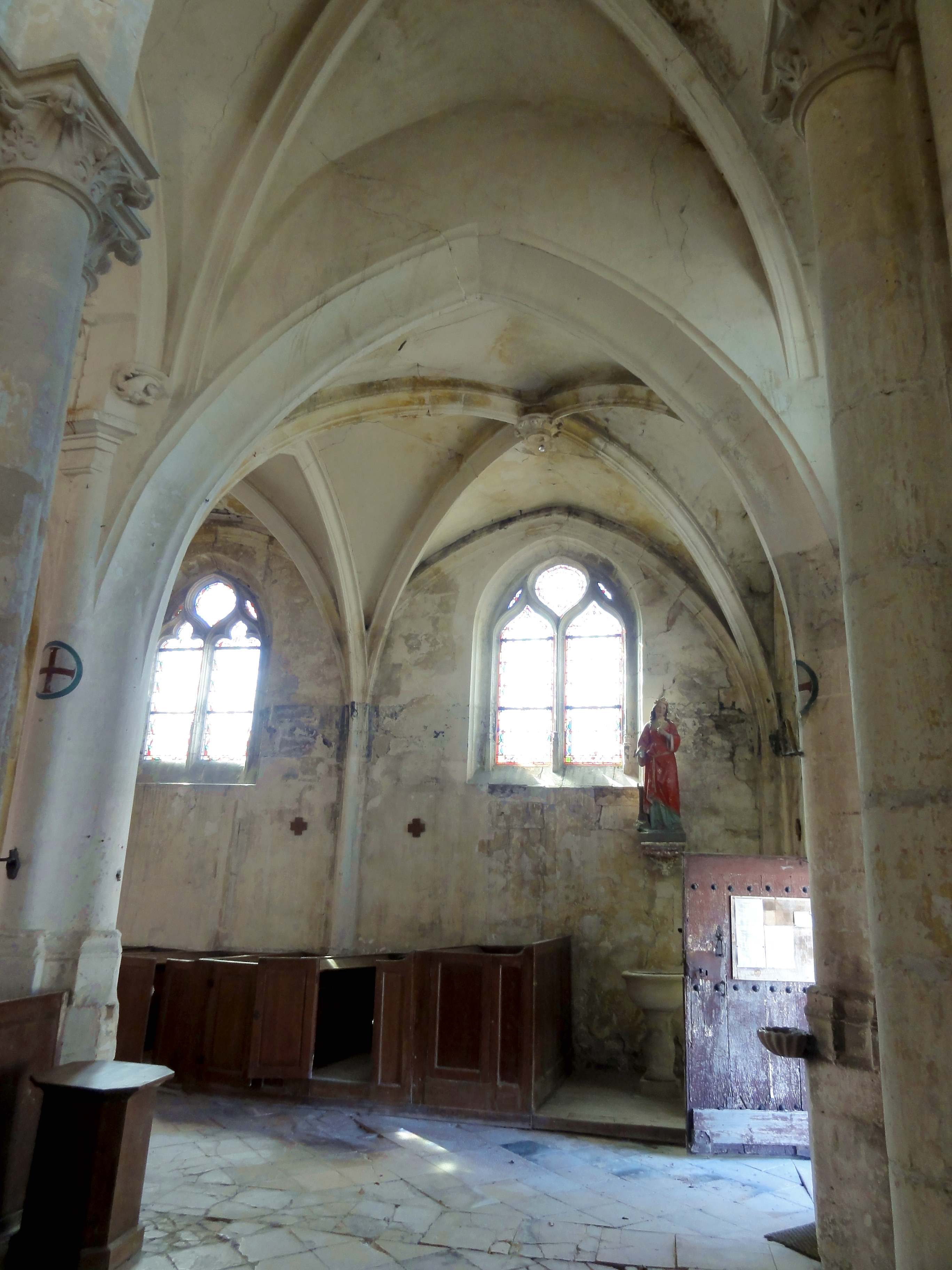
Narthex, vue vers le sud dans le narthex.
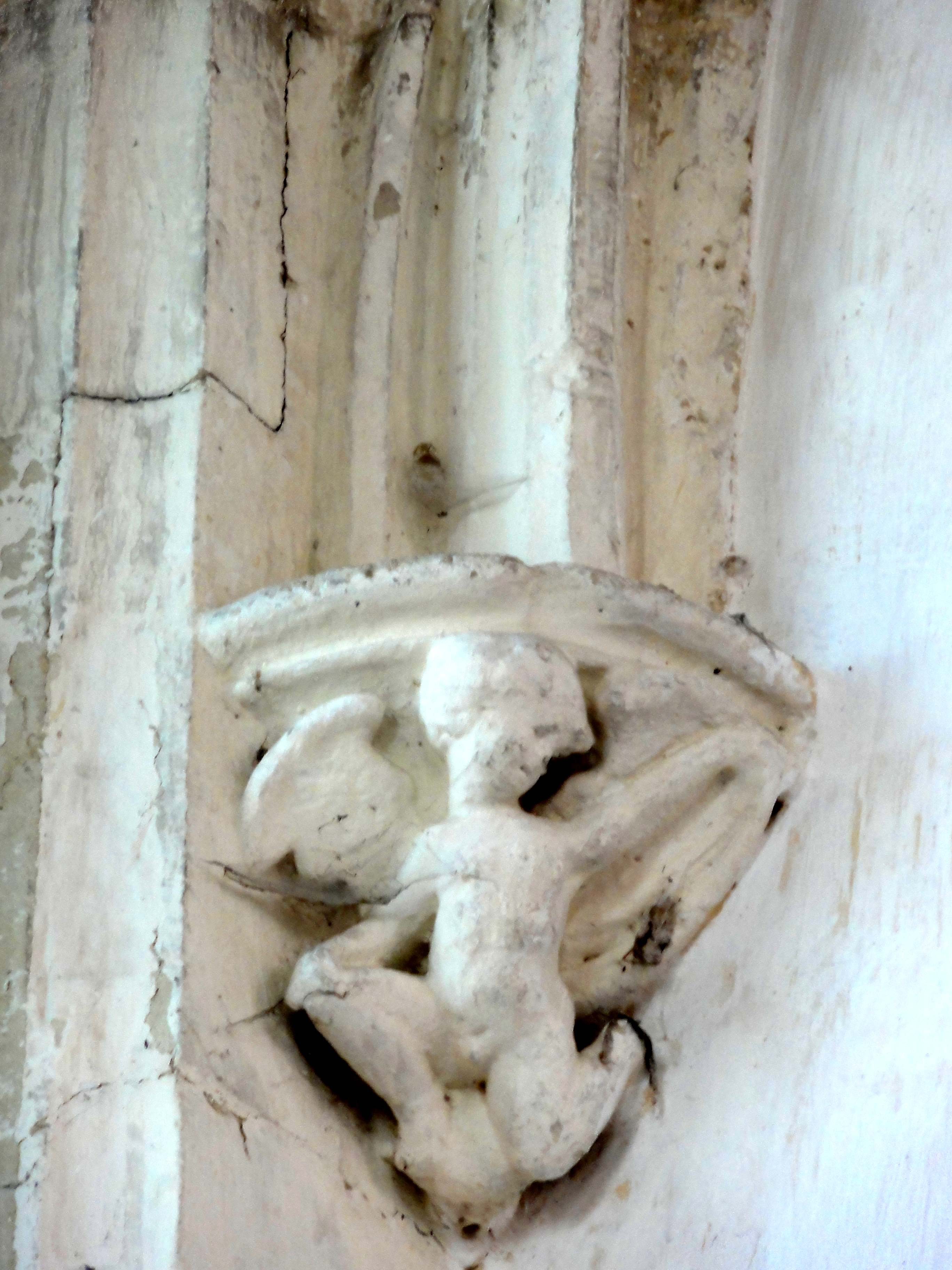
Narthex, cul-de-lampe dans l'angle nord-ouest.
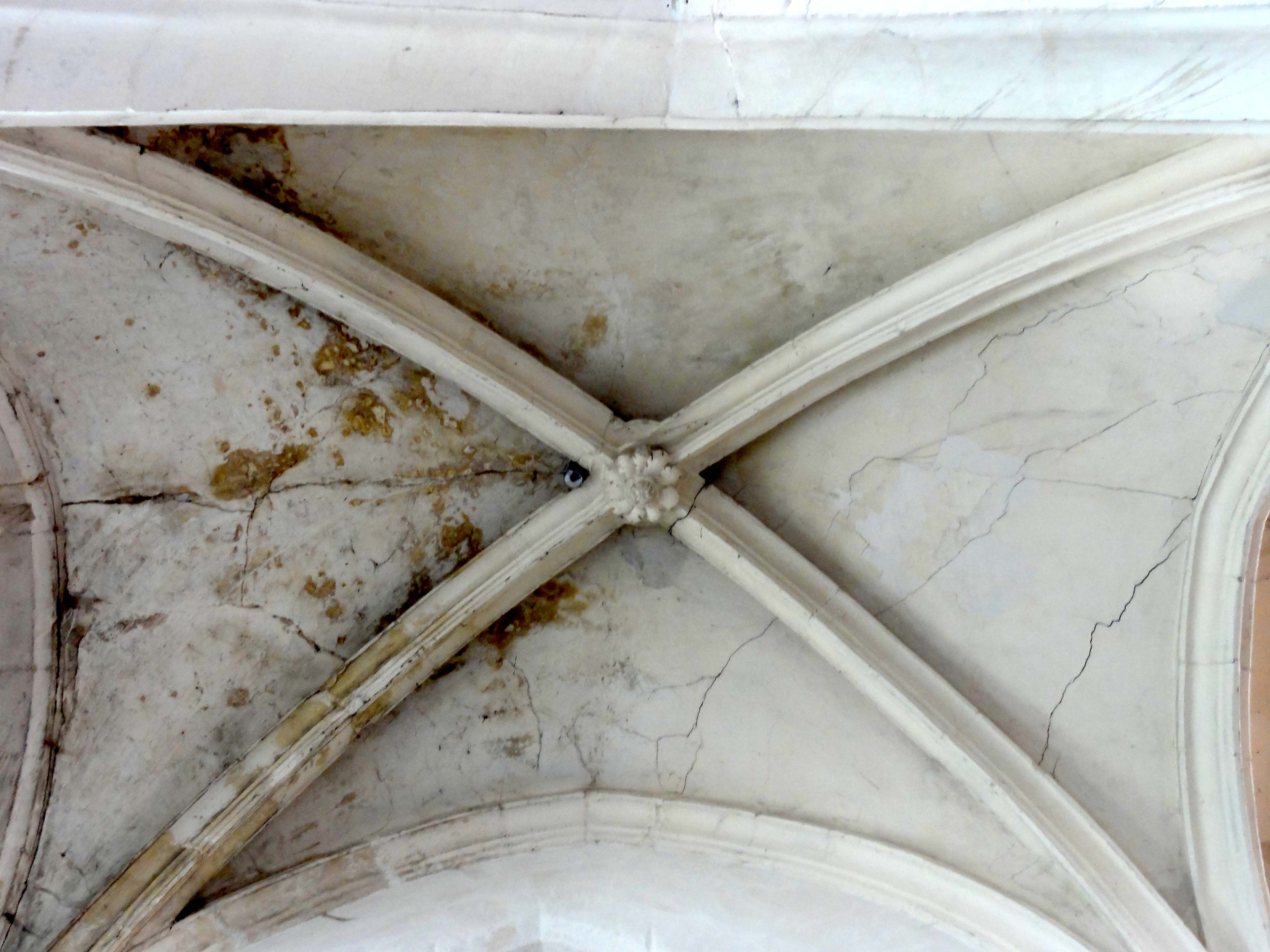
Voûte du narthex.

#### Nef ou chœur duXIIIesiècle

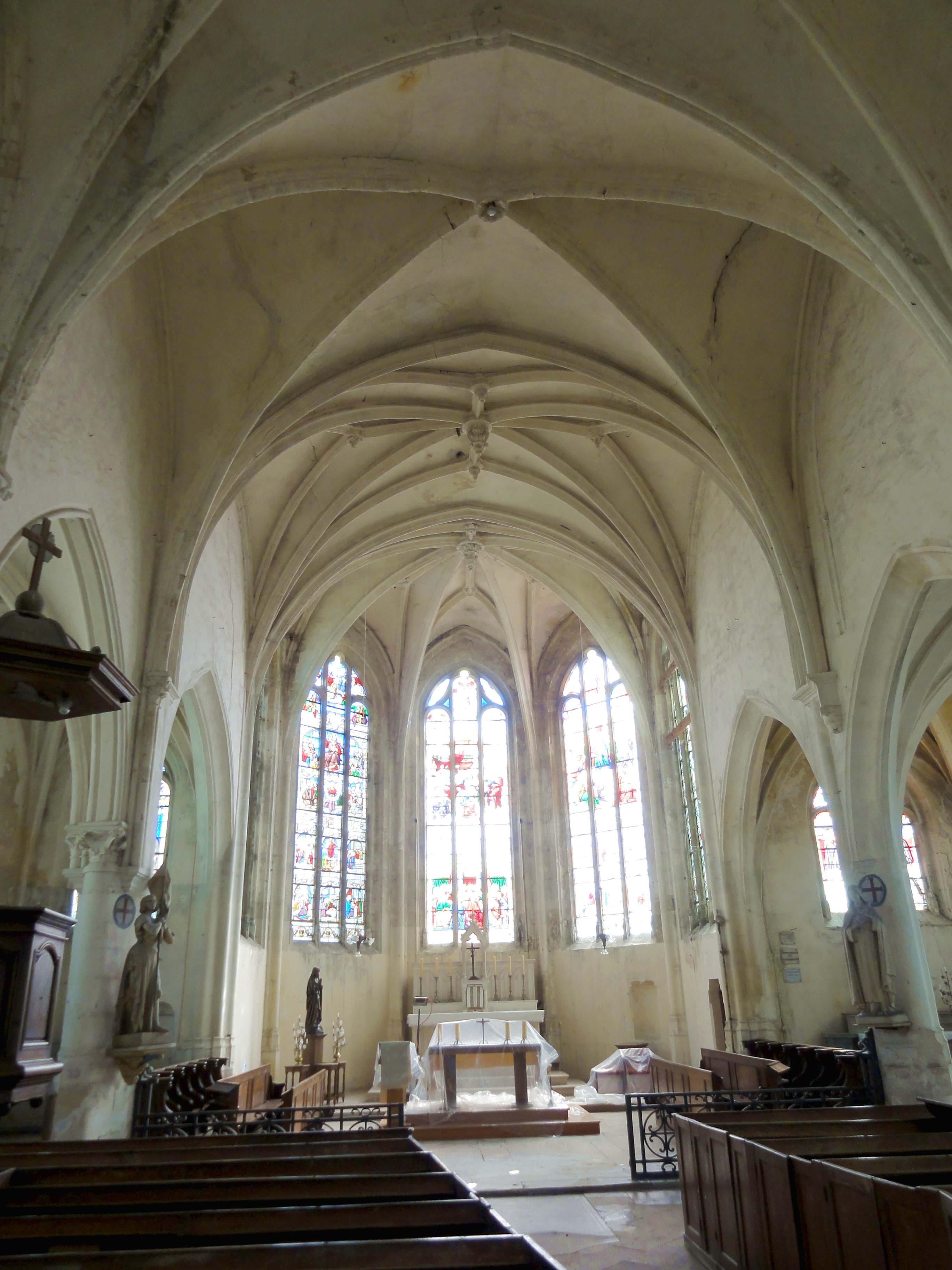
Nef, vue vers l'est.

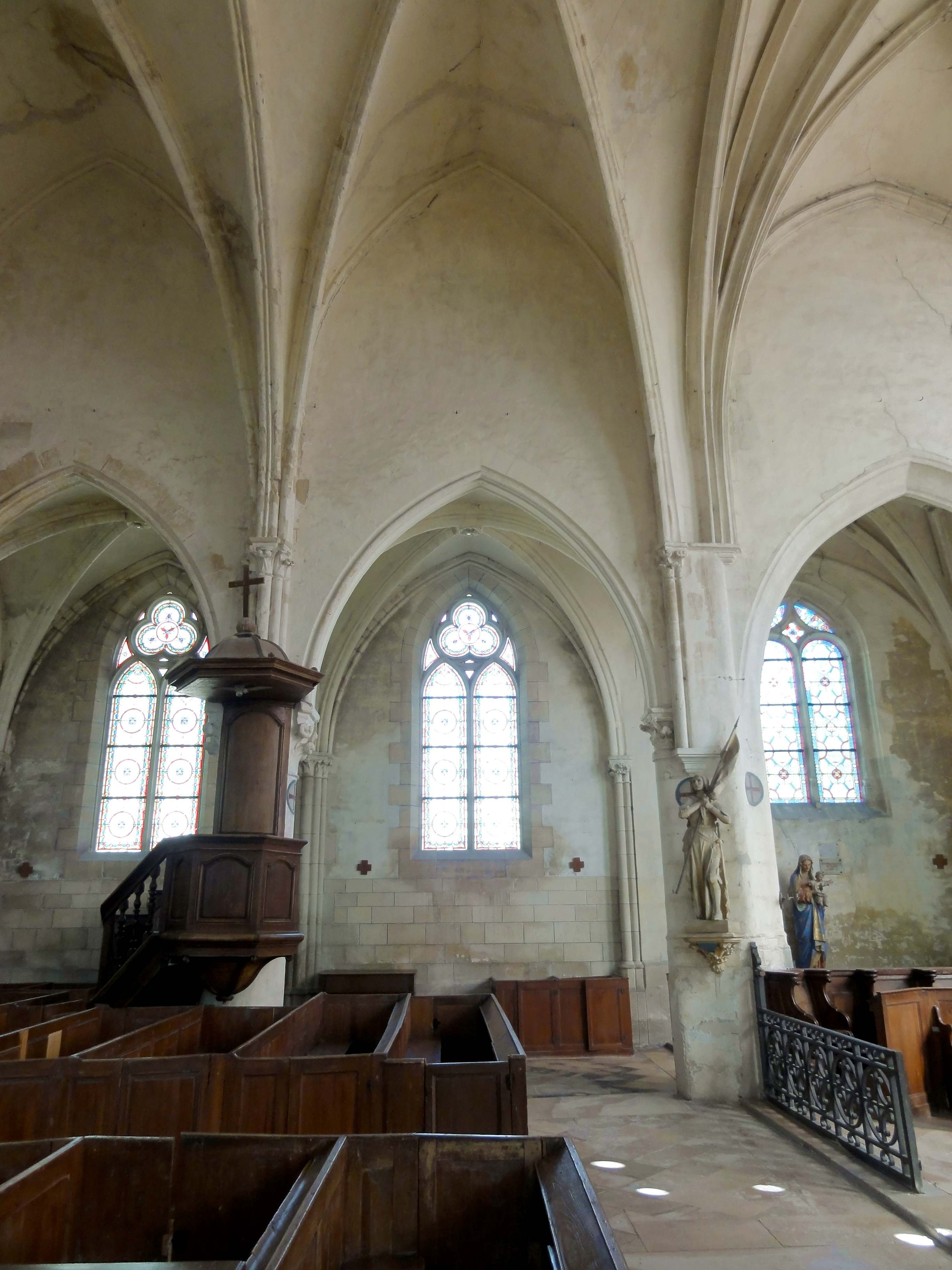
2e travée du XIIIe siècle, élévation nord.

L'axe de la nef est décalé vers le sud par rapport à celui de l'ancienne église romane. Le raccordement avec la base du clocher et le narthex est assuré par une courte section voûtée en berceau brisé. L'on est saisi par l'ampleur de l'espace, et par la largeur inhabituelle du vaisseau, surtout par rapport aux petites dimensions de l'édifice. En revanche, l'église est assez courte. Dominique Vermand dit que cet ancien chœur s'inscrivait dans les courants architecturaux les plus novateurs de son temps, et estime qu'en dépit des modifications à la période flamboyante, les parties du XIIIe siècle sont encore bien conservées, et montrent un bel ensemble de chapiteaux de crochets. Comme déjà évoqué, il ne s'agit que de deux travées du vaisseau central et de deux ou trois travées du bas-côté nord. En plus, les élévations nord et sud du vaisseau central sont différentes, avec des grandes arcades et un étage de murs hauts aveugles au nord, et deux immenses fenêtres au sud. Elles occupaient presque toute la largeur des murs, et s'approchaient des formerets de la voûte. Bouchées depuis l'adjonction du bas-côté sud, ces baies sont encore matérialisées par les tores qui les entouraient, agrémentées de petits chapiteaux ronds. Ces vestiges prouvent qu'il n'y avait, effectivement, pas de bas-côté au sud au moment de la construction de l'actuelle nef. Pour la même raison, toutes les grandes arcades du sud affectent un profil prismatique de type flamboyant, et seulement la deuxième et la troisième grande arcade du nord adoptent un profil d'un méplat entre deux tores dégagés, avec un rouleau supérieur sous la forme d'un tore supplémentaire de chaque côté. Le nombre restreint de travées et la différence des élévations latérales font que les différentes dispositions retenues pour la retombée des nervures des voûtes n'existent donc, dans certains cas, qu'une seule fois.
Au nord, les grandes arcades retombent au milieu sur le tailloir aux angles coupés d'un grand chapiteau de crochets, qui est porté par un pilier cylindrique appareillé en tambour. Malencontreusement, la chaire à prêcher cache ce pilier depuis la nef, mais on la voit bien depuis le bas-côté nord. Sur la partie saillante du tailloir, retombe un faisceau de cinq colonnettes, qui sont de trois diamètres différents. La plus forte correspond au doubleau ; le diamètre intermédiaire est réservé aux ogives ; et le diamètre le plus réduit correspond aux formerets. Les fûts des formerets sont disposés derrière ceux des ogives, et on ne les aperçoit qu'en regardant de biais. Les chapiteaux du second ordre sont situés à un niveau relativement bas, ce qui est imputable à la forme barlongue très prononcée des travées, et donne des formerets extrêmement aigus. Le doubleau est mouluré d'une arête entre deux tores, profil souvent retenu pour les ogives à la première période gothique, et les ogives se composent d'un tore en forme d'amande, placé devant un bandeau mouluré d'une gorge sur chaque flanc. Les clés de voûte, identiques toutes les deux, sont ornées de quelques petites feuilles éparses. — Au sud, à l'intersection entre les deux travées du XIIIe siècle, les supports des hautes-voûtes sont identiques, mais retombaient, initialement, jusqu'au sol. Depuis la période flamboyante, ils sont interceptés par une console du XVIe siècle, qui est portée par un pilier ondulé. Si cette façon de procéder peut se comprendre, l'on saisit moins bien pourquoi le maître d'œuvre a opté pour des solutions différentes dans les angles. Dans l'angle nord-ouest, il a maintenu le faisceau de trois fines colonnettes du XIIIe siècle, ce qui est sans doute la solution la plus avantageuse. Dans l'angle sud-ouest, les nervures des voûtes retombent directement sur une console, qui n'est pas en accord avec le renflement du mur qui se prolonge depuis le pilier ondulé. Dans les deux autres angles, les parties supérieures des faisceaux de colonnettes ont été maintenues, avec leurs chapiteaux, mais sont interceptés un peu plus bas par des consoles, et ceci à deux niveaux différents. Cette solution ne fait que regretter la suppression des supports gothiques, d'autant plus que chaque console est d'un type différent.

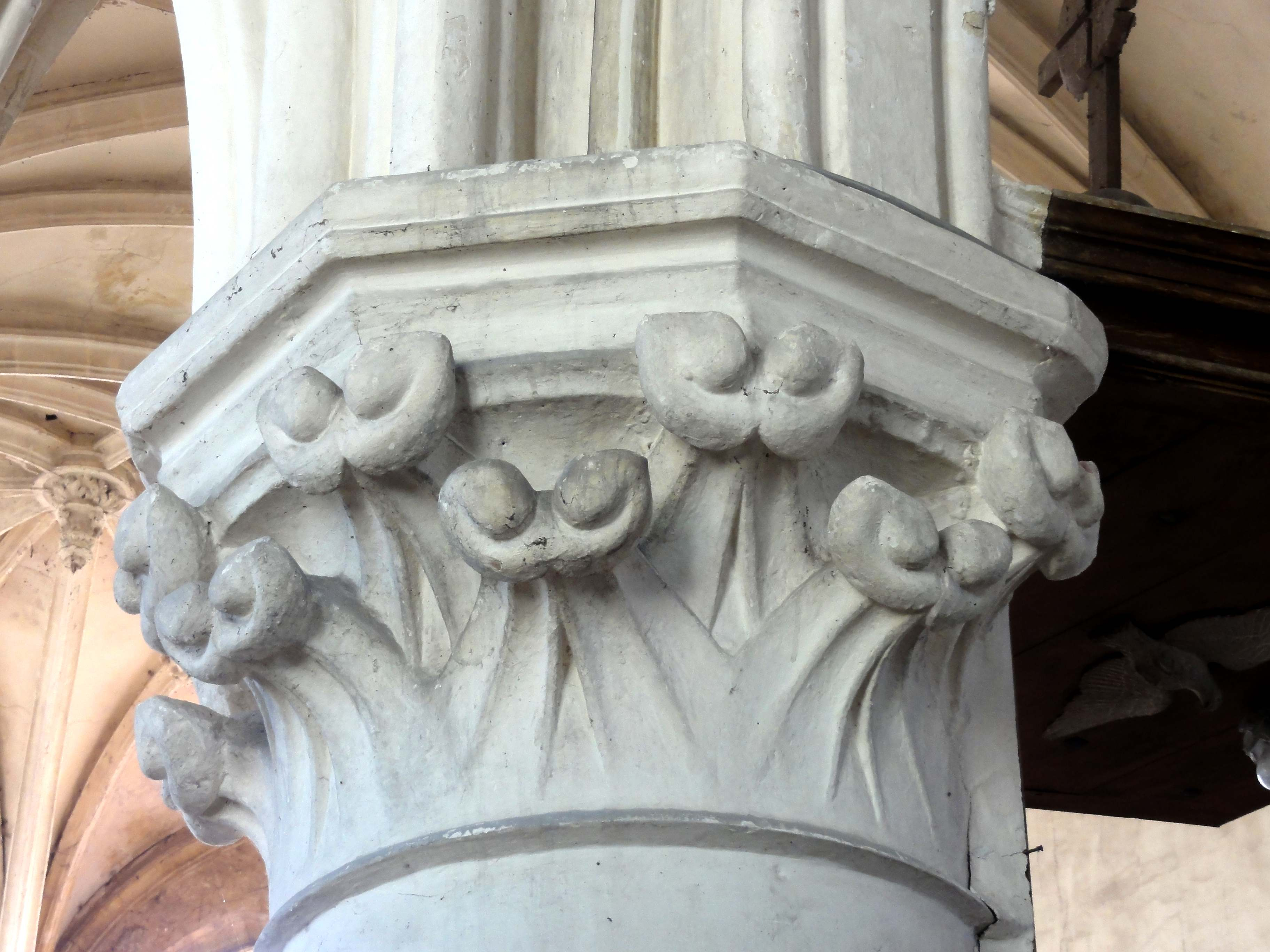
Chapiteau du pilier isolé du XIIIe siècle, côté nord.
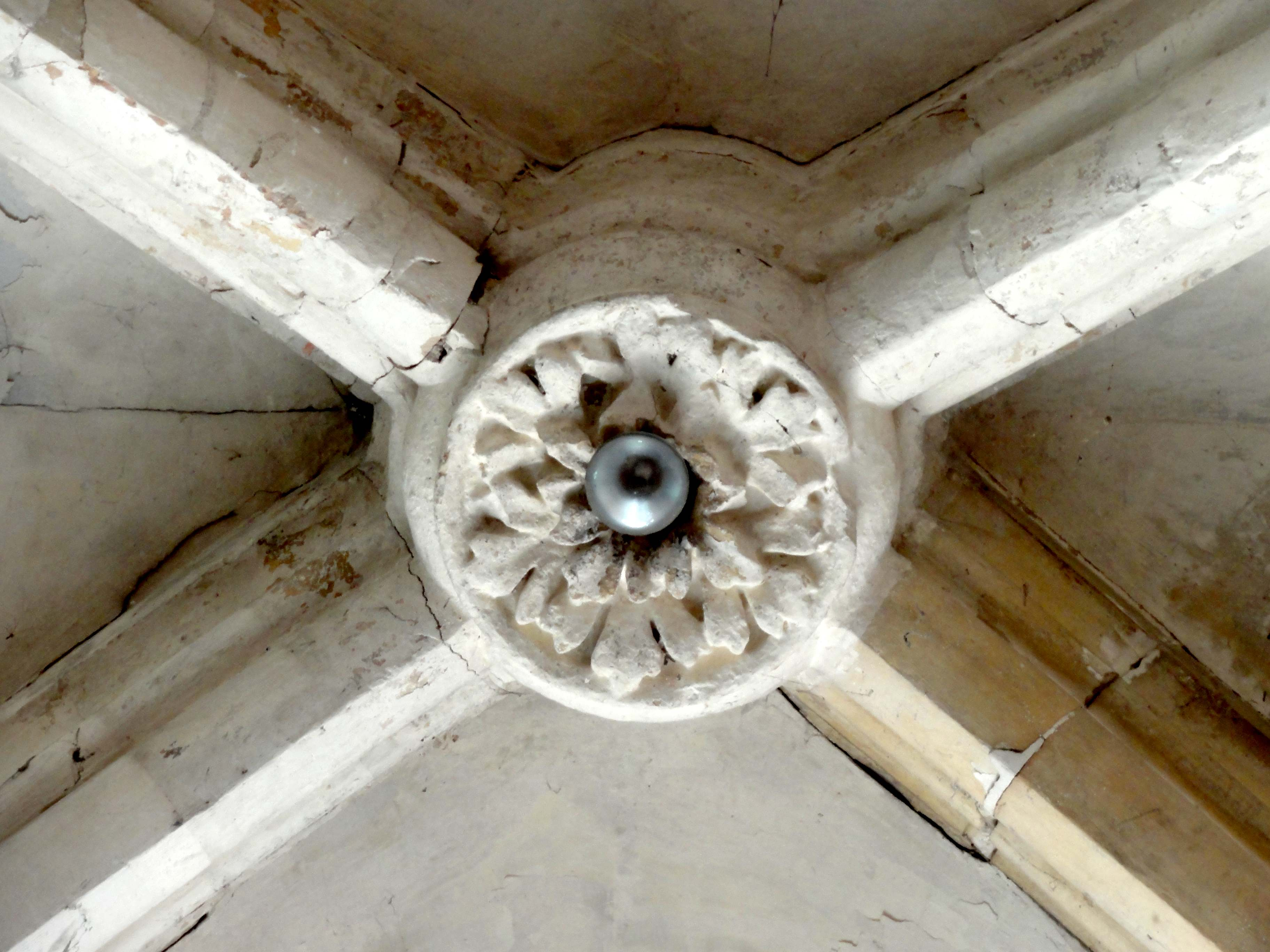
Clé de voûte du XIIIe siècle.
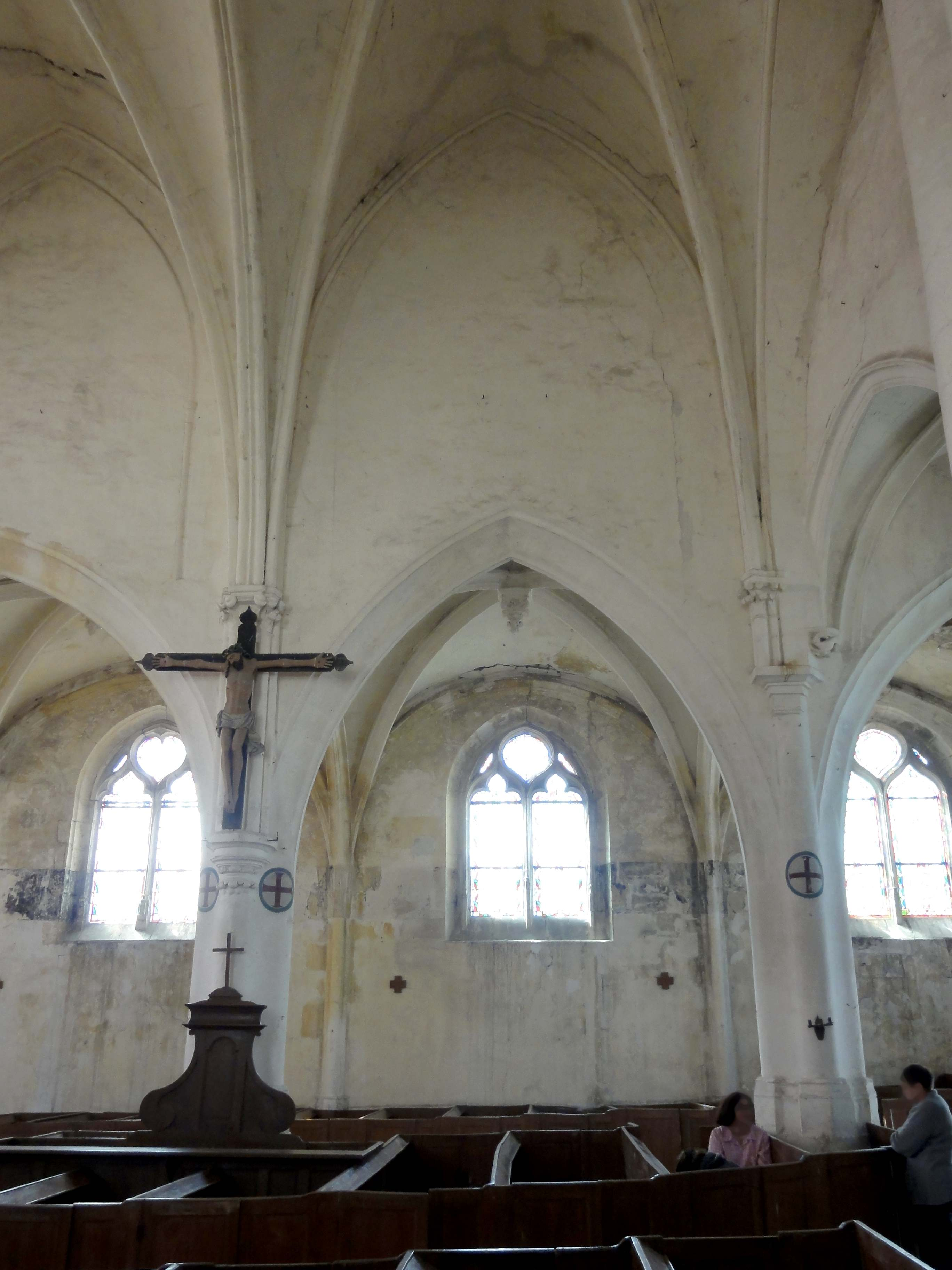
Nef, 2e travée, élévation sud.
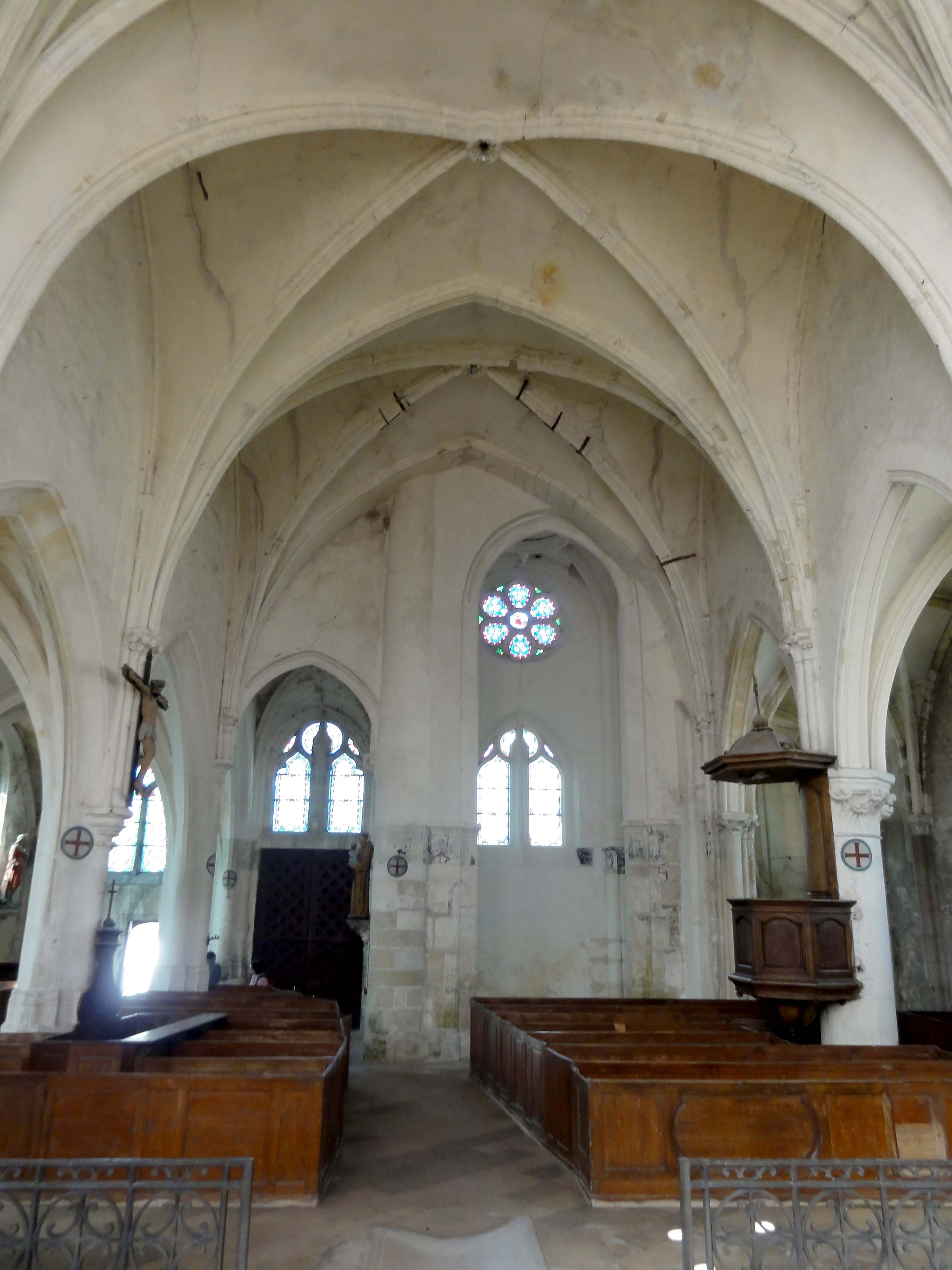
Nef, vue vers l'ouest depuis le sanctuaire.
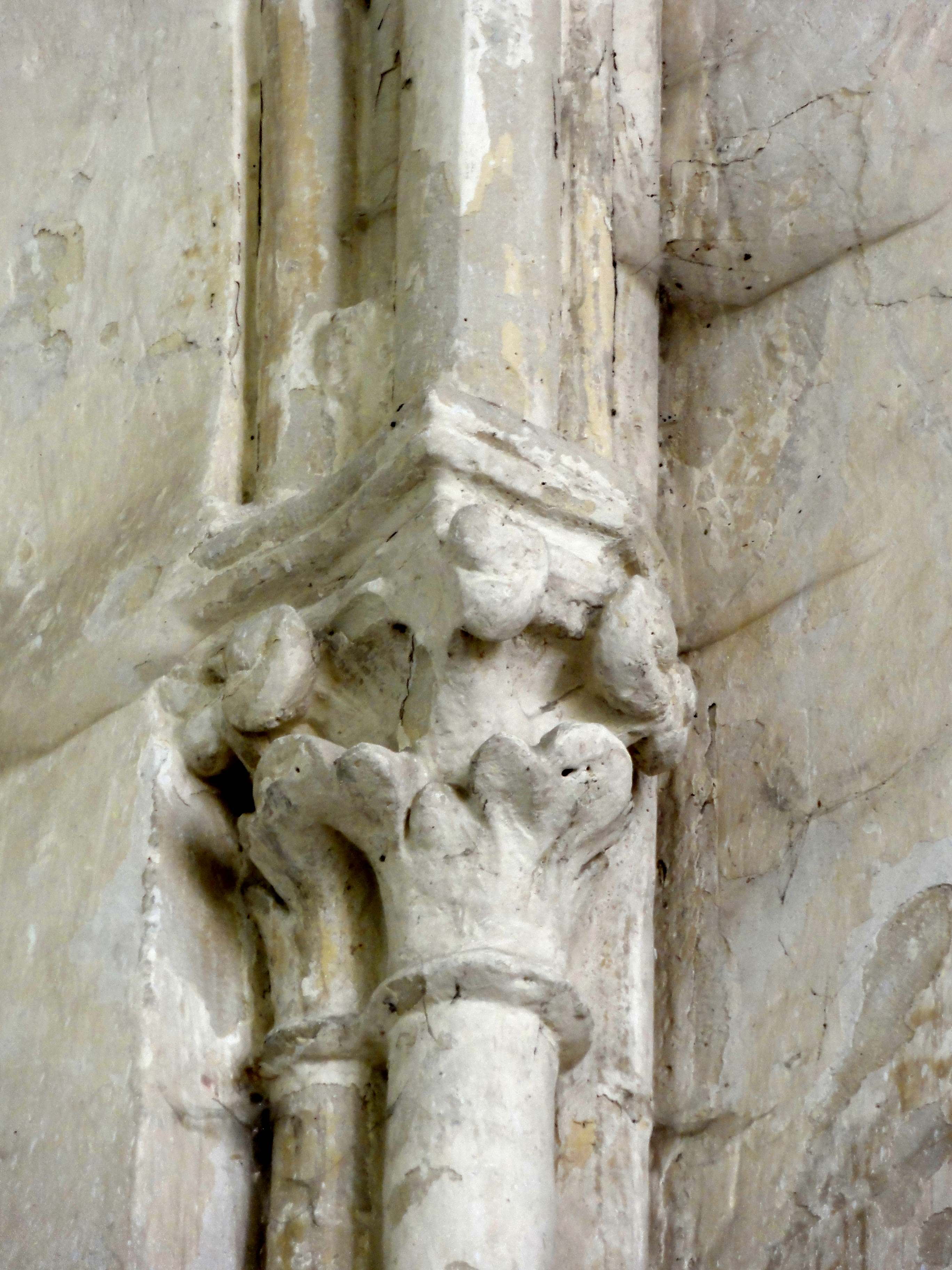
Chapiteaux dans l'angle nord-est.
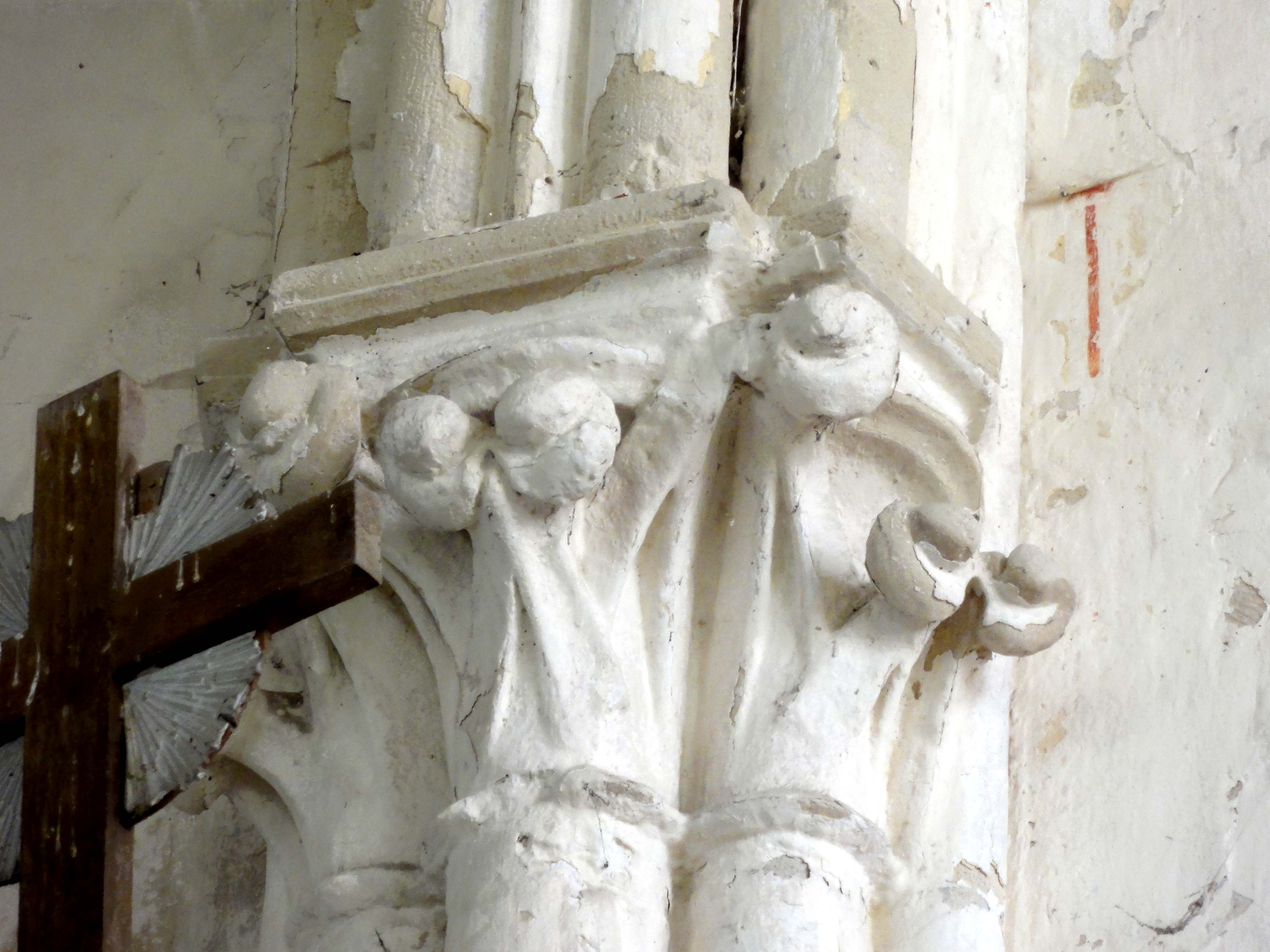
Chapiteaux du doubleau intermédiaire du XIIIe.

#### Chœur liturgique

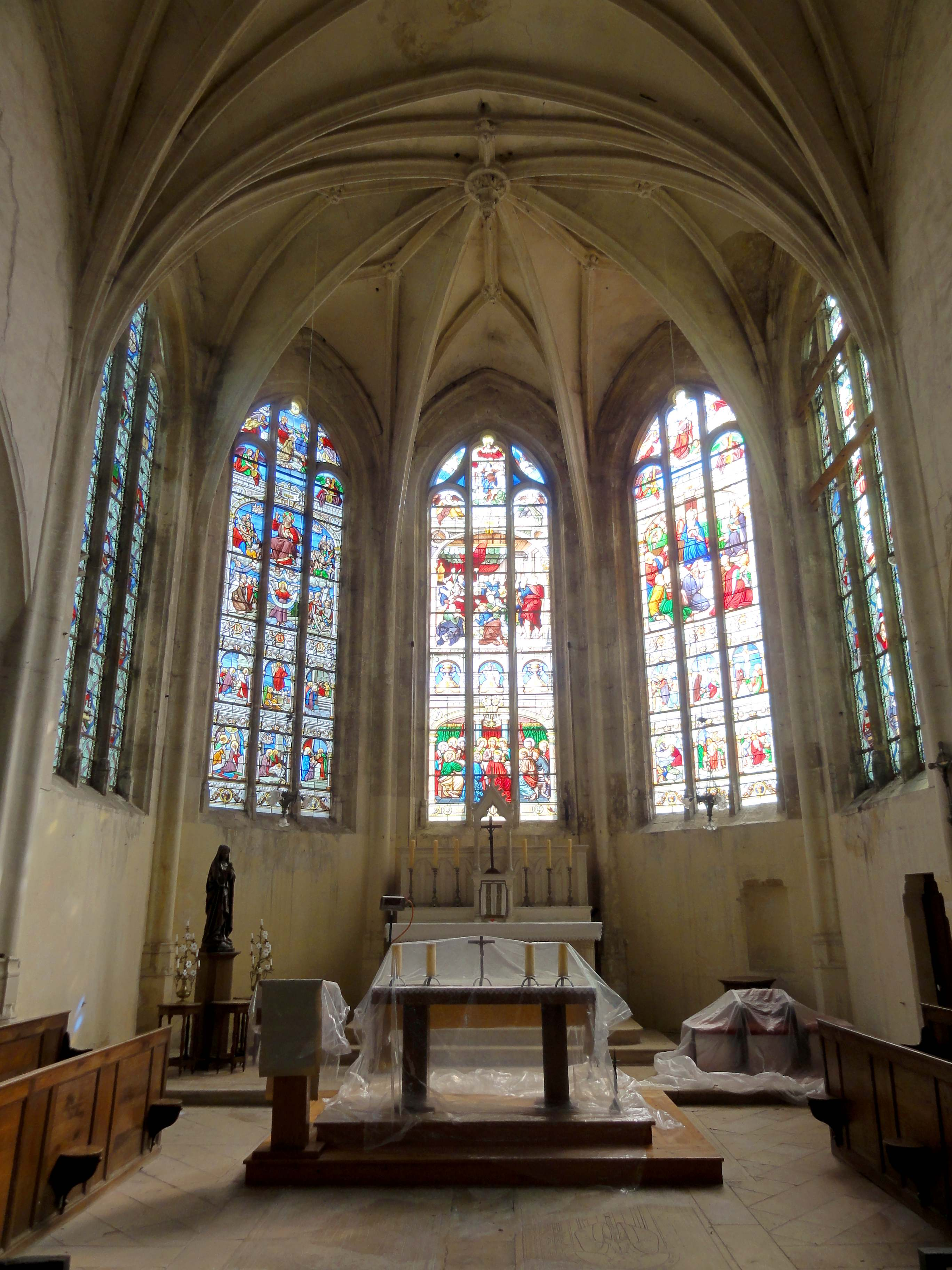
Abside, vue vers l'est.

La dernière travée de la nef ou première travée du chœur liturgique est un peu plus profonde que les travées précédentes. Sa voûte est un peu moins élevée, et les formerets son moins aiguës, tout comme les grandes arcades. Il n'y a jamais eu de fenêtres hautes. L'élément le plus intéressant de la travée est sa voûte, qui est enrichie de liernes et de tiercerons, selon la disposition conventionnelle : les liernes s'arrêtent à mi-distance entre la clé central et les sommets des arcs d'inscription, puis sont reliées aux angles par des tiercerons. Les quatre clés de voûte secondaires et la clé principale sont pendantes, mais relativement petites, et enveloppées de feuillages. Le doubleau occidental, à la limite avec la seconde voûte du XIIIe siècle, adopte un profil prismatique aigu, et date donc de la période flamboyante, comme le reste de la travée. Contrairement au doubleau oriental, qui est analogue, il ne pénètre pas dans le renflement qui se prolonge depuis les piliers ondulés, issus d'une reprise en sous-œuvre. Il retombe sur une console partagée avec celle des nervures des voûtes du XIIIe siècle au sud, et sur une console indépendante au nord : ici, la console destinée aux supports du XIIIe siècle se situe au niveau des chapiteaux des grandes arcades. Ce n'est donc qu'à partir de l'entrée de l'abside que l'on trouve un style flamboyant pur. Ici, le principe des nervures pénétrantes est systématiquement appliqué. S'ils sont libres, les piliers ondulés présentent quatre renflements ou ondulations, comme à Baron, Borest, Montagny-Sainte-Félicité et Versigny. Dans les édifices plus importants, huit ondulations sont la règle. Les piliers engagés font apparaître trois renflements. Les grandes arcades sont du même profil que les autres arcades flamboyantes de l'église.
L'abside est traitée sobrement, dans la parfaite continuité stylistique des autres parties flamboyantes, sauf pour le remplage des fenêtres. Grâce à la largeur du vaisseau, il a été possible de prévoir des baies tout aussi larges pour les pans du chevet que pour les parties droites. Les cinq baies, qui ne prennent pas appui sur un mur-bahut, contrairement à l'usage général au XVe siècle, possèdent donc toutes le même remplage de deux formes en plein cintre encadrant une lancette à tête trilobée. Les lobes latérales ne sont, à vrai dire, que des quarts de cercle, et le lobe central correspond aux trois quarts d'un cercle. Ces formes arrondies traduisent la période flamboyante tardive, tandis que les formes en plein cintre sont en usage à la Renaissance. Sur la baie d'axe, des accolades relie la lancette centrale aux arcs en plein cintre qui la flanquent. La modénature des meneaux est toujours aiguë, et ils disposent de bases gothiques. La destination des baies était de recevoir des grandes verrières polychromes, qui sont la principale richesse artistique de l'église (voir le chapitre Mobilier). La voûte est à six branches d'ogives rayonnant autour d'une clé centrale, et à l'instar de la travée précédente, chaque voûtain arbore des liernes et tiercerons et une petite clé secondaire. Les ogives retombent à deux tiers de la hauteur des fenêtres, sans l'effet d'abat-jour que l'on trouve souvent dans les absides à pans étroits, et les formerets se situent à quelque distance du sommet des fenêtres : il n'y a plus, au XVIe siècle, la tendance de faire coïncider l'encadrement des fenêtres avec les formerets et les supports des voûtes.

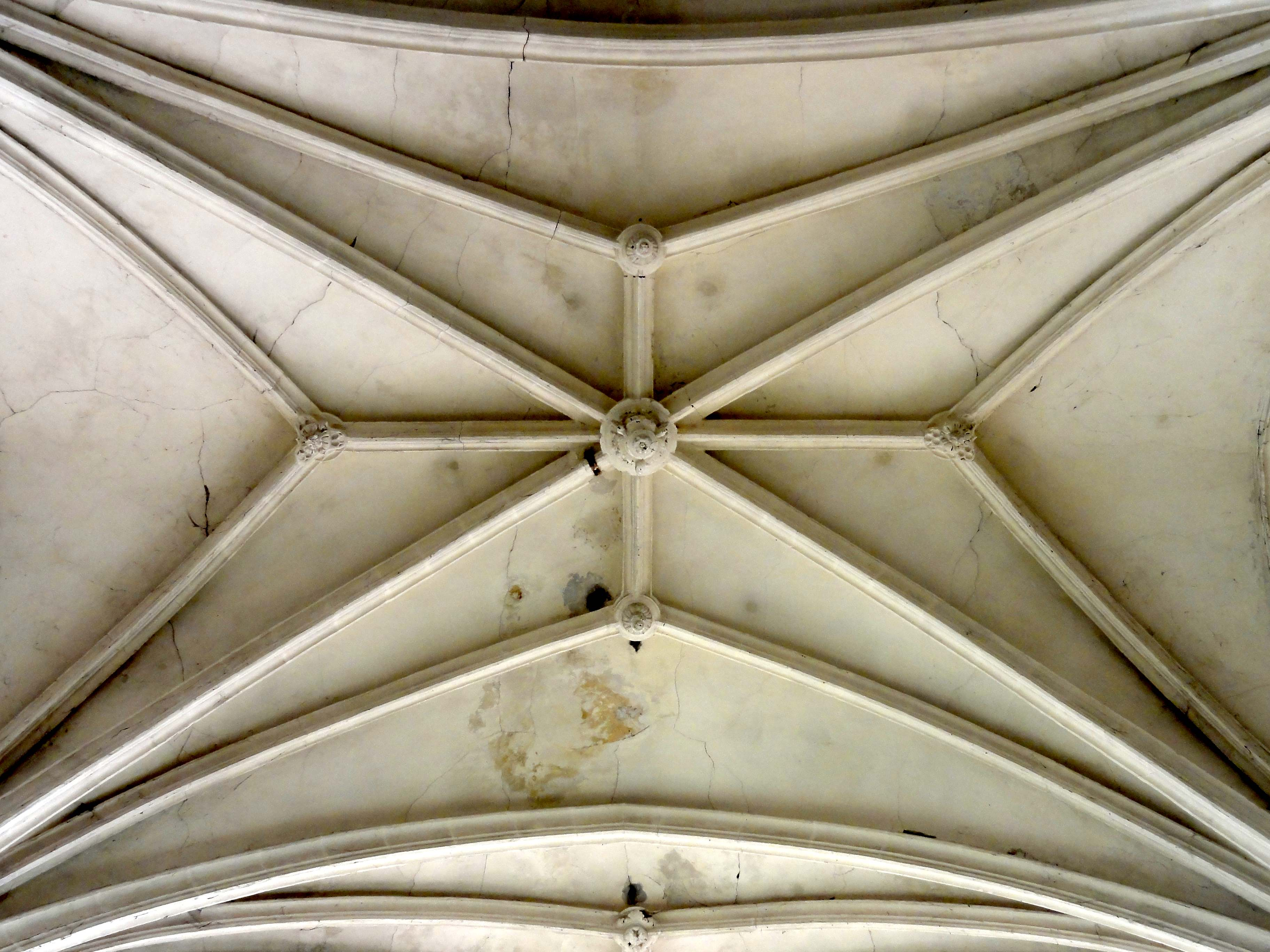
Voûte de la travée droite.
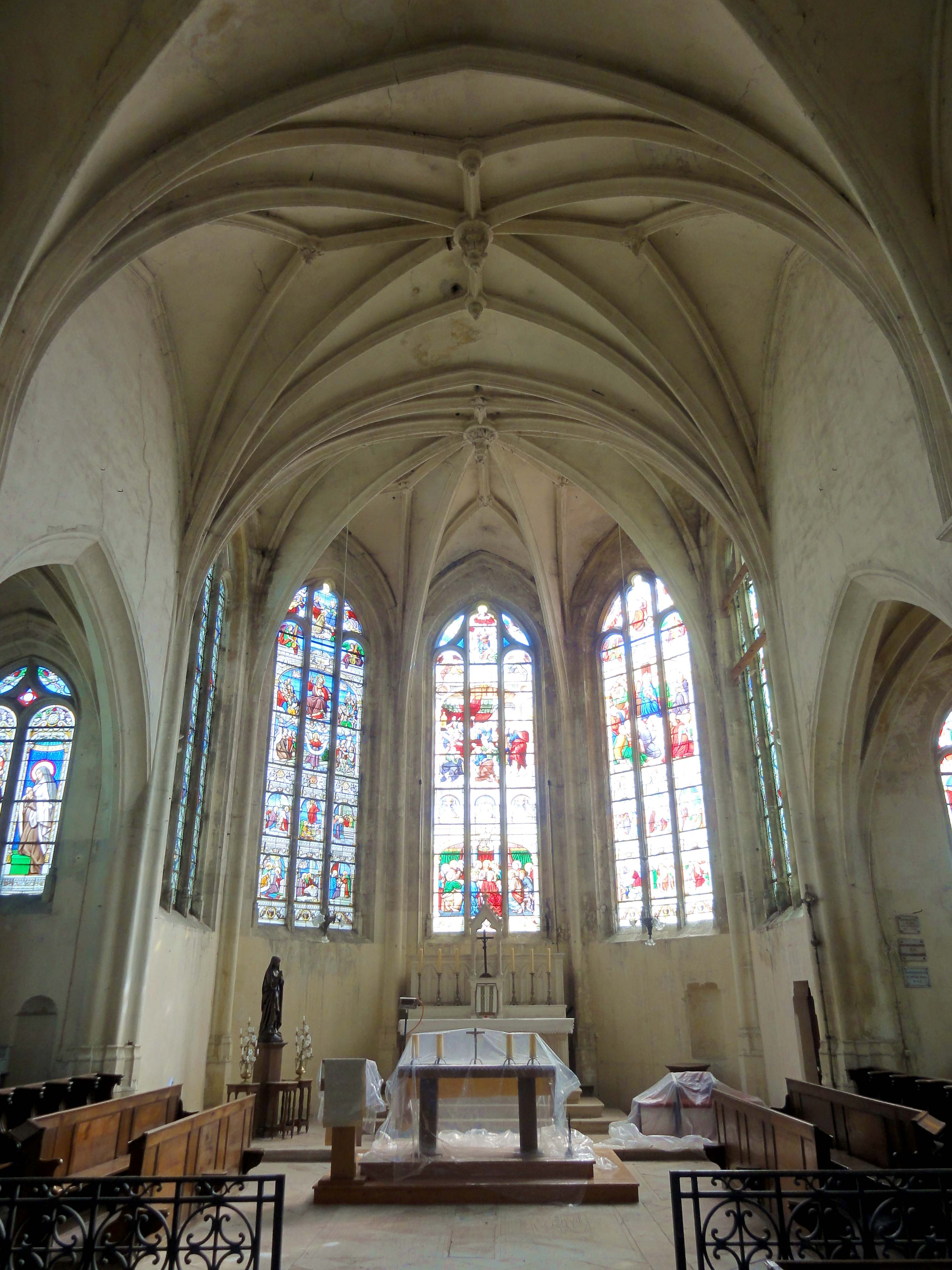
Travée droite, vue vers l'est.
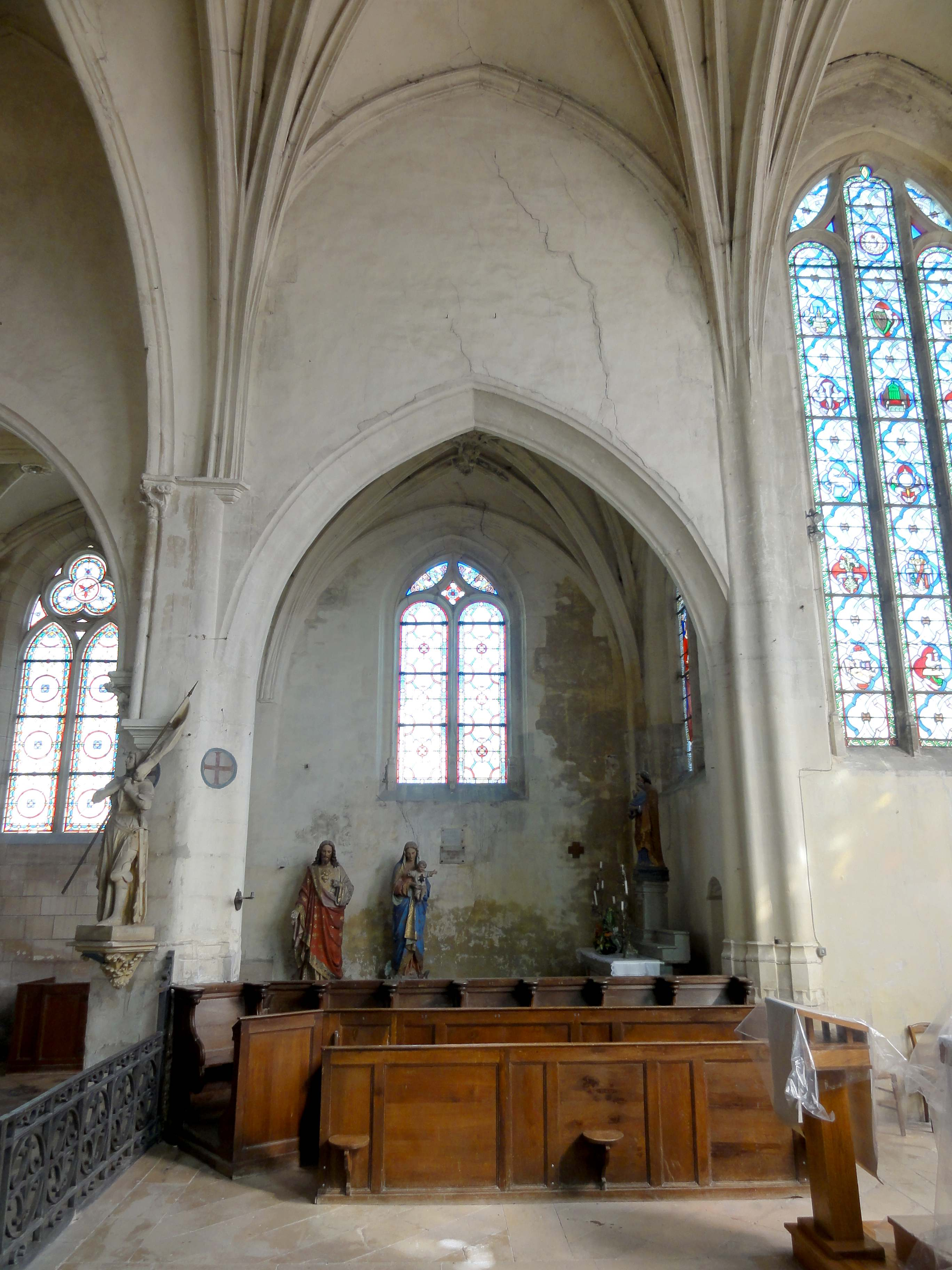
Travée droite, élévation nord.
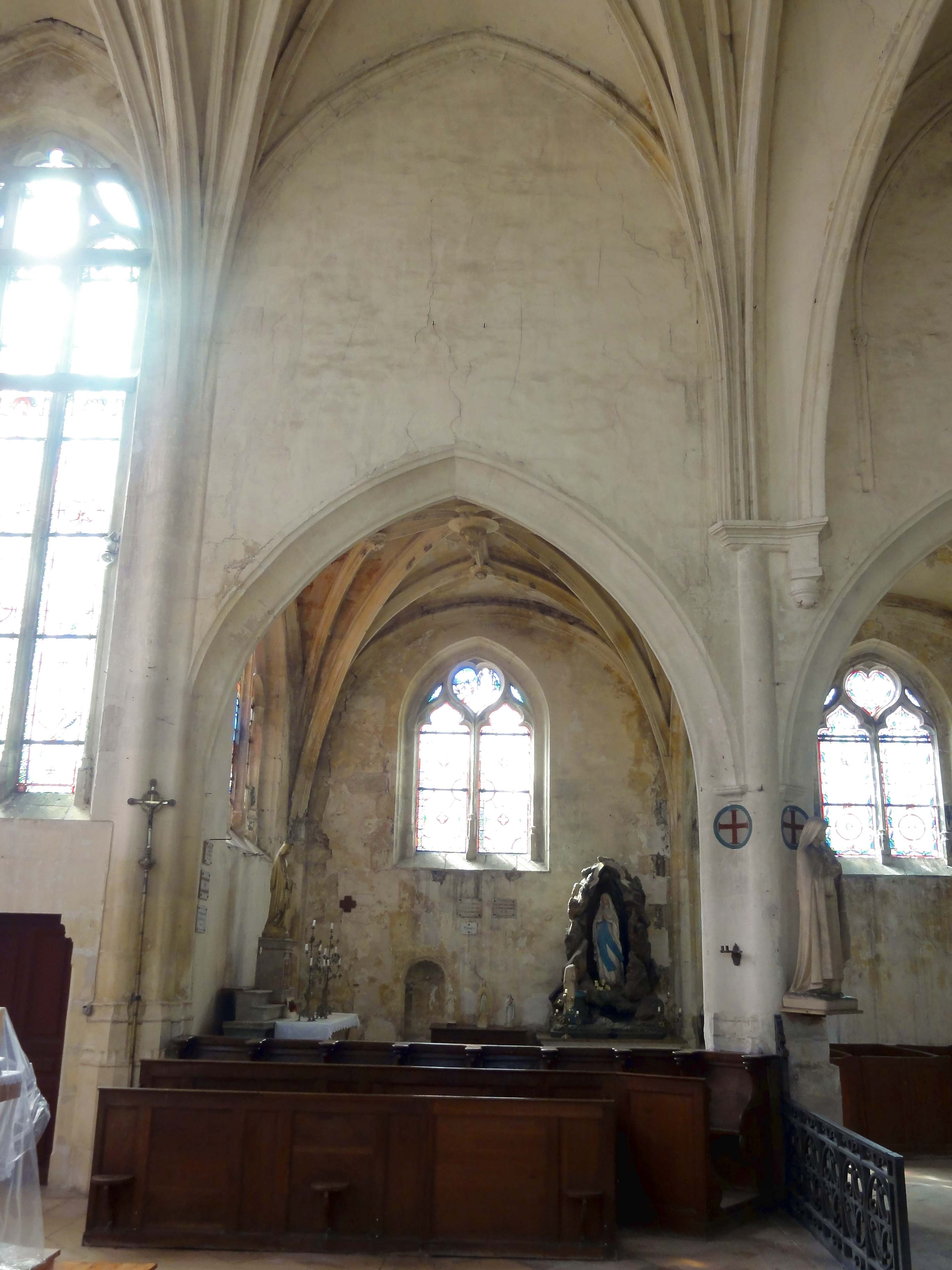
Travée droite, élévation sud.
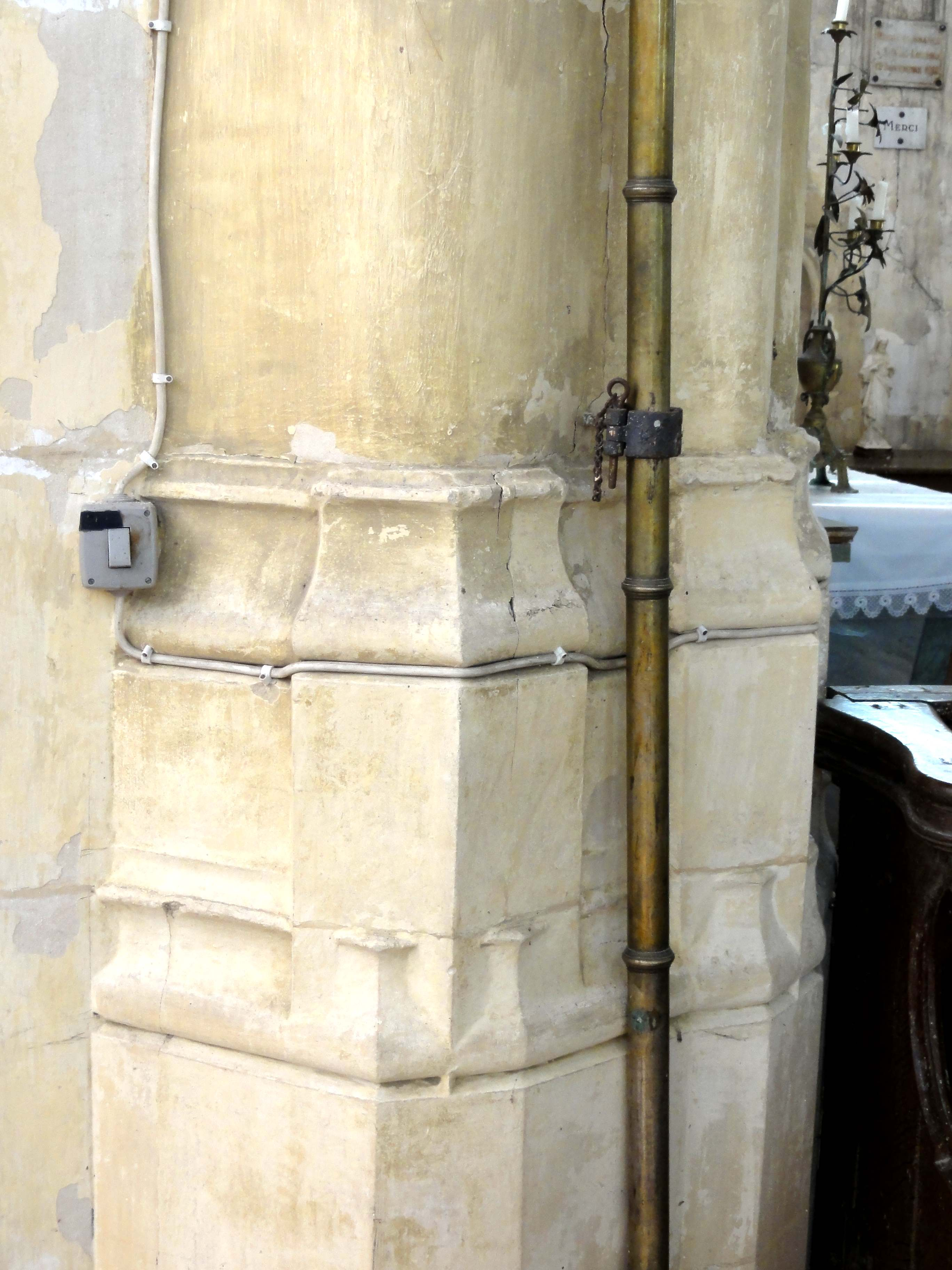
Base d'un pilier ondulé.
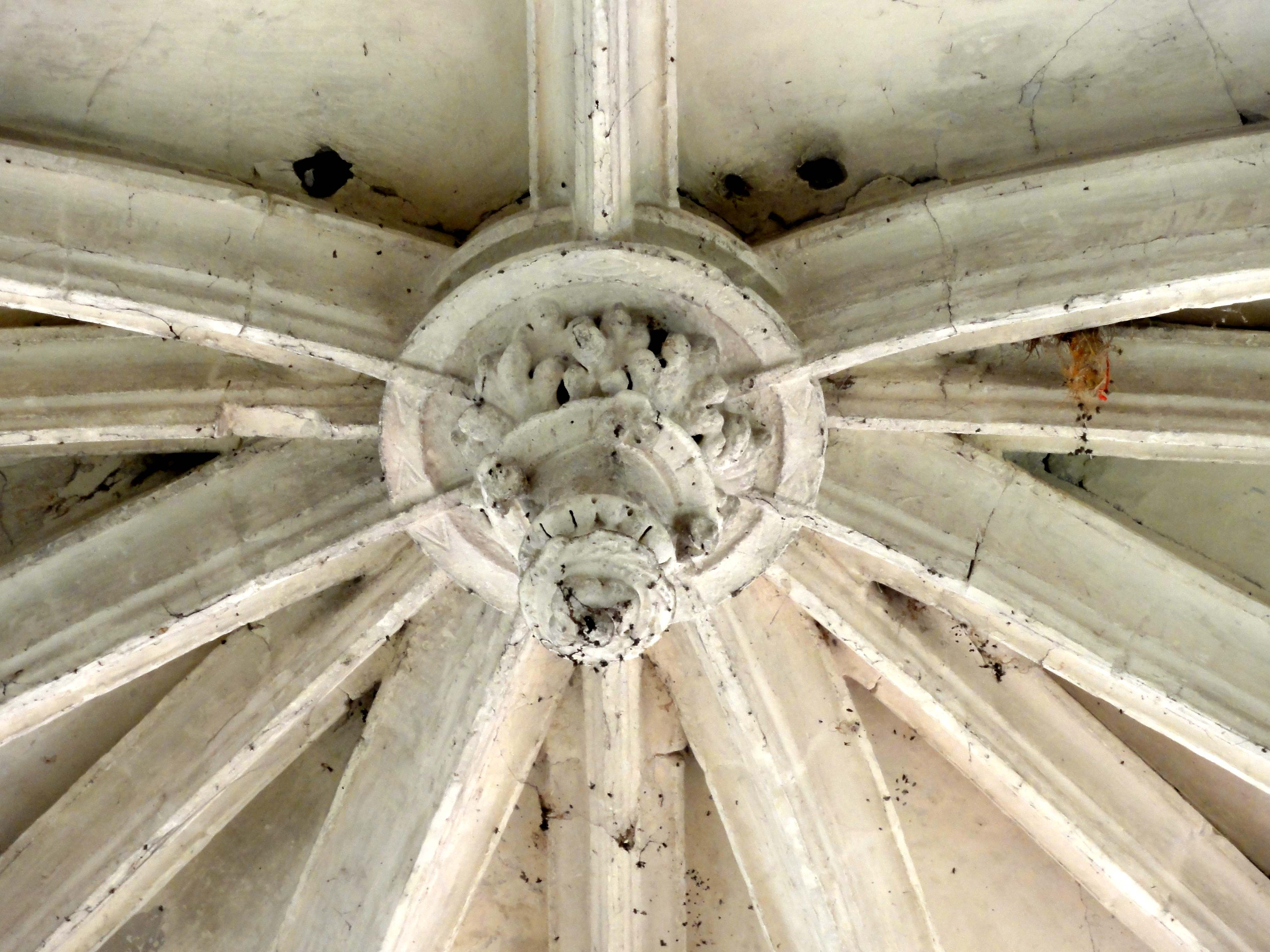
Clé de voûte de l'abside.

#### Bas-côté nord

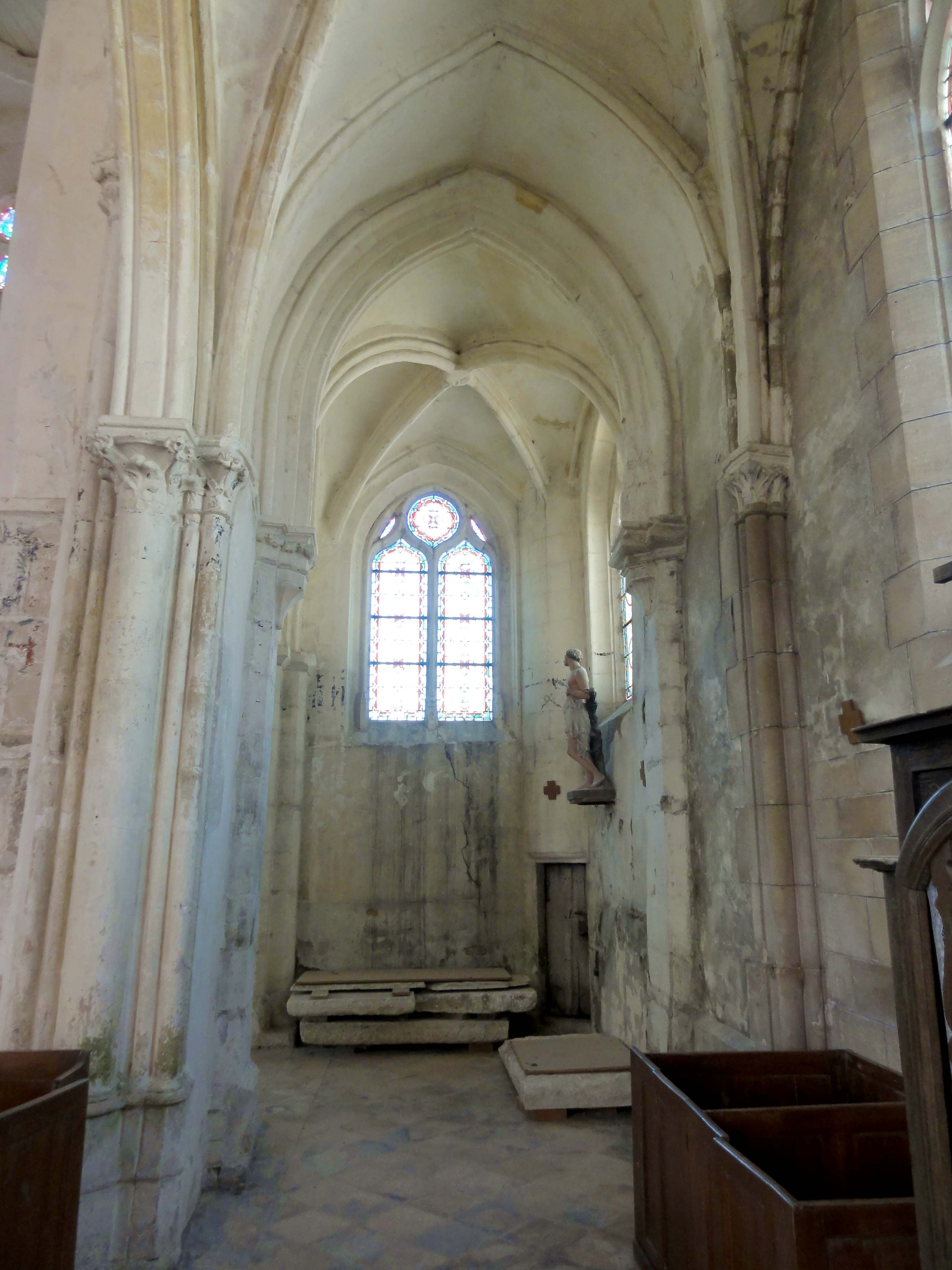
Deuxième travée, vue vers l'ouest dans l'ancien croisillon.

Les trois premières travées du bas-côté nord datent, pour l'essentiel, du second quart du XIIIe siècle. La première travée se substitue à l'ancien croisillon nord. Elle communique avec les travées adjacentes par deux arcades à double rouleau, dont l'intrados est mouluré d'un méplat entre deux tores, et le rouleau supérieur d'un tore de chaque côté, sauf vers la base du clocher, où le rang de claveaux est seulement chanfreiné. Selon Dominique Vermand, les piédroits subsistent en partie de l'époque de construction du clocher. Ce sont un faisceau de colonnettes à l'est du doubleau vers la base du clocher, et des sortes de pilastres aux arêtes taillées en biseau ailleurs. Le faisceau de colonnettes conserve des vestiges de haut tailloirs potentiellement romans, qui étaient pourvus d'un décor sculpté, et sont aujourd'hui abîmés et entièrement noyés dans une couche de plâtre. Il n'y a pas de chapiteaux. Des astragales se situent immédiatement en dessous des tailloirs. Le pilastre au nord du premier doubleau intermédiaire du bas-côté a été pourvu d'un tailloir mouluré et d'une frise de crochets, dont la partie centrale fait saillie et repose sur un cul-de-lampe. Au sud de ce même doubleau, la sculpture de la frise n'a apparemment jamais été exécutée. Comme particularité de la première travée, restent à mentionner la tourelle d'escalier dans l'angle nord-ouest, et une section voûtée en berceau brisé à l'est du doubleau vers la seconde travée, délimitée par un formeret torique à l'est.
Les deux travées suivantes sont caractérisées, du côté sud, par les grandes arcades de l'actuelle nef. Les supports au droit du mur gouttereau nord sont calquées sur les supports du second ordre de la nef, avec de légères différences. Dans l'angle nord-ouest de la seconde travée, ainsi que dans l'angle nord-est de la troisième travée, l'on trouve donc des faisceaux de trois fines colonnettes, et un faisceau de cinq colonnettes se situe à la retombée nord du doubleau intermédiaire. Les chapiteaux sont sculptés des mêmes crochets que dans la nef, ou des feuilles maigres que l'on trouve sur les clés de voûte de la nef. Les chapiteaux de chaque faisceau partagent un même tailloir. Au-dessus du chapiteau médian, le tailloir est à bec (en pointe), ce qui n'est pas le cas au niveau du doubleau intermédiaire de la nef. Les voûtes reprennent les dispositions adoptées pour la nef. La clé de la première travée présente un motif différent, qui est malheureusement abîmé. Quant aux fenêtres, assez étroites, elles ne sont pas entourées de moulures, et les meneaux affectent une modénature chanfreinée aiguë, qui indique une période déjà avancée du XIIIe siècle. Le remplage est formé par deux lancettes surmontées d'un oculus inscrivant un trilobe, tous les écoinçons étant ajourés. Pour venir à la quatrième travée, qui date de la période flamboyante, elle s'ouvre par un doubleau au profil prismatique, et ne présente pas d'autres particularités qu'une voûte à liernes et tiercerons, comme dans la travée adjacente du vaisseau central. Le remplage des fenêtres dénote l'influence de la Renaissance, et se compose de deux formes en plein cintre, surmontées d'une accolade formant un losange entre deux mouchettes.

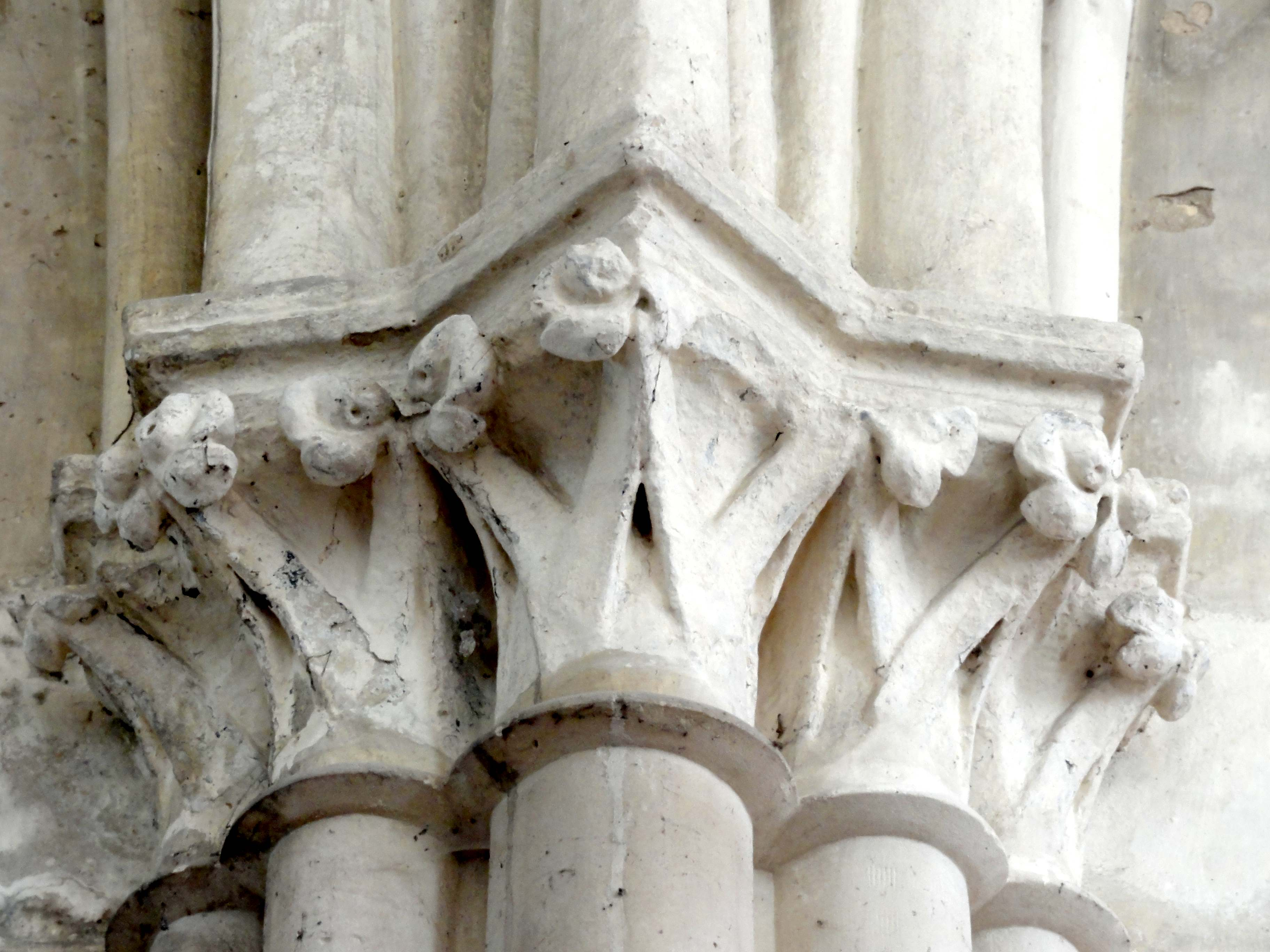
Chapiteaux du doubleau intermédiaire.
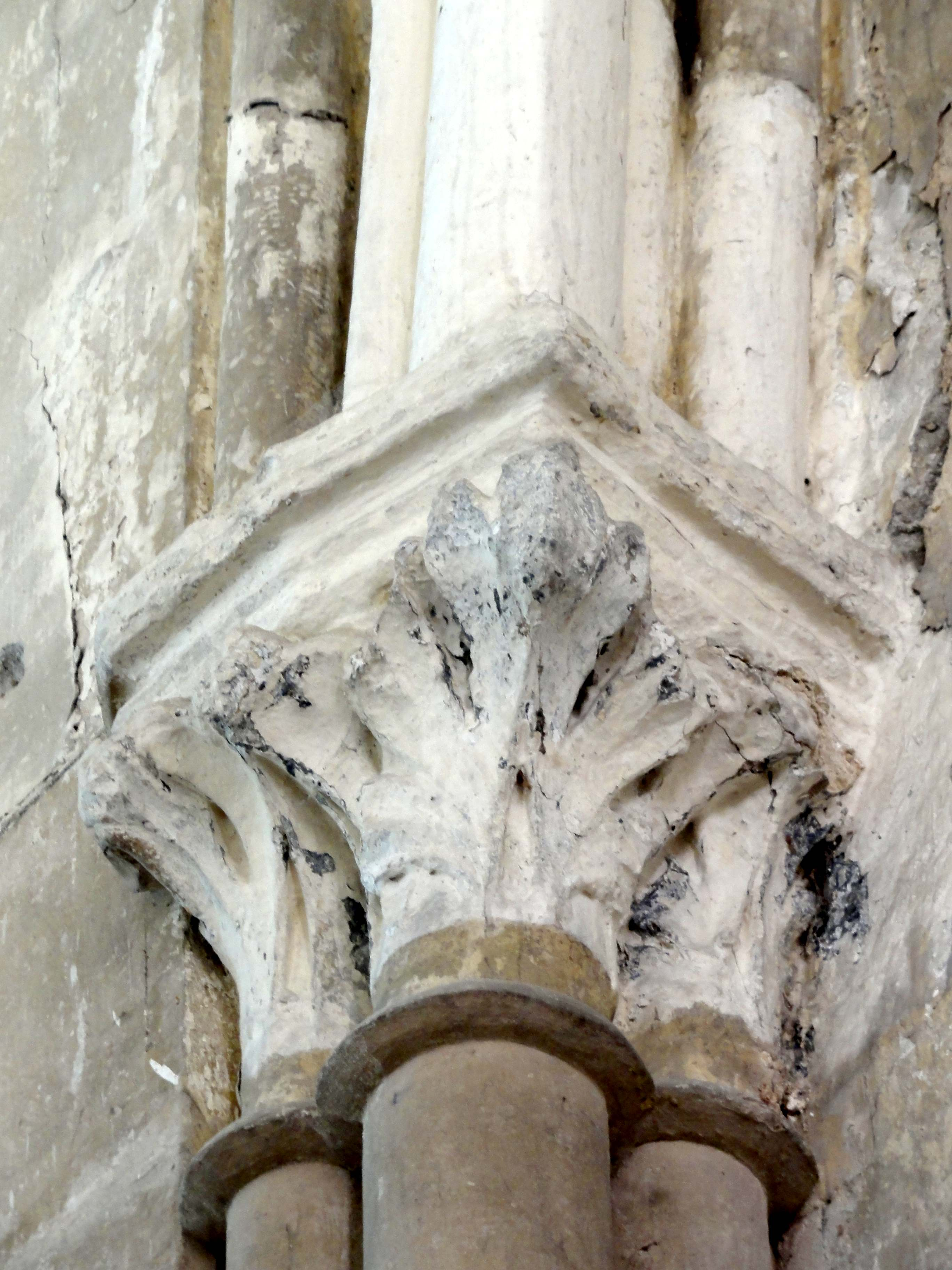
Chapiteaux dans l'angle nord-ouest.
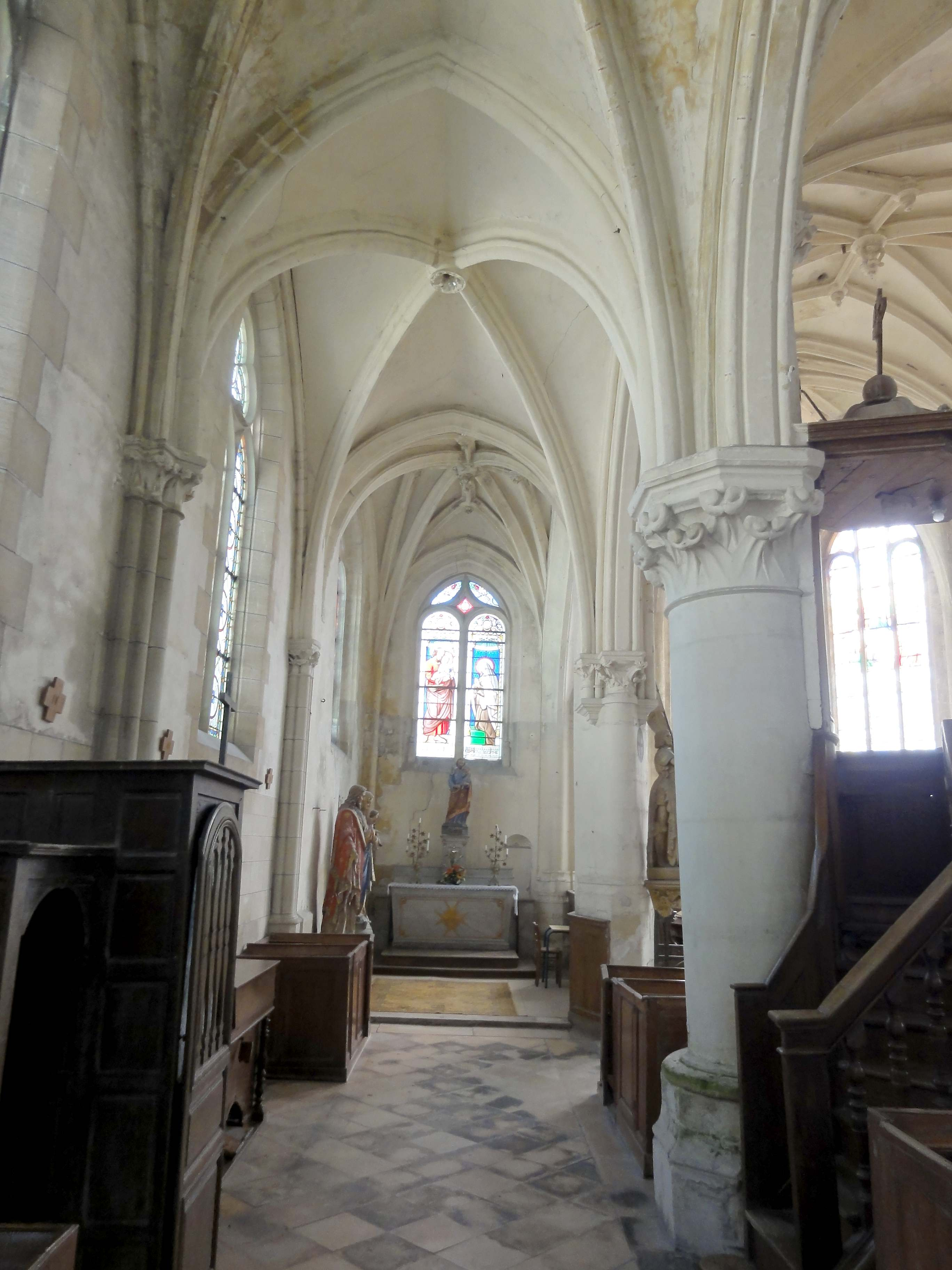
2e travée, vue vers l'est.
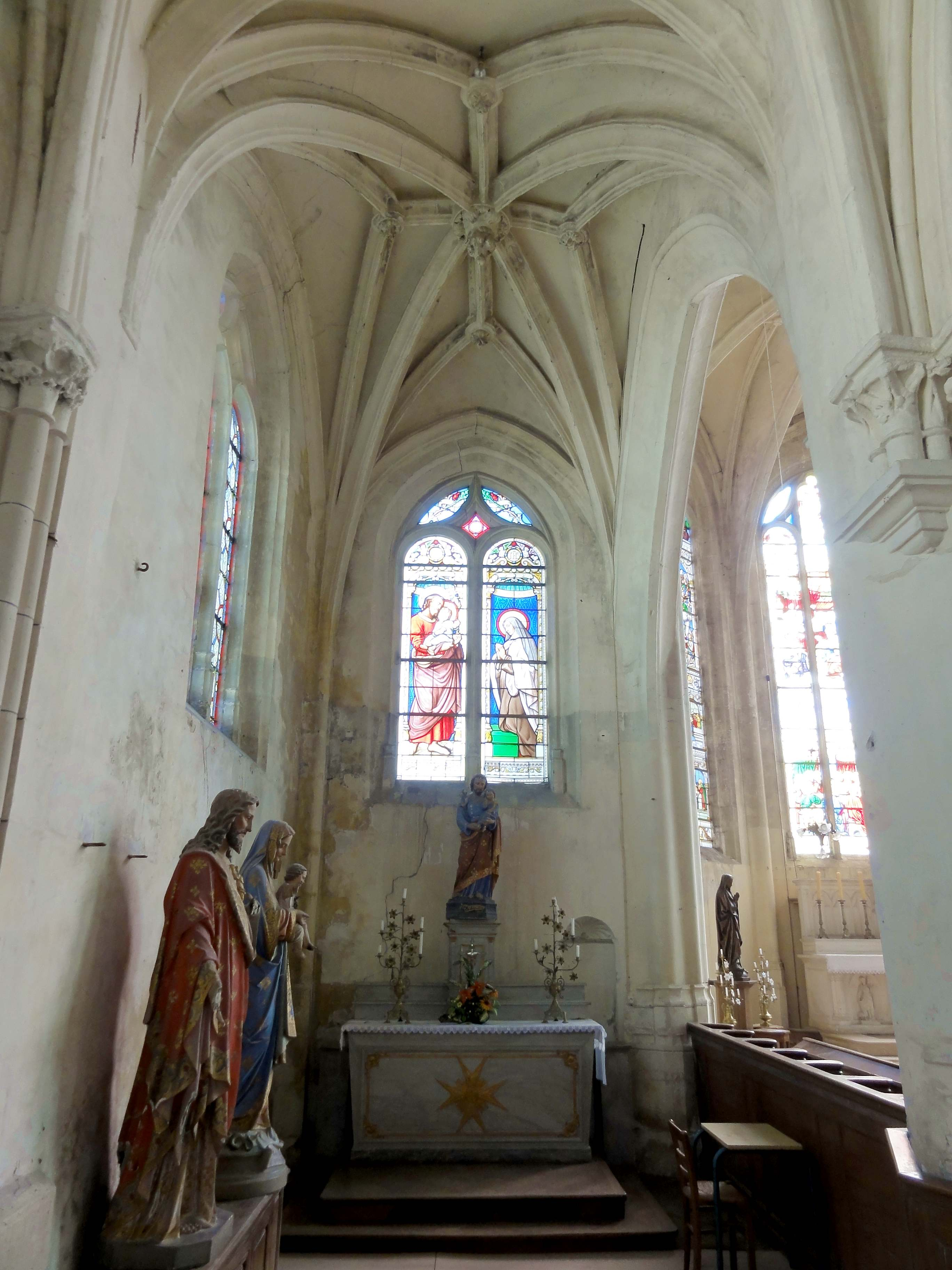
4e travée, vue vers l'est.
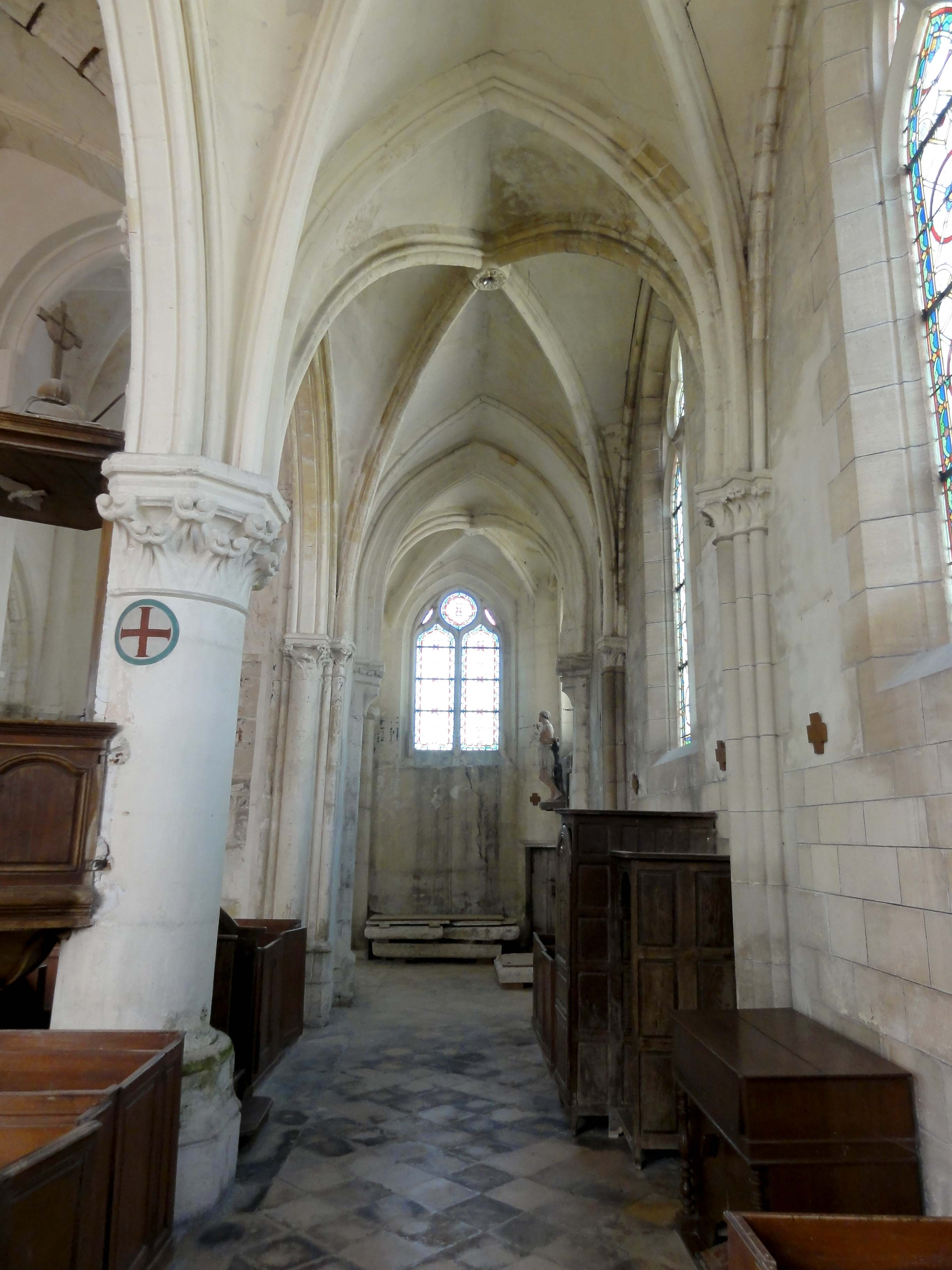
3e travée, vue vers l'ouest.
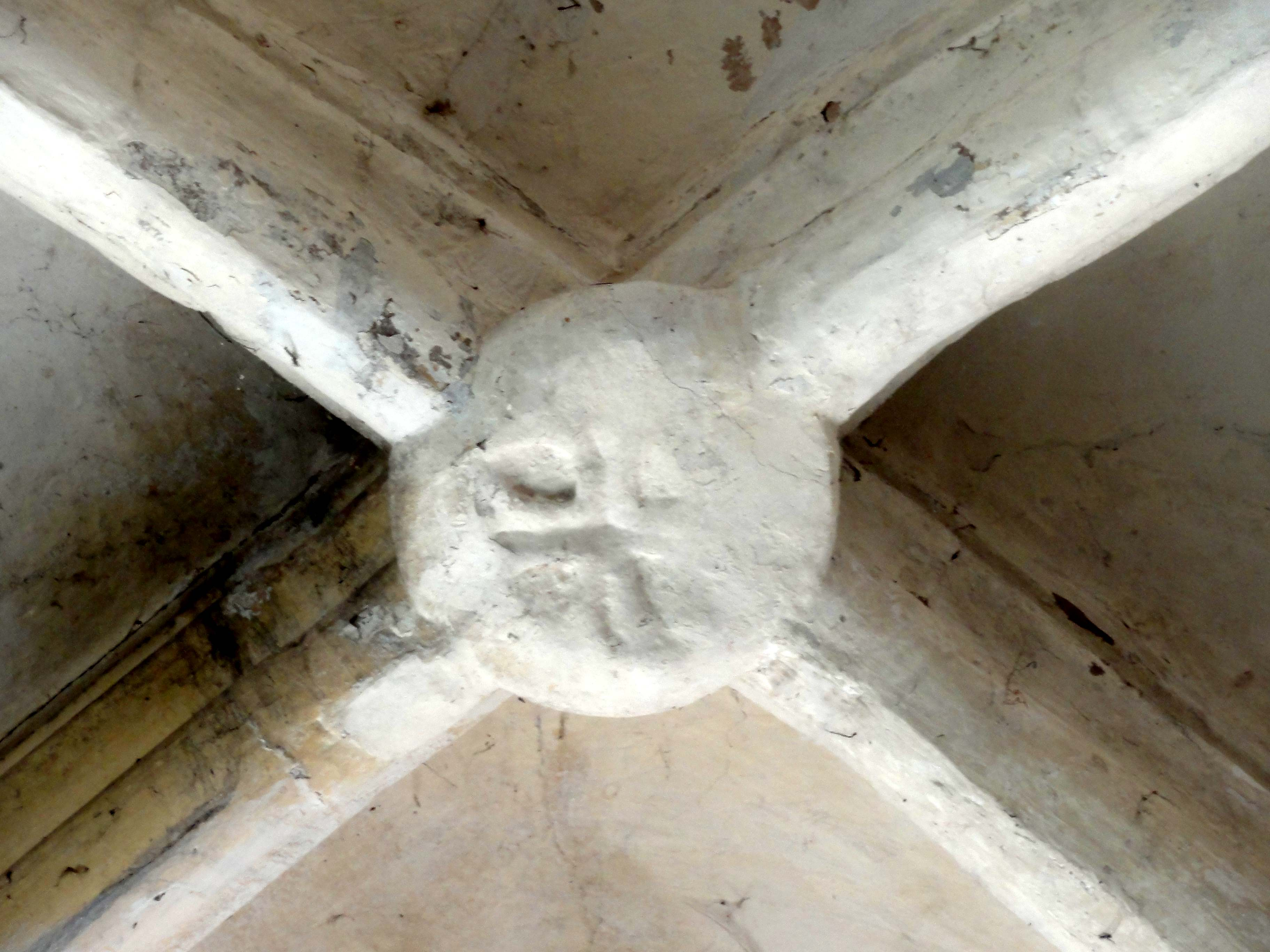
1re travée, clé de voûte.

#### Bas-côté sud

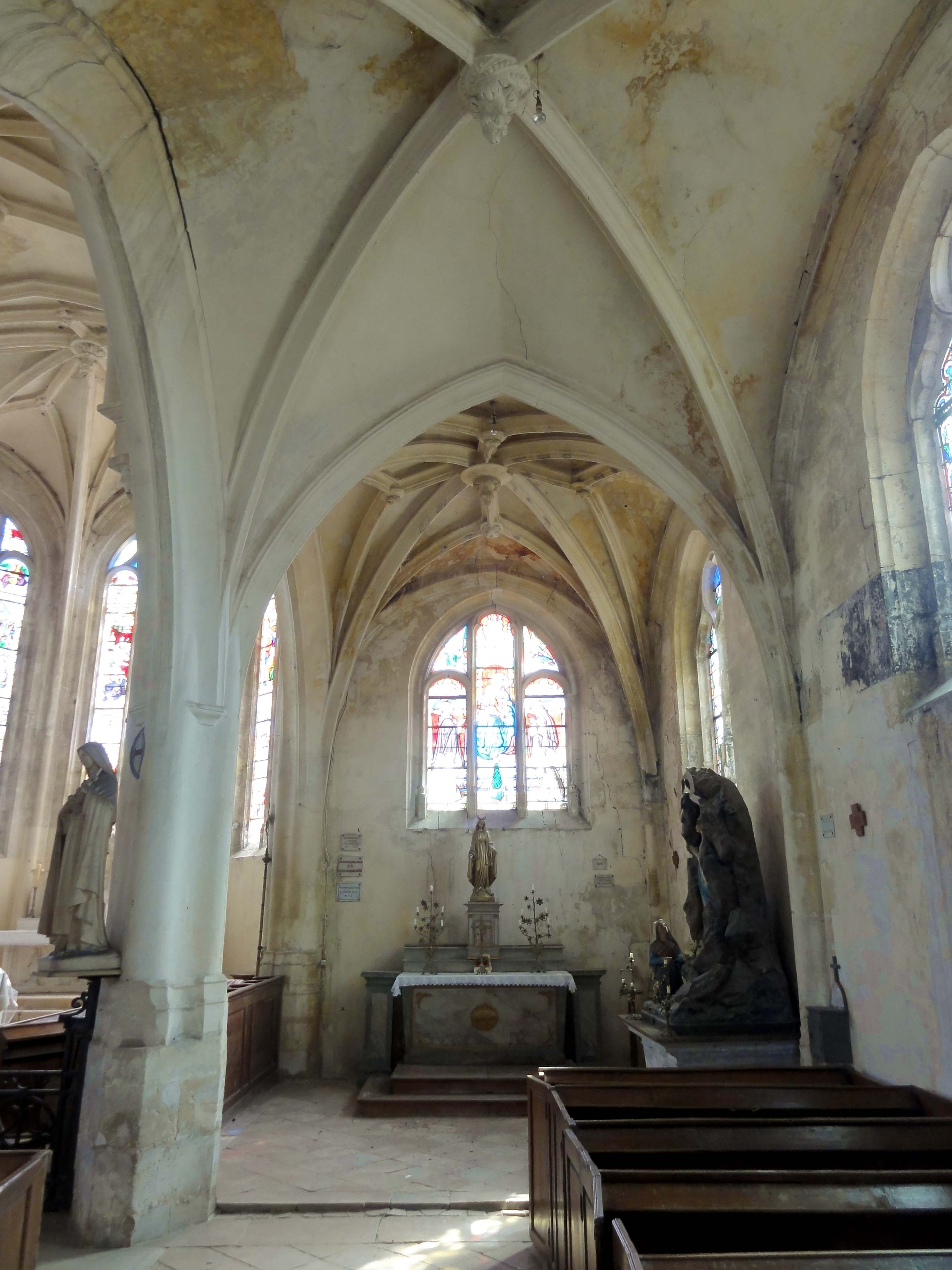
3e travée, vue vers l'est.

Le bas-côté sud est plus large que son homologue au nord, et représente le seul vaisseau de l'église qui est stylistiquement homogène. Il offre, en même temps, peu de détails intéressants. Les grandes arcades et les doubleaux se fondent dans des piliers ondulés, et de petits piliers ondulés sont engagés dans les murs. Sur le troisième pilier des grandes arcades, l'ogive de la troisième travée est reçue sur un cul-de-lampe mouluré engagé dans le pilier. Sinon, toutes les nervures sont pénétrantes. Les voûtes des trois premières travées sont établies sur une croisée d'ogives simple. La voûte de la quatrième travée présente le même dessin à liernes et tiercerons qui fut appliqué à la quatrième travée des deux autres vaisseaux. Il n'y a pas de rupture stylistique entre les clés pendantes des trois premières travées et celles de la quatrième travée. La première est cassée ; sinon, les clés sont différentes dans chaque travée et assez remarquables. Dans la deuxième travée, l'on note les volutes empruntées au chapiteau corinthien sur la partie inférieure de la clé ; dans la troisième travée, l'on observe le dynamisme des rubans alternant avec des rangs de perles, qui suggère un mouvement de rotation. Toutes les fenêtres du versant méridional affichent le même réseau flamboyant de deux lancettes à têtes tréflées, surmontées d'un cœur entre deux étroites mouchettes. Les lobes latérales des lancettes sont seulement esquissés, tandis que le lobe central est aigu, et correspond à la moitié inférieure du cœur inversée. Les meneaux sont munis de bases gothiques. La baie du chevet est la seule à présenter un remplage Renaissance de trois formes en plein cintre, dont celle au milieu est plus élevée que les deux autres. Une piscine liturgique est ménagée dans le mur sud. Elle est en plein cintre, et décorée d'une coquille Saint-Jacques.

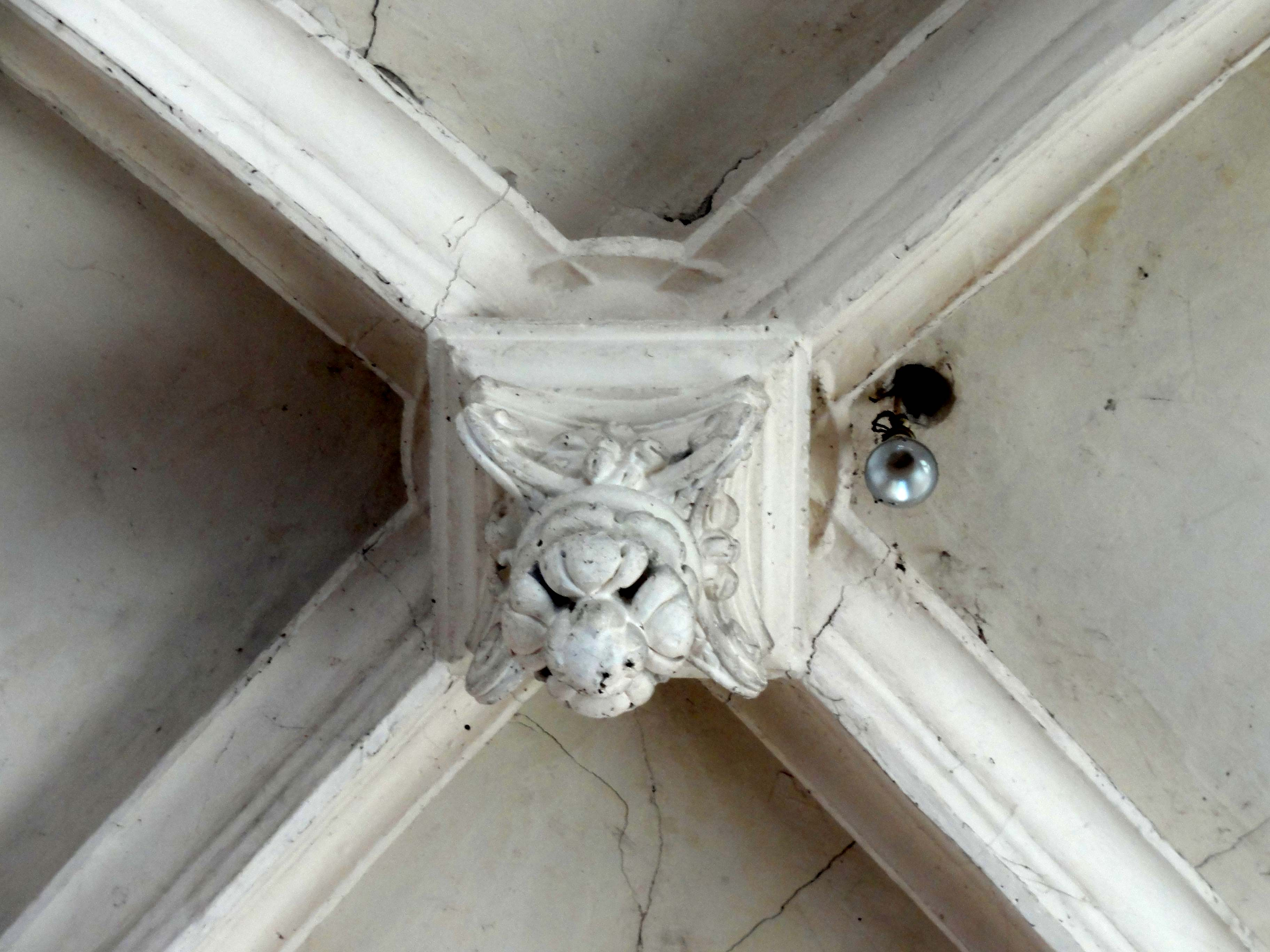
Clé de voûte de la 2e travée.
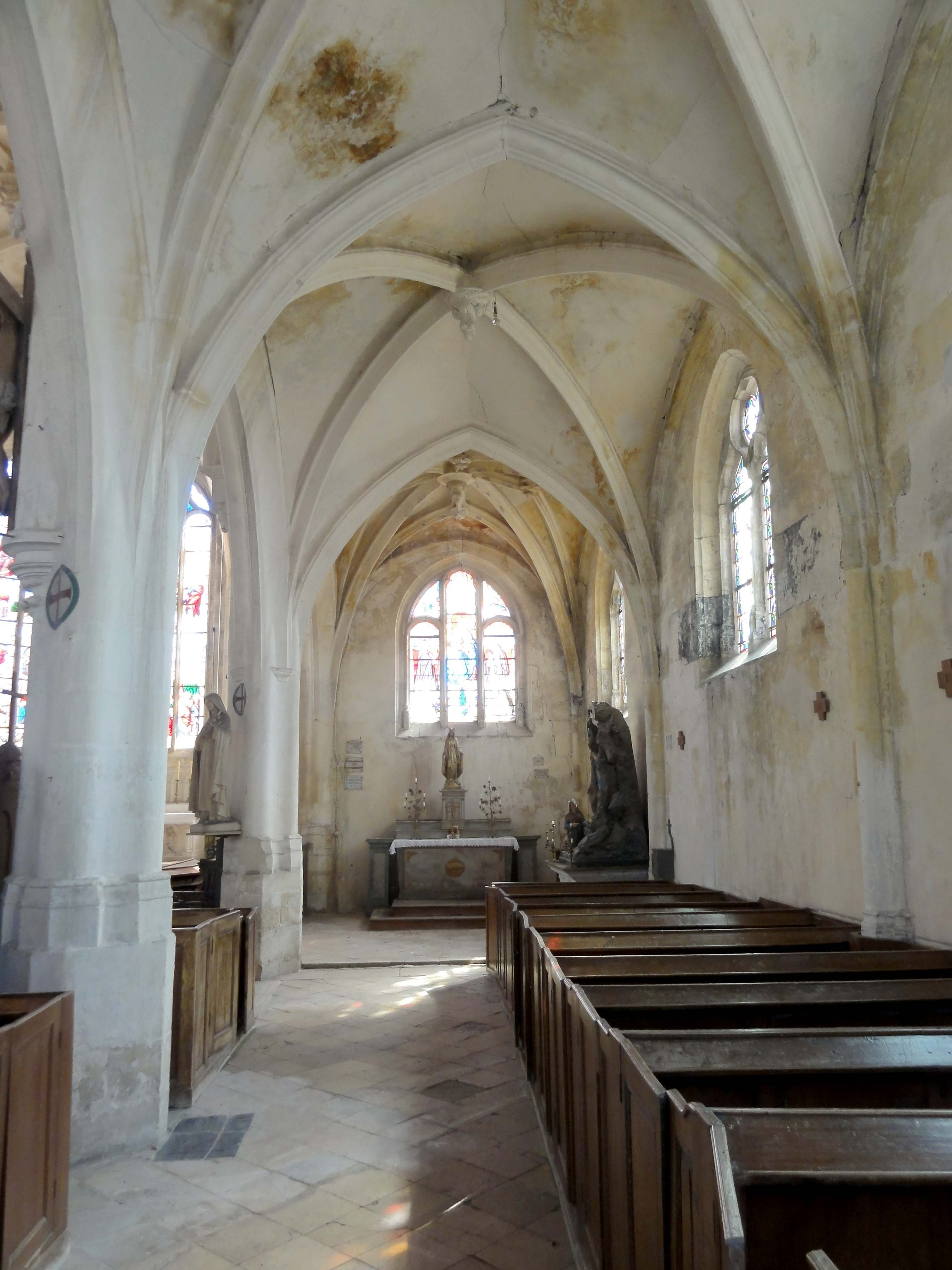
Vue vers l'est.
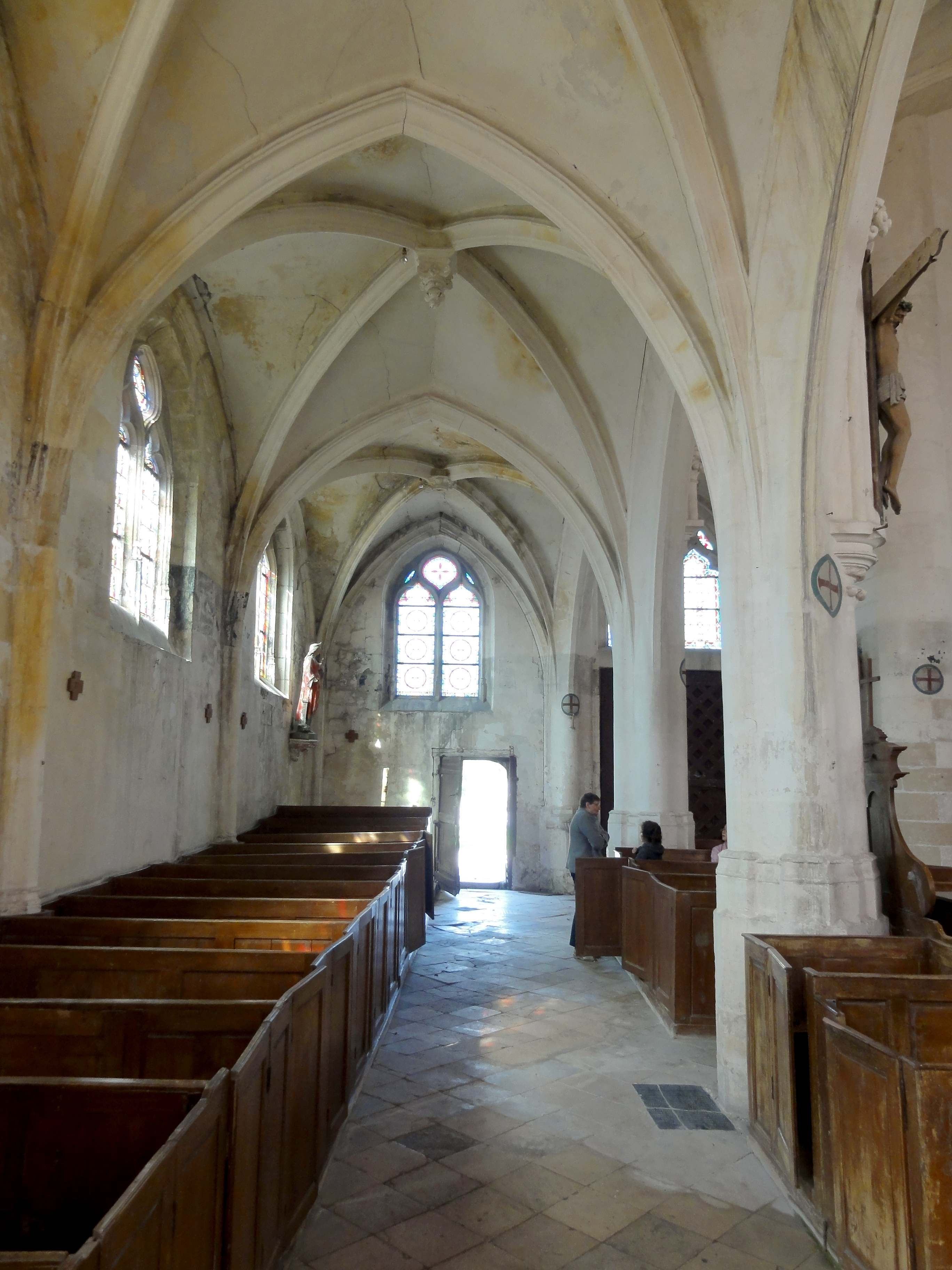
Vue vers l'ouest.
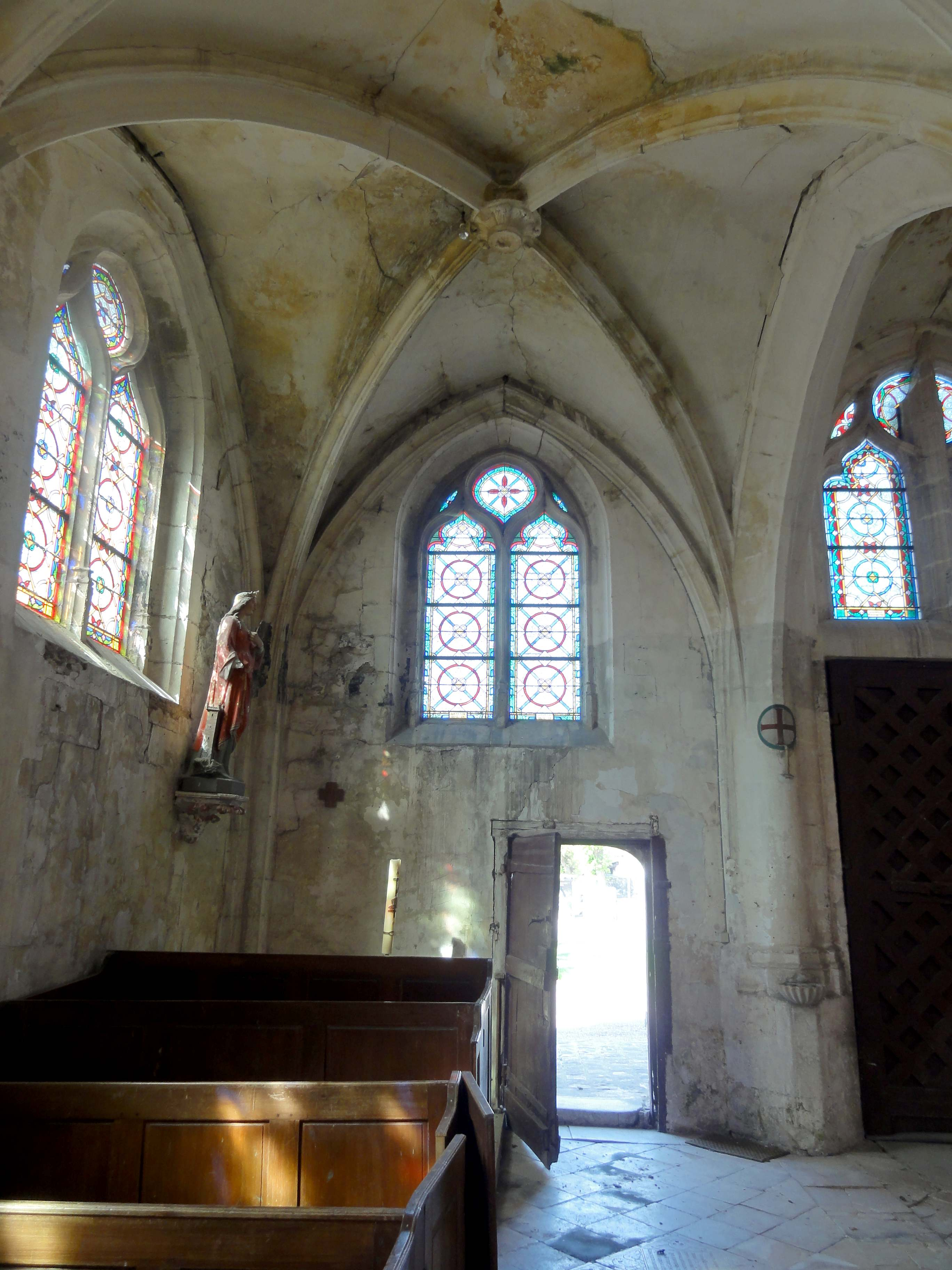
Vue vers l'ouest.
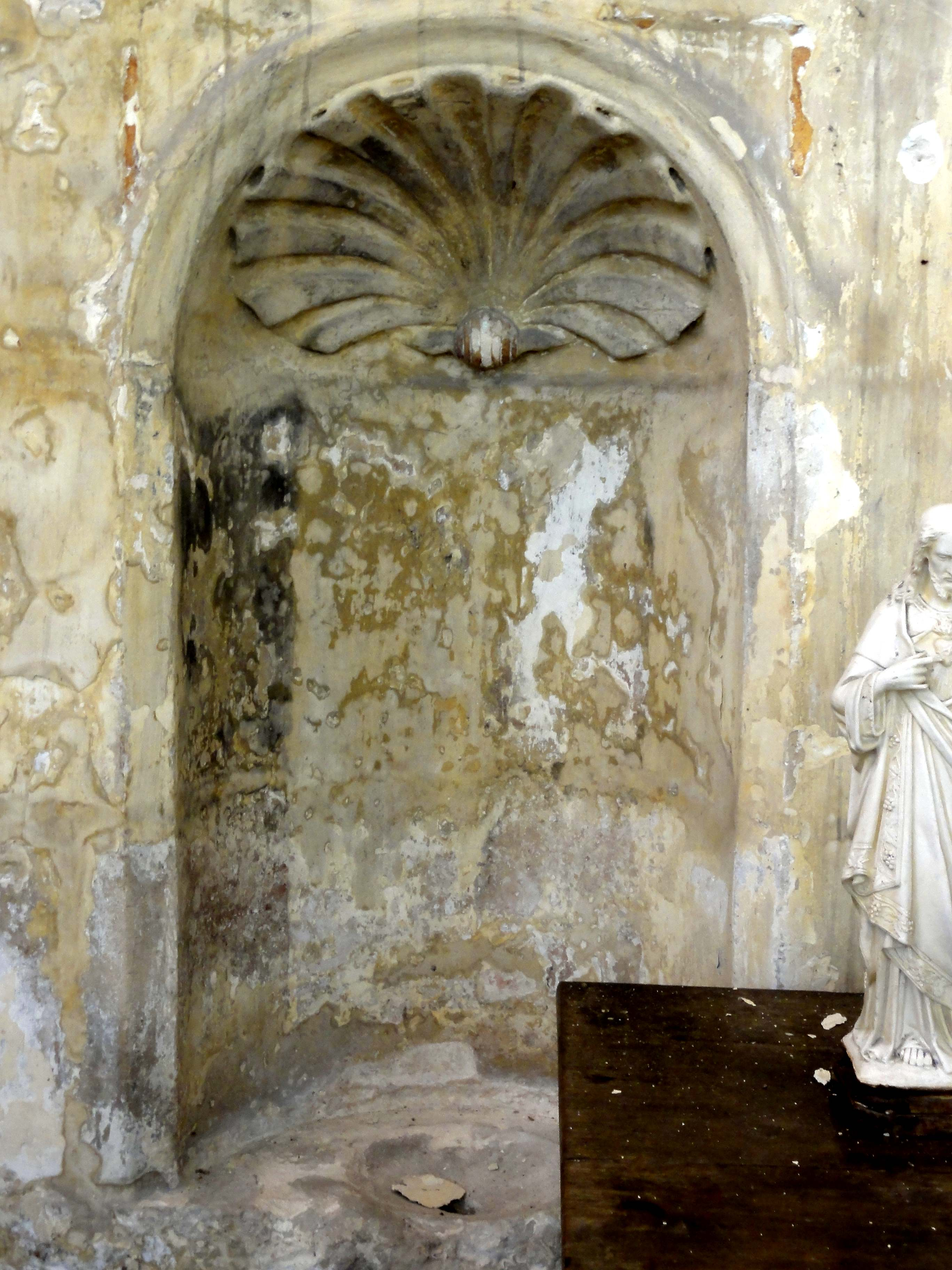
Piscine liturgique.
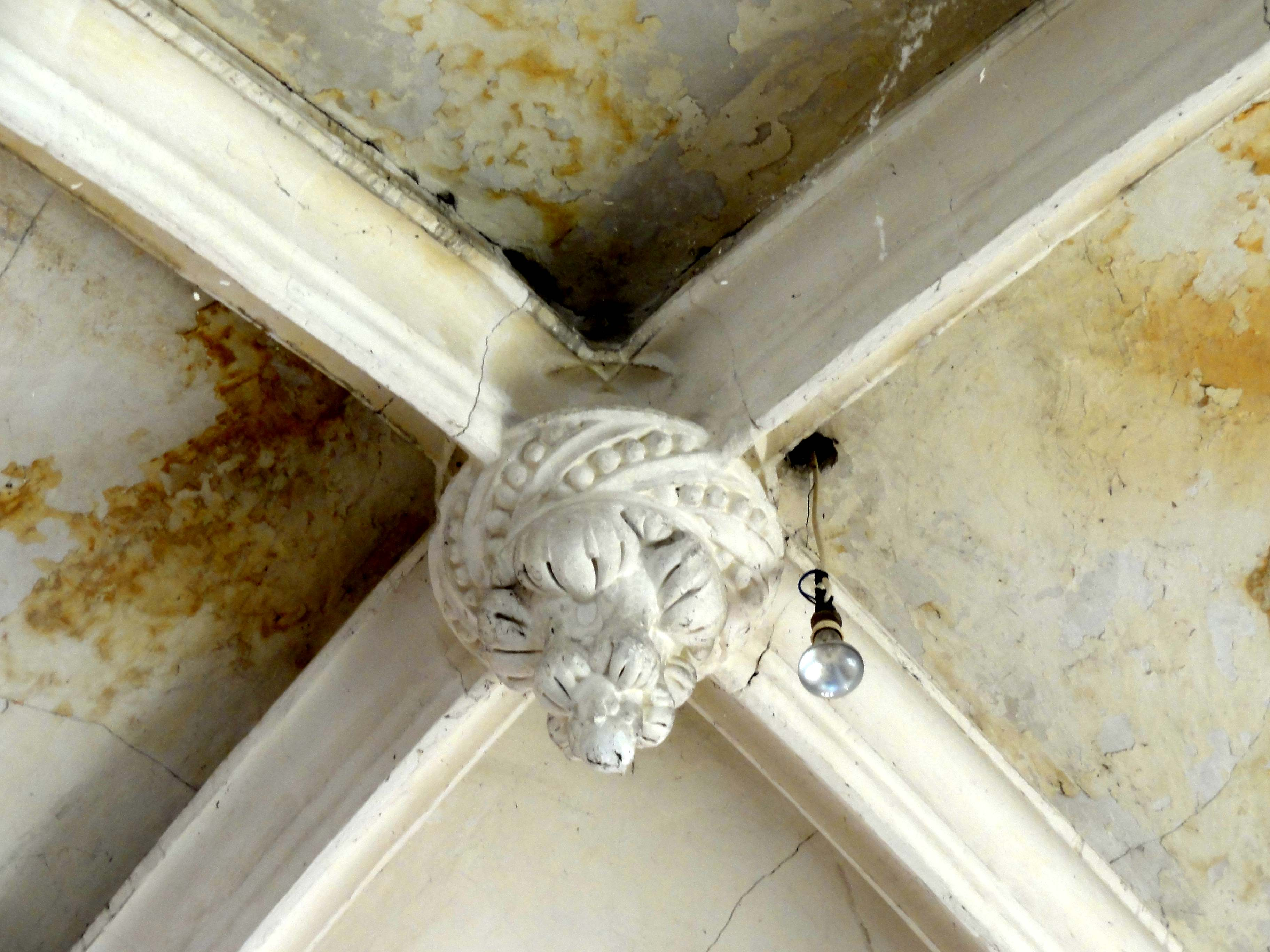
Clé de voûte de la 3e travée.

### Extérieur

#### Façade et clocher

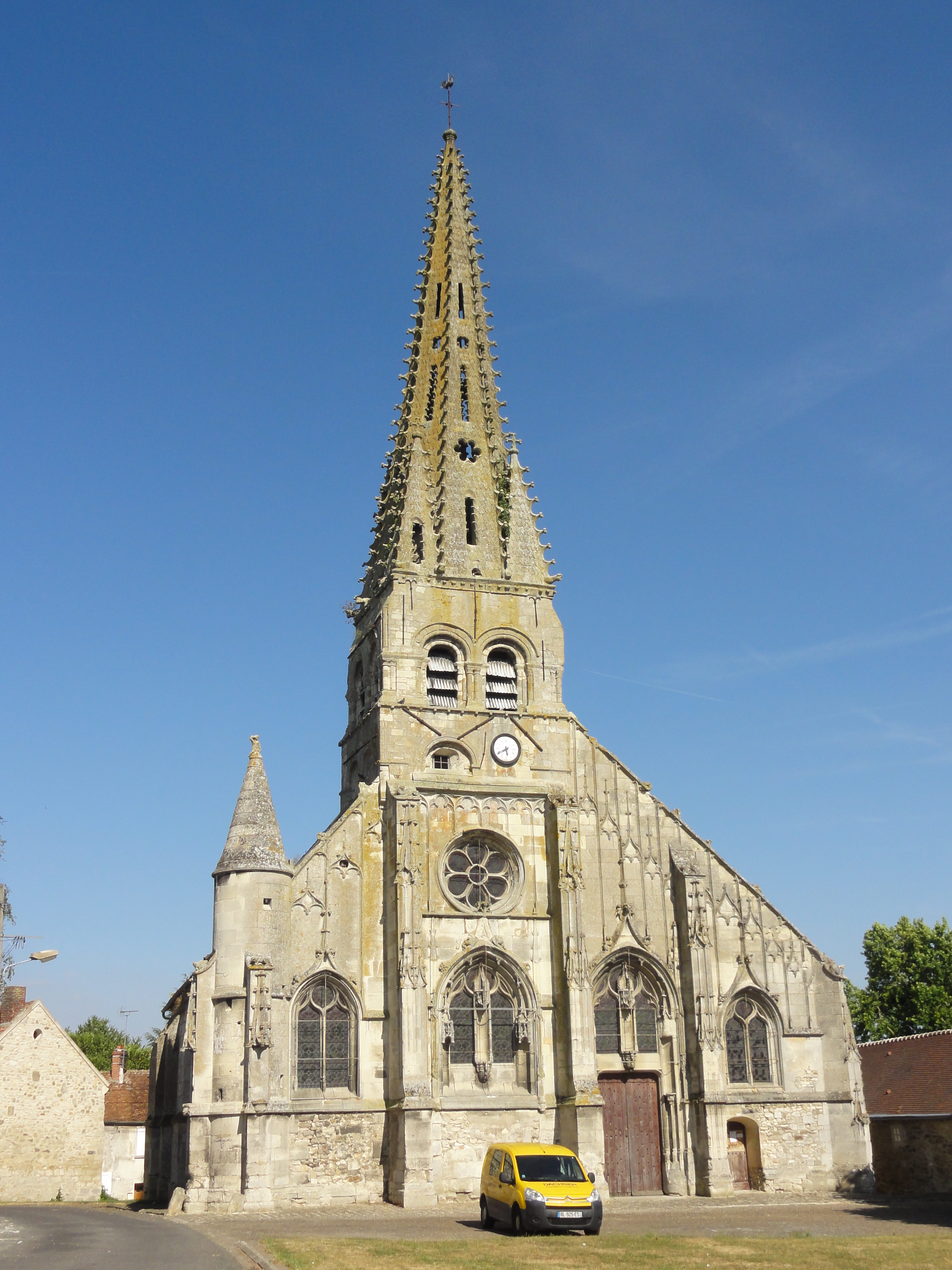
Façade occidentale.

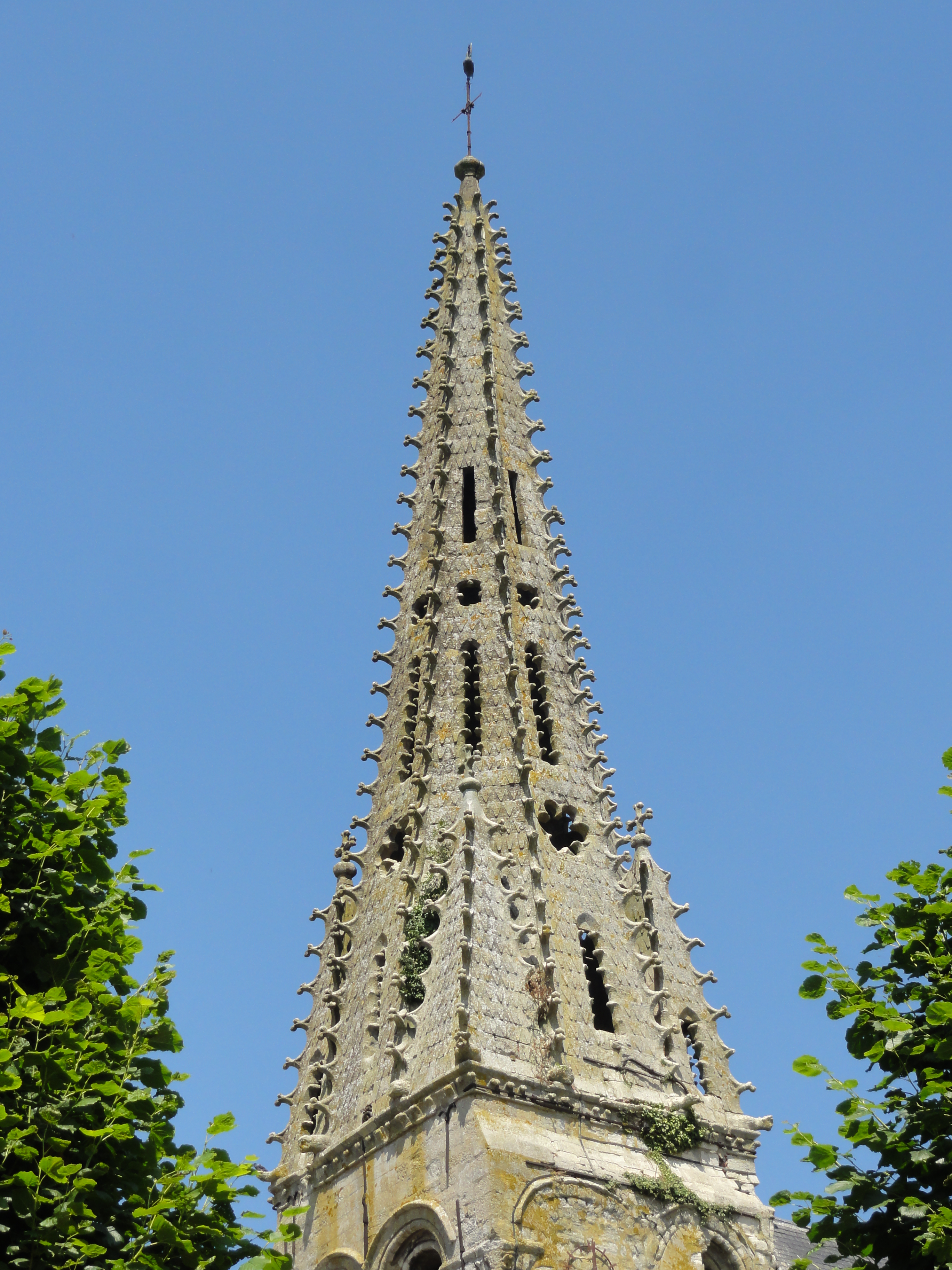
Flèche gothique.

La façade occidentale présente la double particularité de s'organiser en quatre travées, et non en deux ou trois parties comme d'accoutumée, et d'englober le clocher en son milieu, alors que son emplacement habituel à la période flamboyante est à droite, ou plus rarement, à gauche de la façade. La raison est l'antériorité du clocher au reste de l'église. Il se résume aujourd'hui à la partie supérieure de son second étage, et à son troisième étage : la base, le premier étage et la partie inférieure du second étage ont disparu lors des remaniements à la période flamboyante, hormis quelques vestiges. L'on peut s'interroger sur l'opportunité de conserver la partie supérieure du second étage, au lieu de la supprimer entièrement ou dissimuler derrière un parement flamboyant, car l'effet des baies tronquées et presque entièrement bouchées n'est pas à l'avantage de l'édifice. L'étage tronqué devait être analogue à l'étage supérieur, qui est délimité inférieurement par une tablette non moulurée reposant sur de petits corbeaux. Les faces ouest et est de l'étage supérieur sont plus larges que les autres.
Chaque face est ajourée de deux baies en plein cintre, qui s'ouvrent sous une double archivolte torique, qui repose sur deux paires de courtes colonnettes aux chapiteaux sculptés de feuilles plates. Les tailloirs sont des tablettes continues, qui sont sommairement profilés d'un méplat et d'un chanfrein. Elles font donc le tour de l'étage. En dessous, trois colonnettes à chapiteaux agrémentent les angles du clocher ; au-dessus, l'on ne trouve plus qu'une seule colonnette, sans chapiteau. L'architecture paraît quelque peu rustique, et la faible hauteur des baies confère au clocher un aspect trapu. Le compromis que le maître d'œuvre de la flèche des années 1540 devait accepter renforce cette impression. En effet, la flèche octogonale requiert une base carrée, et l'on a donc conservé les premières assises des rampants de l'initiale coiffe en bâtière, au nord et au sud. La flèche commence par une corniche de crochets. Elle est accompagnée de quatre pyramidons, qui ont, tout comme lui, les arêtes garnies de crochets fortement saillants, et les faces couvertes d'écailles. Une chimère se profile aux quatre extrémités. Les structures en maçonnerie sont allégées par d'étroites ouvertures rectangulaires, qui, sur la flèche proprement dite, sont séparées par des hexalobes et des quadrilobes. Le clocher lui-même atteint une hauteur de 25 m. Le sommet de la flèche cumule à 44 m. Elle est donc presque aussi élevée que son homologue de Montagny-Sainte-Félicité, qui, en raison de ses proportions plus heureuses, paraît nettement plus haute. L'on rapproche la flèche d'Ève du modèle du XIIIe siècle fourni par l'église de Plailly, et des flèches flamboyantes de Baron, Montagngy et Versigny,,.
Le chanoine Pihan trouve que le portail « n'a de remarquable que de nombreux pinacles en relief sur ses parements et ses contreforts adhérents, surmontés de chimères et de salamandres. On sait que la salamandre était l'attribut de François Ier ». Ces salamandres restent à localiser. Malgré la réserve du chanoine Pihan, il convient de souligner que la façade de Notre-Dame d'Ève est, avec Raray, l'une des plus riches de la période flamboyante dans l'ancien diocèse de Senlis, où elle n'est guère dépassée que par l'église Saint-Pierre de Senlis. À proximité, le collatéral sud de l'église Saint-Justin de Louvres offre également un exemple très remarquable. Le décor fait appel à l'ensemble du vocabulaire décoratif flamboyant. Malgré cette richesse ornemental, les allèges sont bâtis en moellons. Elles sont délimitées, inférieurement et supérieurement, par une plinthe moulurée. Tout à gauche, la tourelle d'escalier cylindrique est habilement intégrée dans la façade. Ses deux contreforts comportent des niches à statues vides, qui ont pour dais des pinacles garnis de crochets. Les contreforts s'amortissent par un glacis, sur lequel est couché une chimère. De façon originale, la coiffe de forme conique est couronné par un génie, qui se gratte la tête, d'un air pensif.
Les trois contreforts à l'intersection des travées présentent deux niveaux de pinacles superposés et sont dépourvus de niches à statues ; quant au contrefort d'angle sud-ouest, il est oblique, ce qui indique généralement la fin de la période flamboyante ou la Renaissance. Le réseau des fenêtres parle dans le même sens. Ce sont deux lancettes terminées en accolade, et surmontées d'un soufflet simplifié entre deux écoinçons ajourés. Sur les baies de la base du clocher et du narthex, le meneau central est remplacé par une niche à statue au dais finement ciselé. Chacune des fenêtres du premier niveau est surmontée d'une accolade, qui s'amortit en pinacle plaqué, et dont les rampants sont peuplés d'animaux fantastiques. La base du clocher est la seule travée de la façade qui est organisée sur deux niveaux : le niveau supérieur est effectivement ajourée d'une rosace à six festons. Autour de la rosace, la surface murale est animée par des arcatures trilobées plaquées. Les trois autres travées sont ornées d'arcatures plaquées d'un type différent, qui sont larges à gauche, et très resserrées à droite : Ces arcatures se composent de deux petites arcatures retombant au centre sur un cul-de-lampe, en forme de mascaron ou de fleur de lys ; d'un soufflet ; et d'une accolade au sommet.

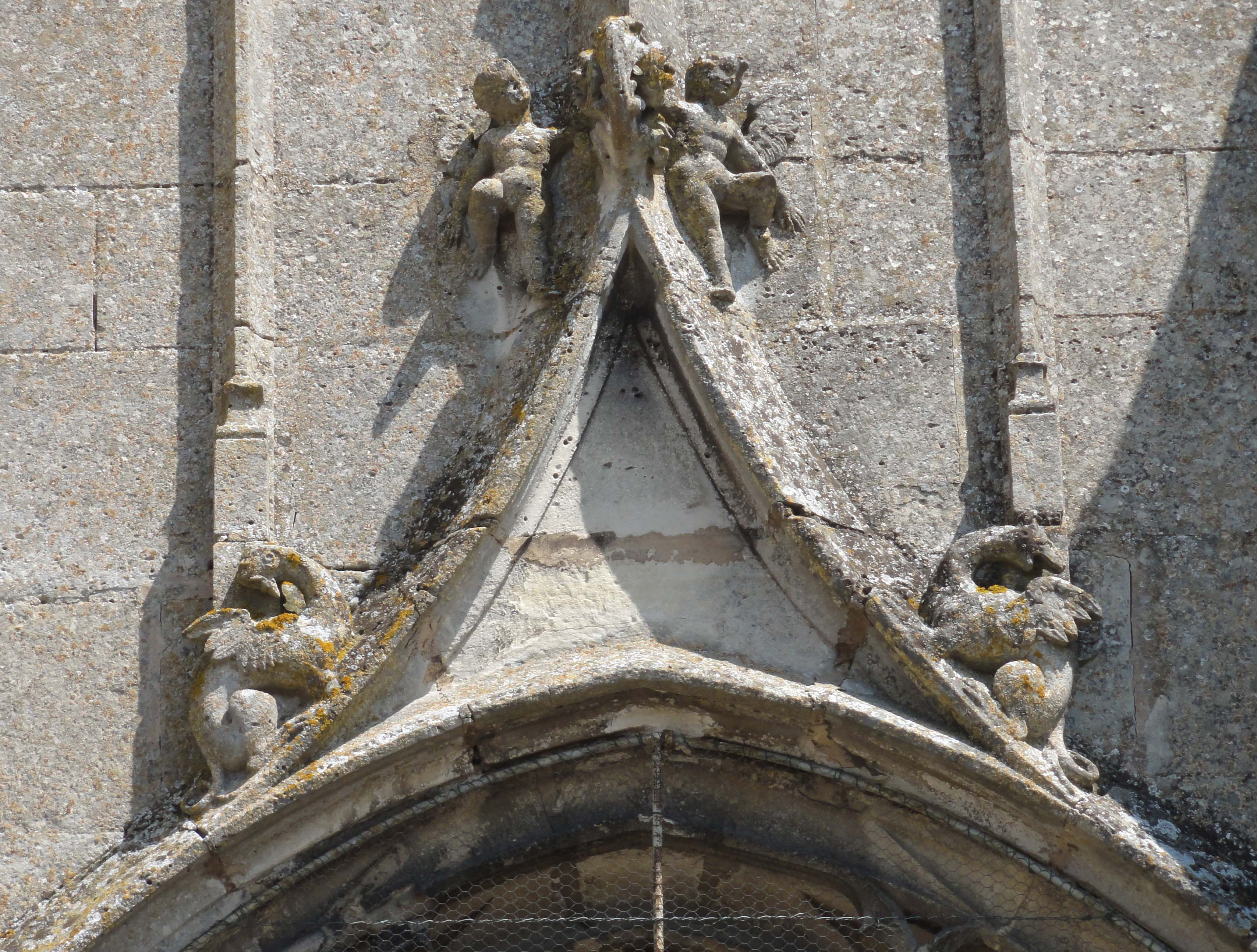
Accolade au-dessus du portail principal.
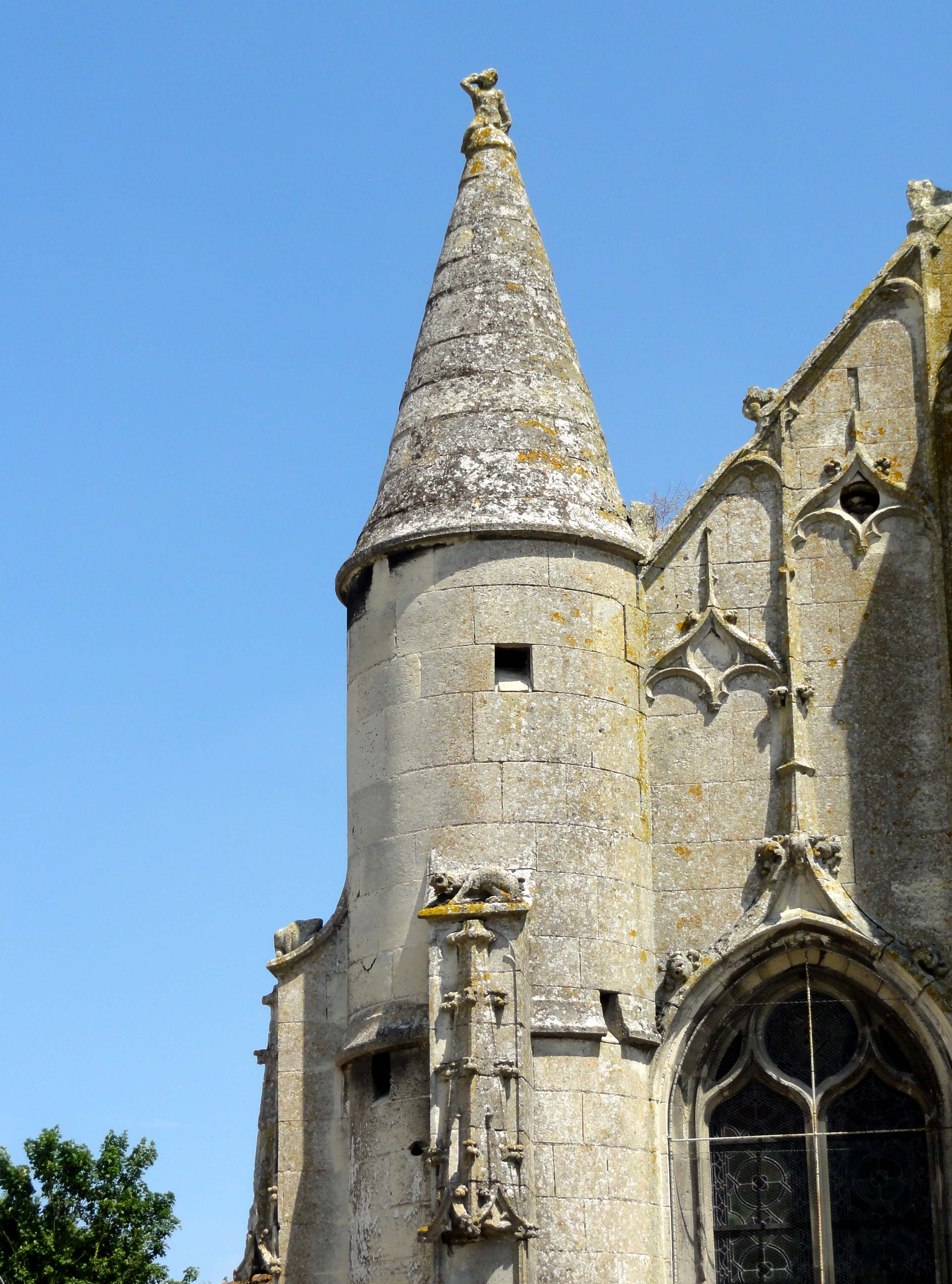
Tourelle d'escalier.
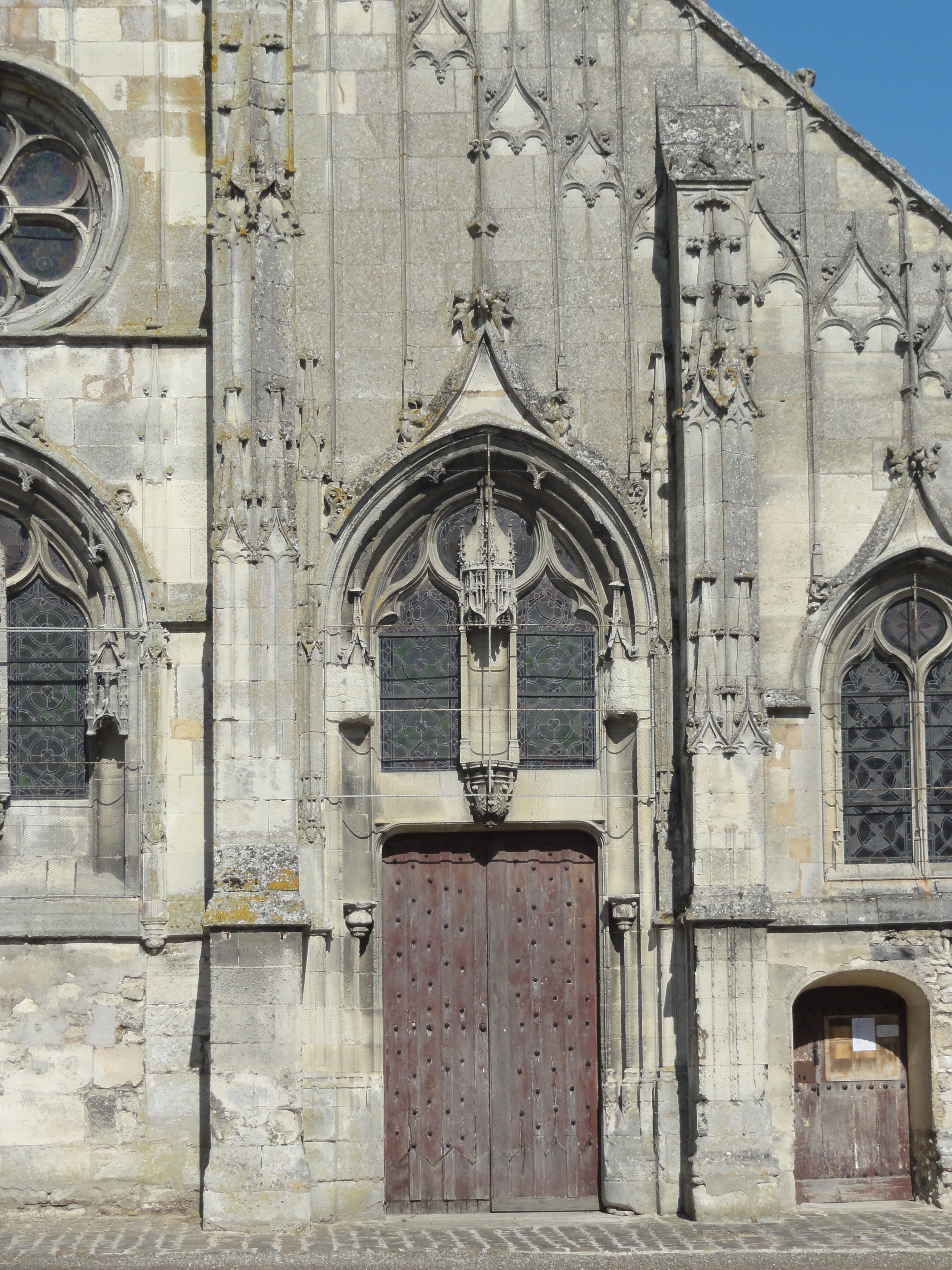
Portail principal.
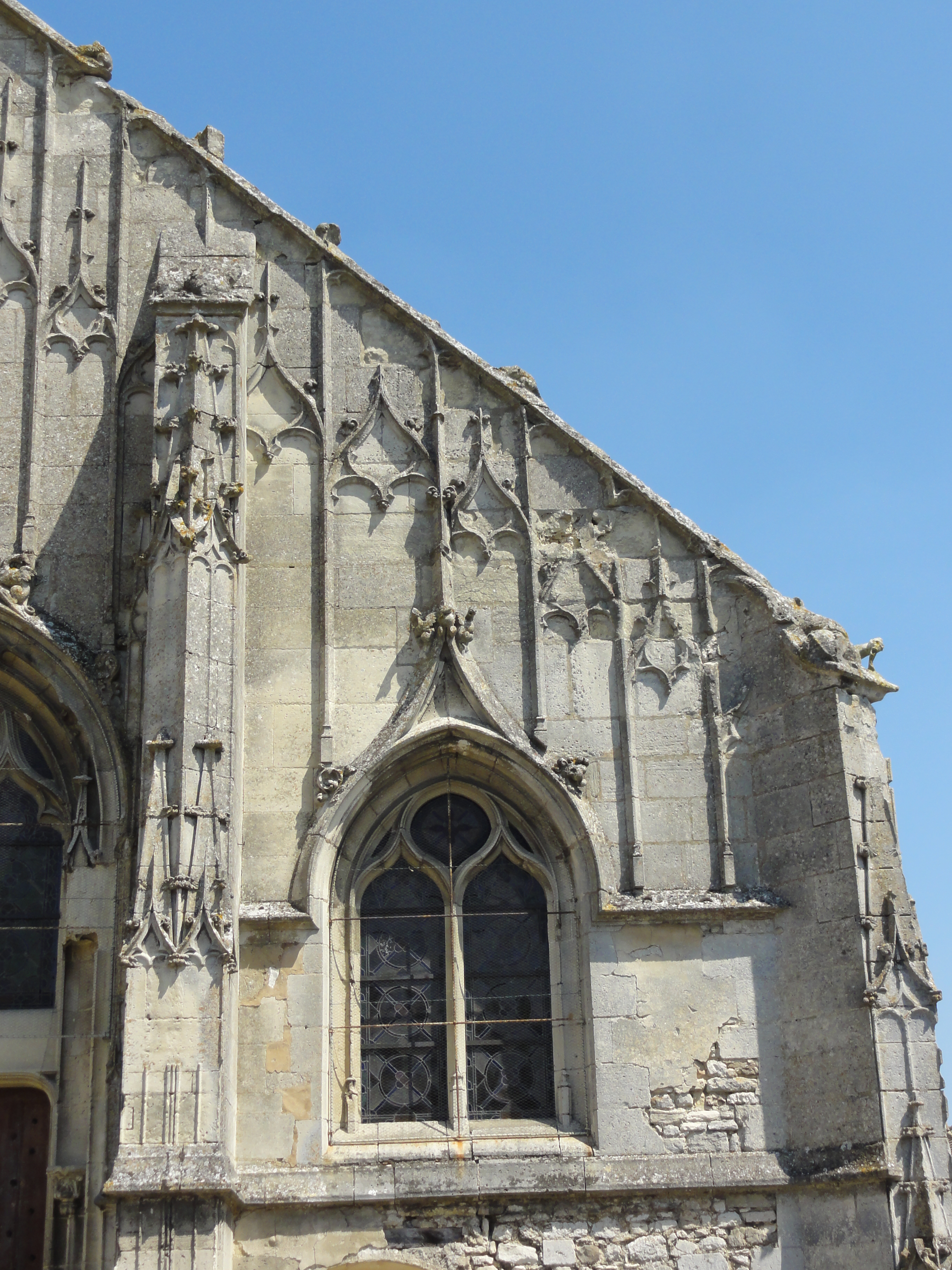
Bas-côté sud.
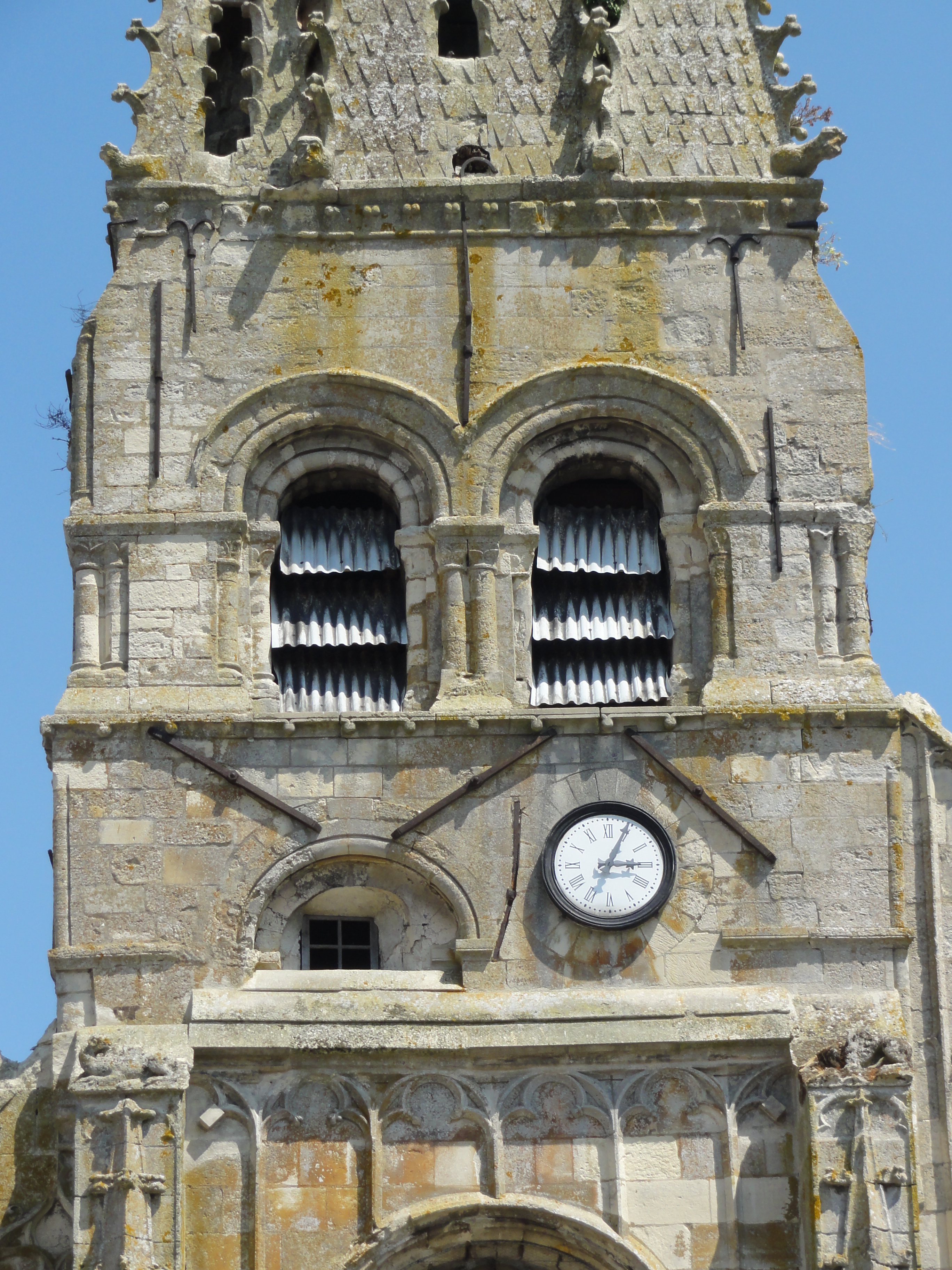
Clocher, côté ouest.
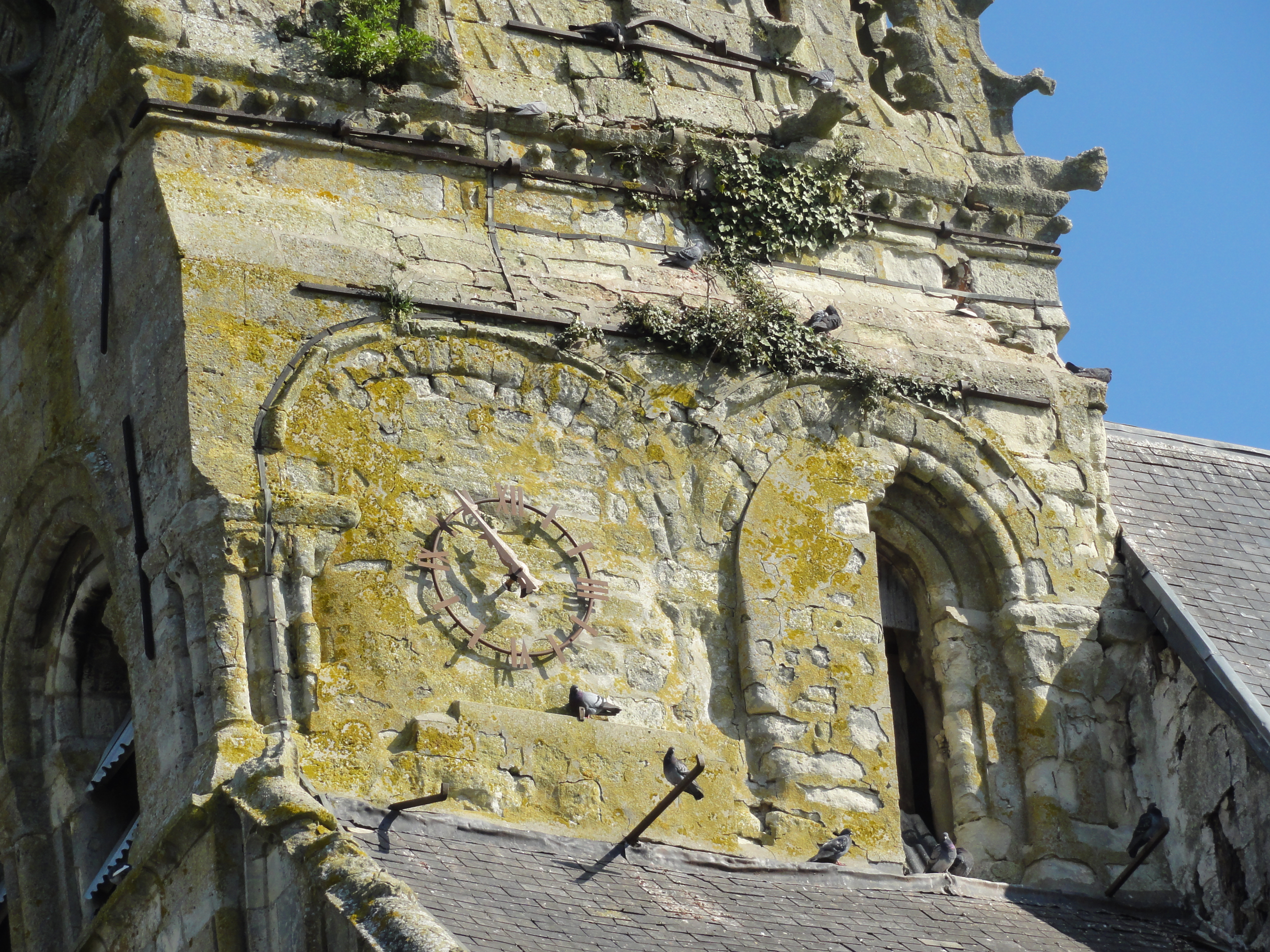
Clocher, baies romanes côté sud.

#### Élévations latérales et chevet

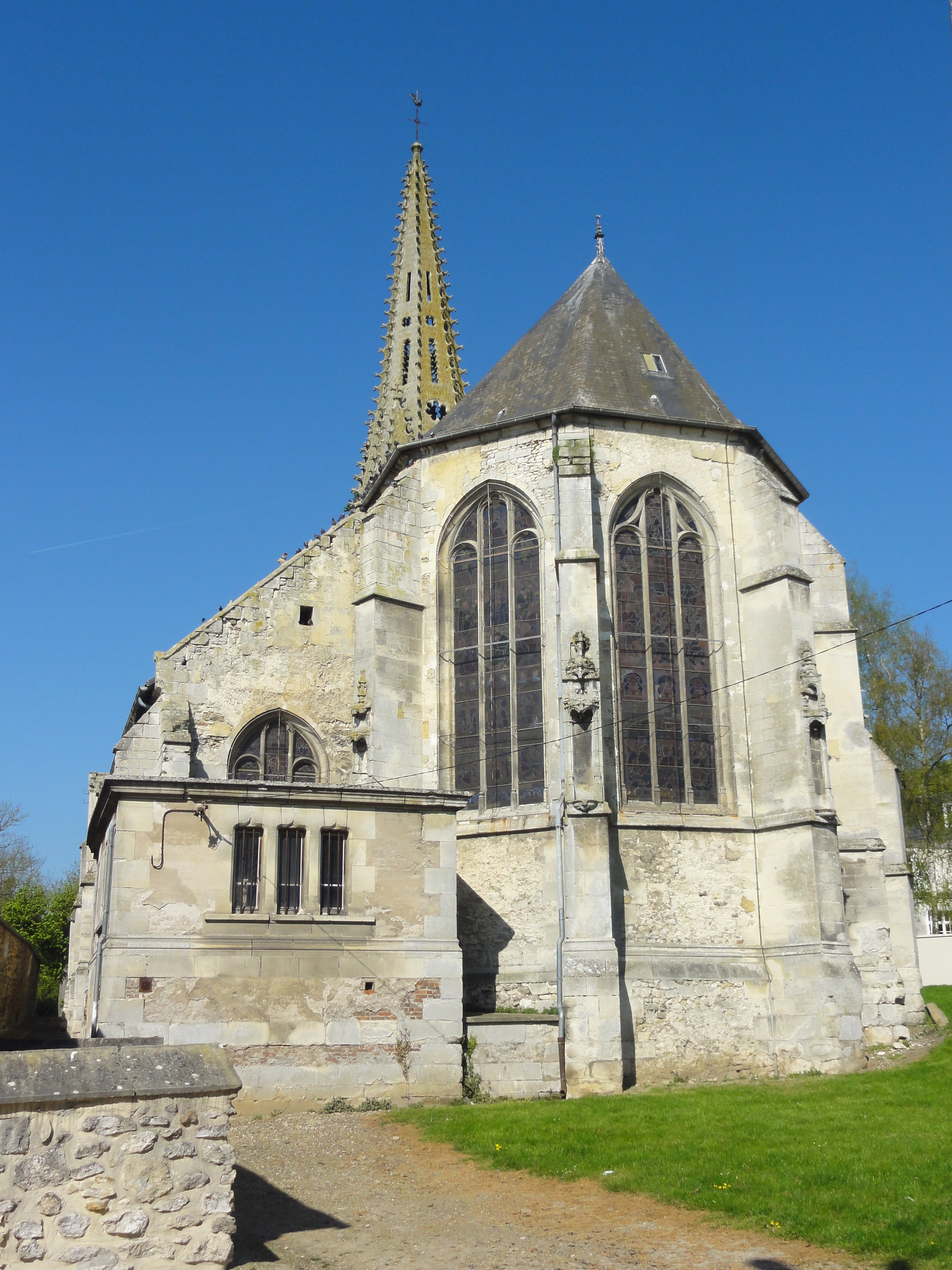
Chevet.

L'élévation septentrionale des trois premières travées est tout ce qui reste visible extérieurement des parties édifiées au XIIIe siècle, mais ce mur est sans caractère. Le contrefort à l'intersection entre les deux premières travées est deux fois plus épais que les autres. La dernière travée du bas-côté nord, l'élévation méridionale et le chevet sont largement homogènes. À l'exception des contreforts, de la plinthe moulurée après les premières assises, du larmier qui court à la limite des allèges et des pourtours des fenêtres, les murs sont bâtis en moellons irréguliers, et non enduits. L'ornementation se fait bien plus rare que sur la façade. Le troisième contrefort du sud est exceptionnellement recouvert d'un chaperon en bâtière, dont les rampants sont garnis de chimères. En plus, les restes d'un passage en plein cintre sont visibles : cette disposition devait anéantir l'effet du contrefort, ce qui a rendu nécessaire sa reconstruction, sans le passage, avant la fin même de la période flamboyante. Tous les autres contreforts s'amortissent par un glacis formant larmier. Le contrefort à l'angle nord-est du bas-côté nord est oblique, à l'instar de son homologue à droite de la façade. Les quatre contreforts de l'abside sont scandés par trois larmiers présents sur les trois faces, et agrémentées de grandes niches à statues avec des dais sous la forme d'édicules dans le goût de la Renaissance.

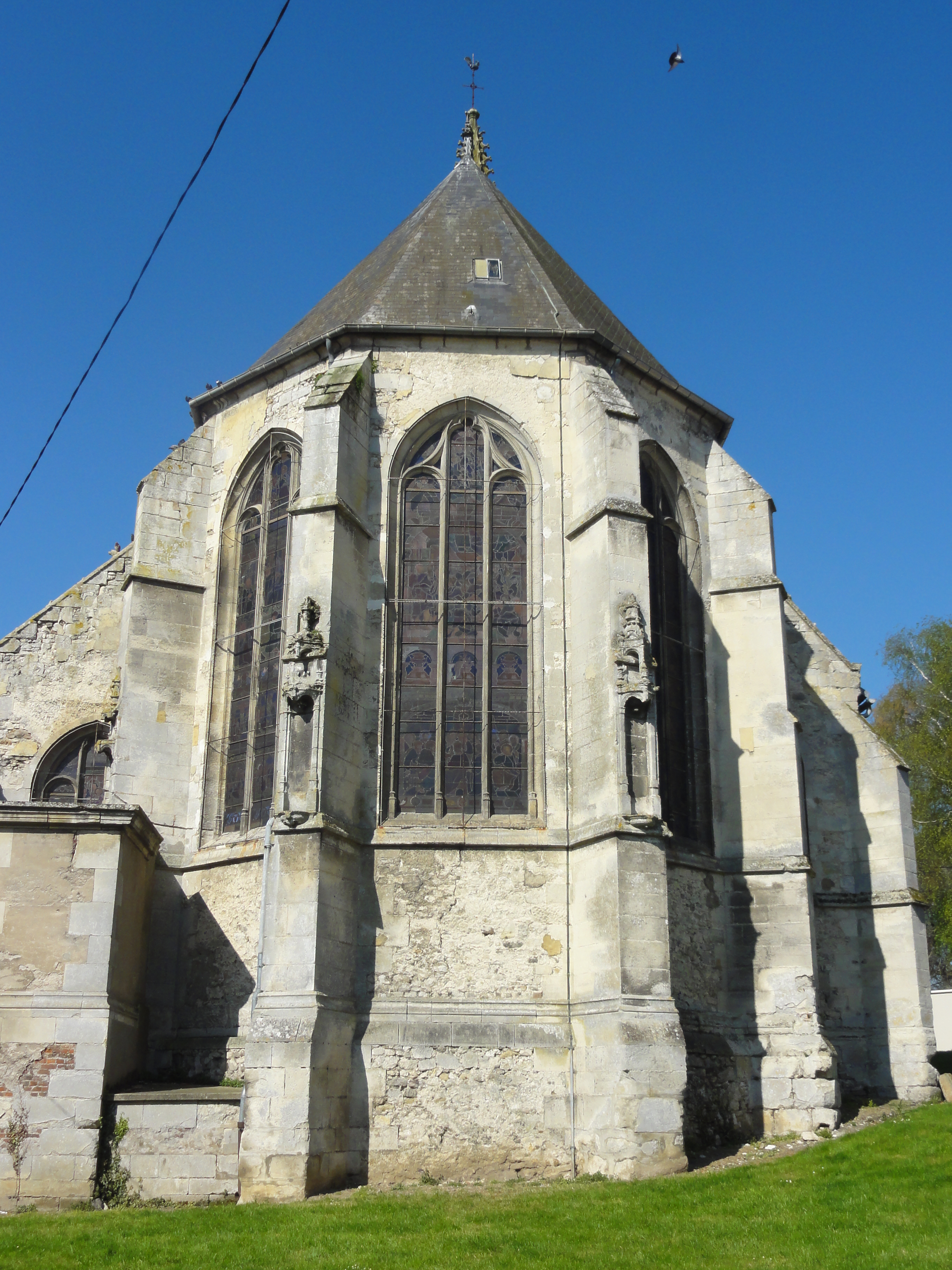
Abside.
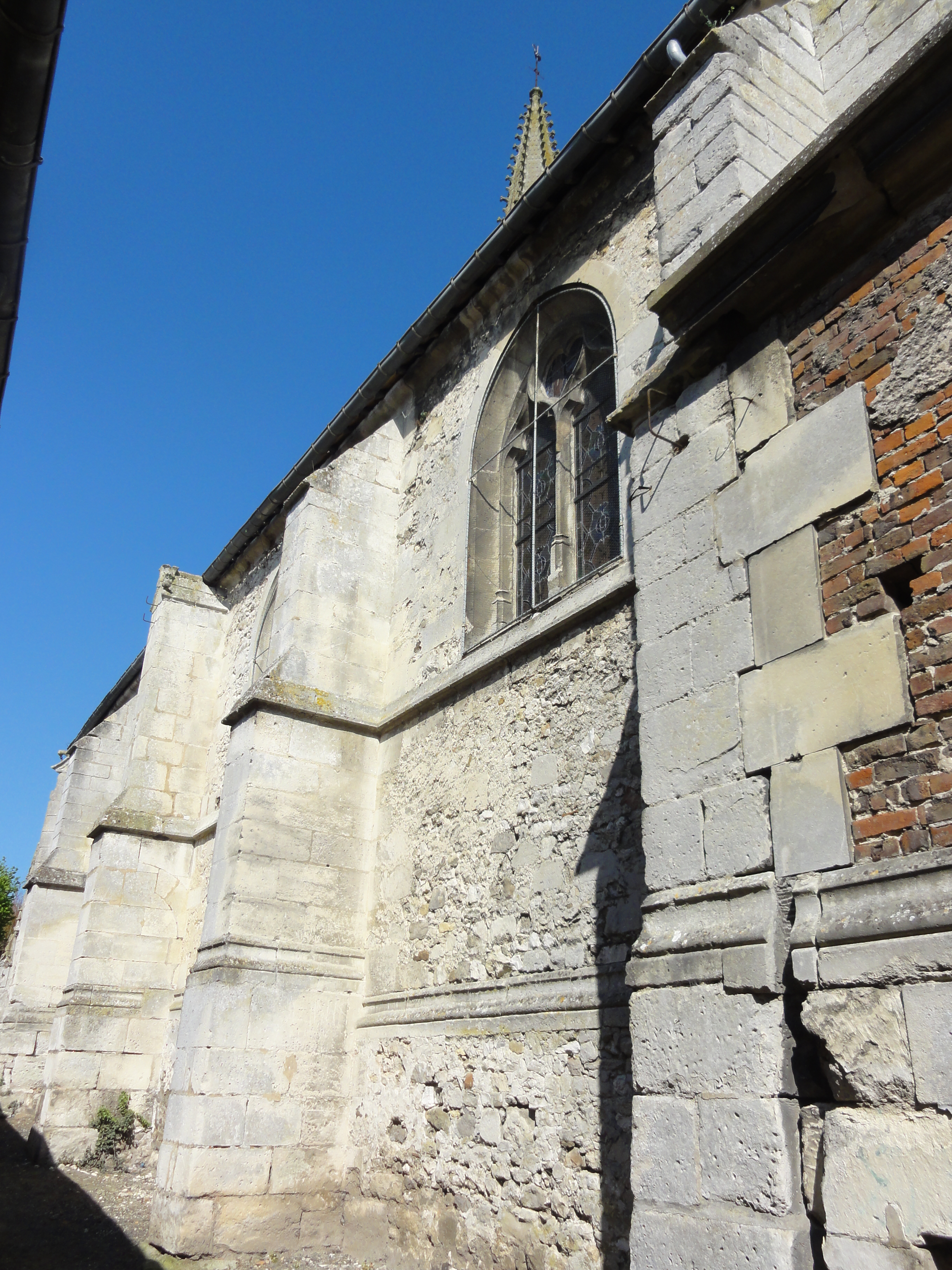
Bas-côté sud.
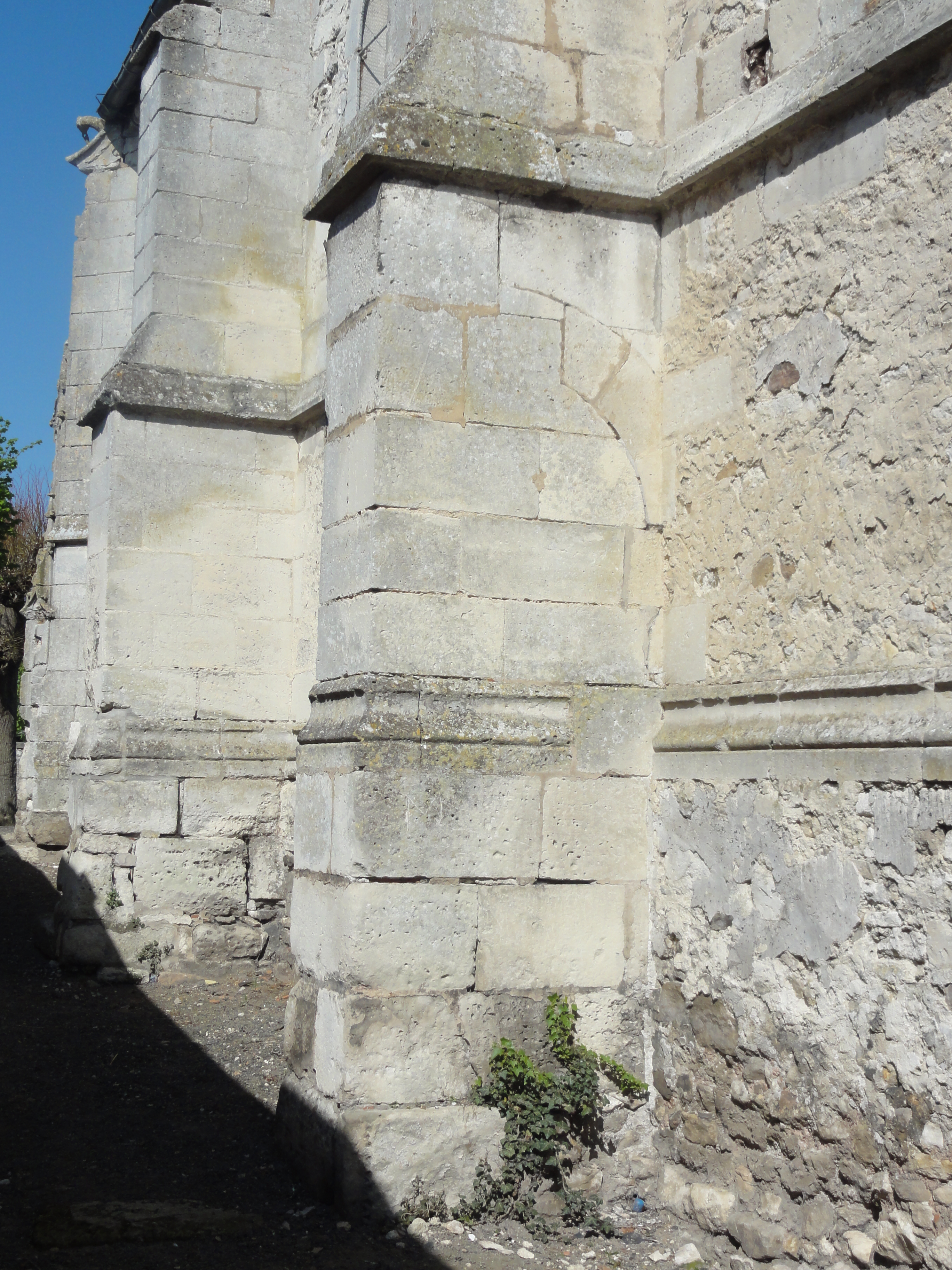
3e contrefort du sud.
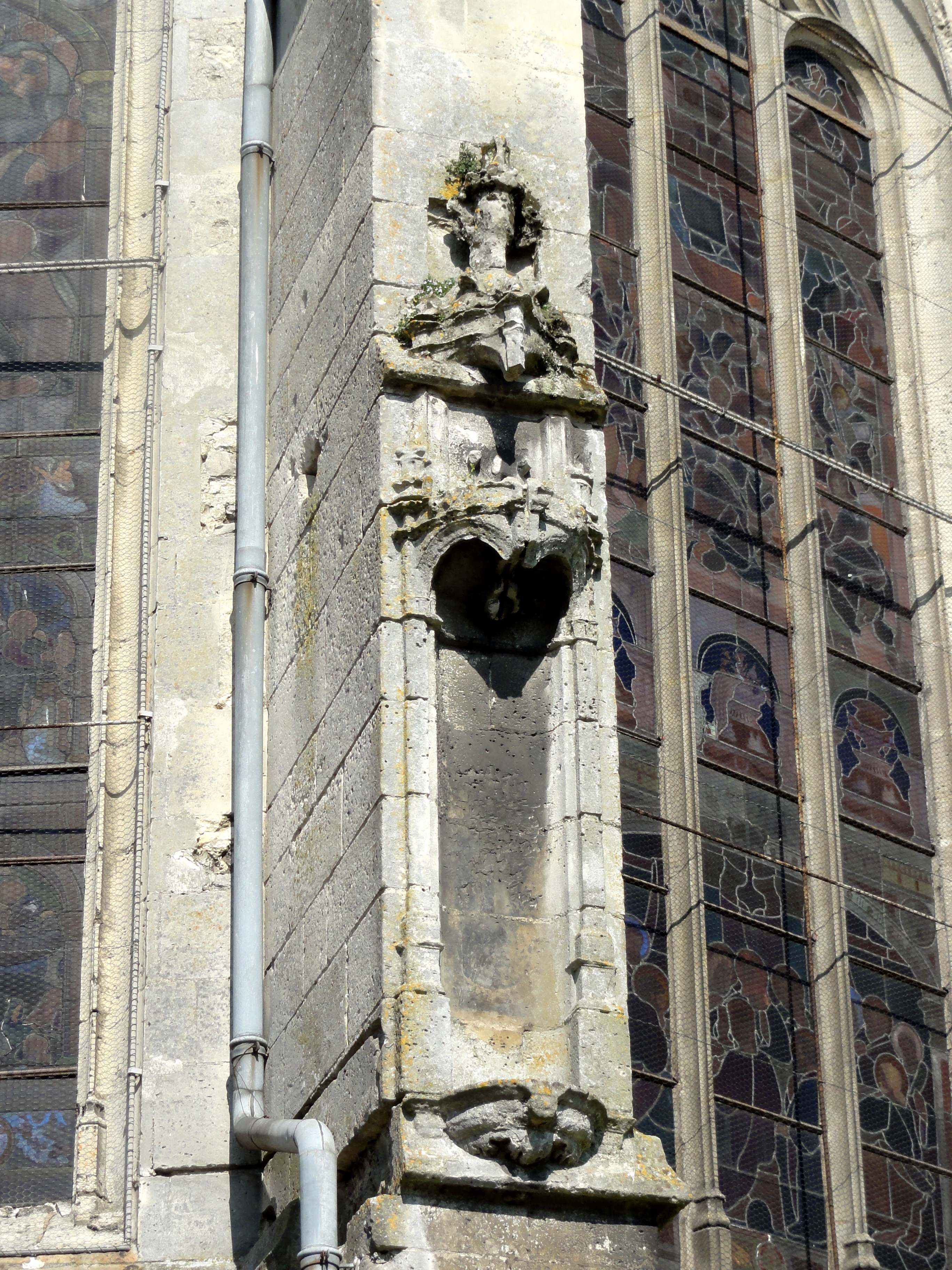
Niche à statue.
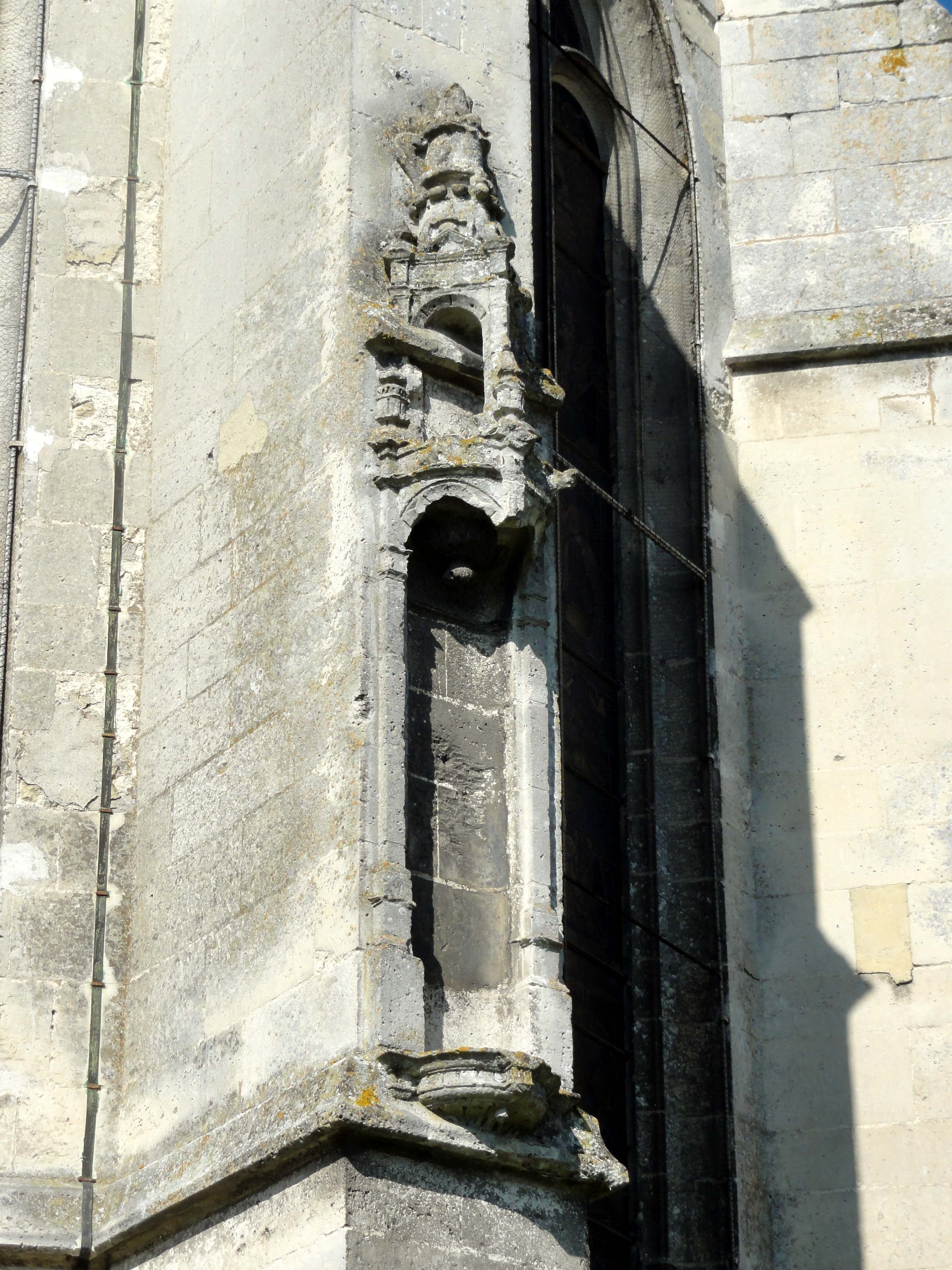
Niche à statue.
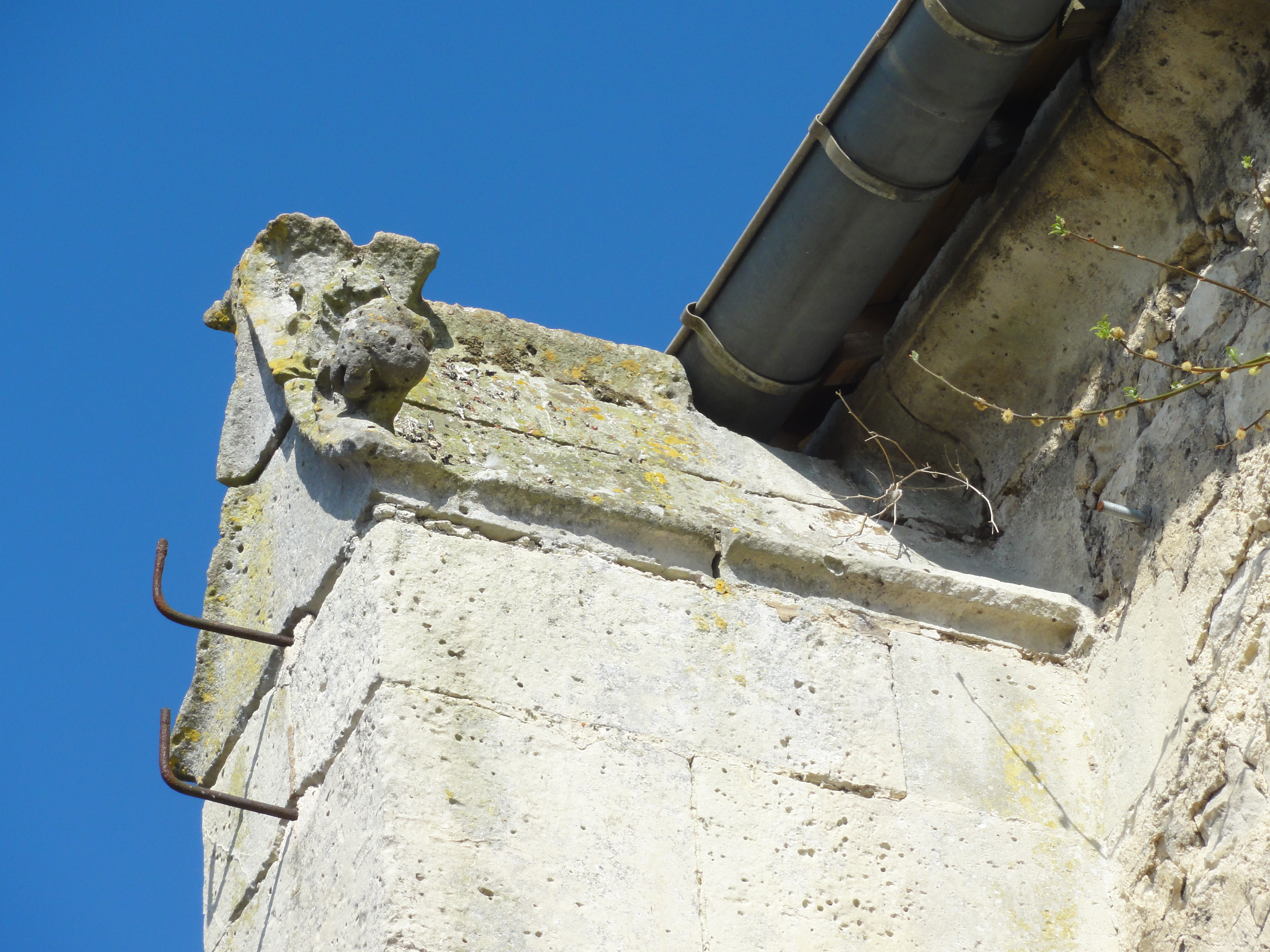
Chaperon d'un contrefort.

## Mobilier
Parmi le mobilier de l'église, dix éléments sont classés monument historique au titre objet. Huit parmi eux sont des dalles funéraires à effigies gravées, dont cinq ne sont pas accessibles, car se trouvant sous le piédestal en bois de l'autel de la réforme liturgique, ou déposées et entassées dans l'ancien croisillon nord, en attendant la fin des travaux de restauration projetés par la commune. Un neuvième objet classé est la verrière d'axe du chevet. Le seul élément du mobilier proprement dit qui est classé au titre objet est un tableau peint à l'huile sur toile, qui n'est plus conservé dans l'église. Cette Vierge à l'Enfant est peinte d'après Pierre Paul Rubens, et date seulement du XIXe siècle, tout comme son cadre, qui avait été considéré comme datant du XVIIe siècle lors du classement en 1912.

### Verrière d'axe du chevet

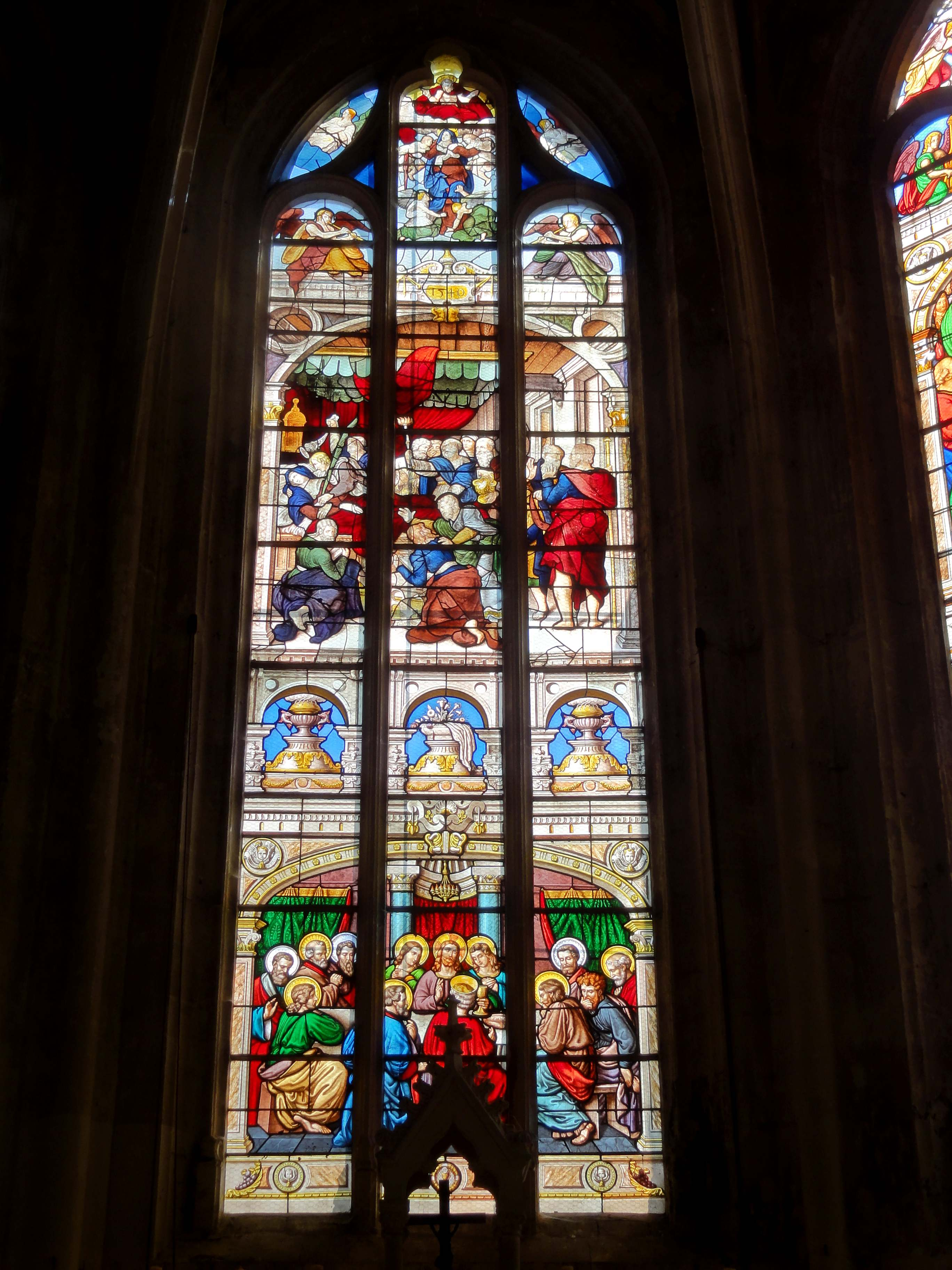
Verrière d'axe du chevet.

La verrière d'axe du chevet est la seule qui comporte des panneaux de la Renaissance, datées de 1540 grâce à une inscription bien visible, et attribuées anciennement au Primatice. La largeur de la verrière est de 210 cm, et la hauteur est de 550 cm. Des parties de la Renaissance, Louis Pihan fournit la description suivante : « Au premier plan, on voit, dans une belle et vaste salle lambrissée, sur son lit sculpté, à baldaquin aux riches tentures, la Vierge étendue et mourante, la figure frappante de pâleur mortelle. Elle rend le dernier soupir, la tête appuyée sur le bras droit de saint Jean, qui, de sa gauche, élevé au-dessus du lit du palme du martyre. Les douze apôtres sont là réunis, amenés, comme la tradition le rapporte, par une inspiration divine. Ils se pressent autour du lit, les uns à genoux, les autres encore debout ne faisant qu'arriver ; un dernier tenant même encore à la main son bâton de pèlerin, compagnon de ses courses apostoliques. À côté de saint Jean, à la droite du lit, un apôtre s'approche avec un encensoir et encense véritablement la Vierge mourante ; saint Pierre, bien reconnaissable sous ses traits traditionnels, élève la goupillon et jette, en pleurant - il pleurait depuis la Passion ! - l'eau sainte sur le corps bientôt inanimé de celle qui était leur mère et la reine de l'Église naissante ; à ses côtés, un apôtre tient le bénitier à la portée de ceux qui veulent s'en servir. À gauche du lit deux autres, à genoux, récitent les dernières prières dans leurs livres ouverts. […] Dans la partie supérieure, le tableau représente une Assomption. La Vierge […] est portée par la main des anges, elle est enlevée au ciel avec un art et une habileté que l'on rencontre rarement dans ce même sujet ; elle lève les yeux et les bras vers le bonheur auquel elle aspire si vivement depuis le départ de son Fils ». L'auteur souligne encore « le coloris, le ton chaud, l'éclat, le brillant sur lesquels le temps est venu imprimer son cachet ou sa patine ». Le panneau inférieur représente la Cène, et date de 1873. En 1909, l'ensemble de la verrière a été restaurée pour une seconde fois par un maître-verrier d'Ermenonville. Pendant la restauration de l'abside, le chanoine Pihan a repéré, parmi les débris de la démolition, un fragment de vitrail « représentant des grenouilles ébahies auprès d'une crosse épiscopale dressée ». Il devait s'agir d'un épisode de la légende de saint Rieul, qui imposa le silence aux grenouilles qui faisaient trop de bruits lors d'une prédication près de la source de l'Aunette à Rully,.

### Dalles funéraires et autres éléments du mobilier
Les trois dalles classées en 1912 et visibles dans l'église sont les suivantes :
- La dalle funéraire à effigies gravées de Barthélemy Thomas et Françoise Bideau mesure 186 cm de hauteur et 96 cm de largeur, et date de 1638. Elle montre les époux en pied et de face, sous deux arcs en plein cintre qui retombent au milieu sur un cul-de-lampe, et sont surmontées de deux volutes, encadrant un pot à feu et flanqués par deux angelots, qui recueillent dans leurs mains des crânes. Le texte suivant se lit sur le pourtour : « [CY GISE]NT ET REPOSE[N]T LES CORPS D'HONORABLES PERSONNES ME BARTHELEMY THOMAS VIVANT LIEUTENANT EN LA JUSTICE ET SEIGNEURIE d'EVE /ET FRANCOISE BIDAU SA FEMME LESQUELS DECEDDERENT SCAVOIR / LE DICT THOMAS LE XXIE J[OUR] JANVIER MIL SIX CENS TRENTE HUICT ET LADICTE BIDAU LE XXVIIE J[OUR] JUIN AUDICT AN. PRIEZ DIEU POUR LEURS AMES »[17],[18].
- La dalle funéraire à effigies gravées de Jean Mariette et de Claudine de Longny mesure 198 cm de hauteur et 98 cm de largeur, et date de 1643. Elle montre les époux en pied et de face, sous deux arcs en plein cintre qui retombent au milieu sur un cul-de-lampe, et qui sont surmontées d'un tympan avec fronton en plein cintre décoré d'un plastron et de rinceaux, et flanqué de deux angelots. « La tête de Claudine est charmante de grâce modeste » (Eugène Müller). L'inscription portée sur le pourtour est la suivante : « CY GISENT LES CORPS D'HONESTES PERSO[N]NES JEHAN MARIETTE VIVA[N]T LABOURE[U]R DE[MEURAN]T A EVE ET CLAUDINE DE / LONGNY SA FEME LESQU[EL]L[E]Z DECEDDERE[N]T SCAVOIR LEDICT / MARIETTE LE 15E SEPTEMB[RE] 1643 AGE DE 86 ANS ET LAD[ITE] DE LONGNY LE 7 OCTOB[RE] AV[...] EN AAGEE DE 76 ANS PRIEZ DIEU PO[U]R LEURS AMES »[19],[18].
- La dalle funéraire à effigie gravée de Nicolas Barthélemy mesure 226 cm de hauteur et 199 cm de largeur, et date de 1646. Elle montre le défunt en pied et de face, les mains rejointes pour la prière, au milieu d'un décor architecturé formé par deux colonnes corinthiennes cannelées, partiellement enveloppées de rinceaux, et une arcade en plein cintre supportant un entablement. L'épitaphe est le suivant : « CY GIST NICOLAS BARTHELEMY VIVANT SEIGNEUR D'EVE ET DE LONGPERIER CONSEILLER DU ROY EN SES CONSEILS ET EN SA COUR DE PARIS[…] DECEDE LE HUITIEME JOUR D'OCTOBRE MIL SIX CENS QUARANTE SIX PRIEZ DIEU POUR SON AME »[20].

Parmi les éléments du mobilier qui ne sont pas protégés au titre des monuments historiques, peu d'objets retiennent l'attention. Il s'agit d'une Mater dolorosa ou Vierge de douleur en bois taillé, provenant probablement d'une poutre de gloire démantelée ; du Christ en croix faisant face à la chaire dans la nef ; et d'une statue de saint Sébastien, représentant le patron des archers au moment de son martyre.

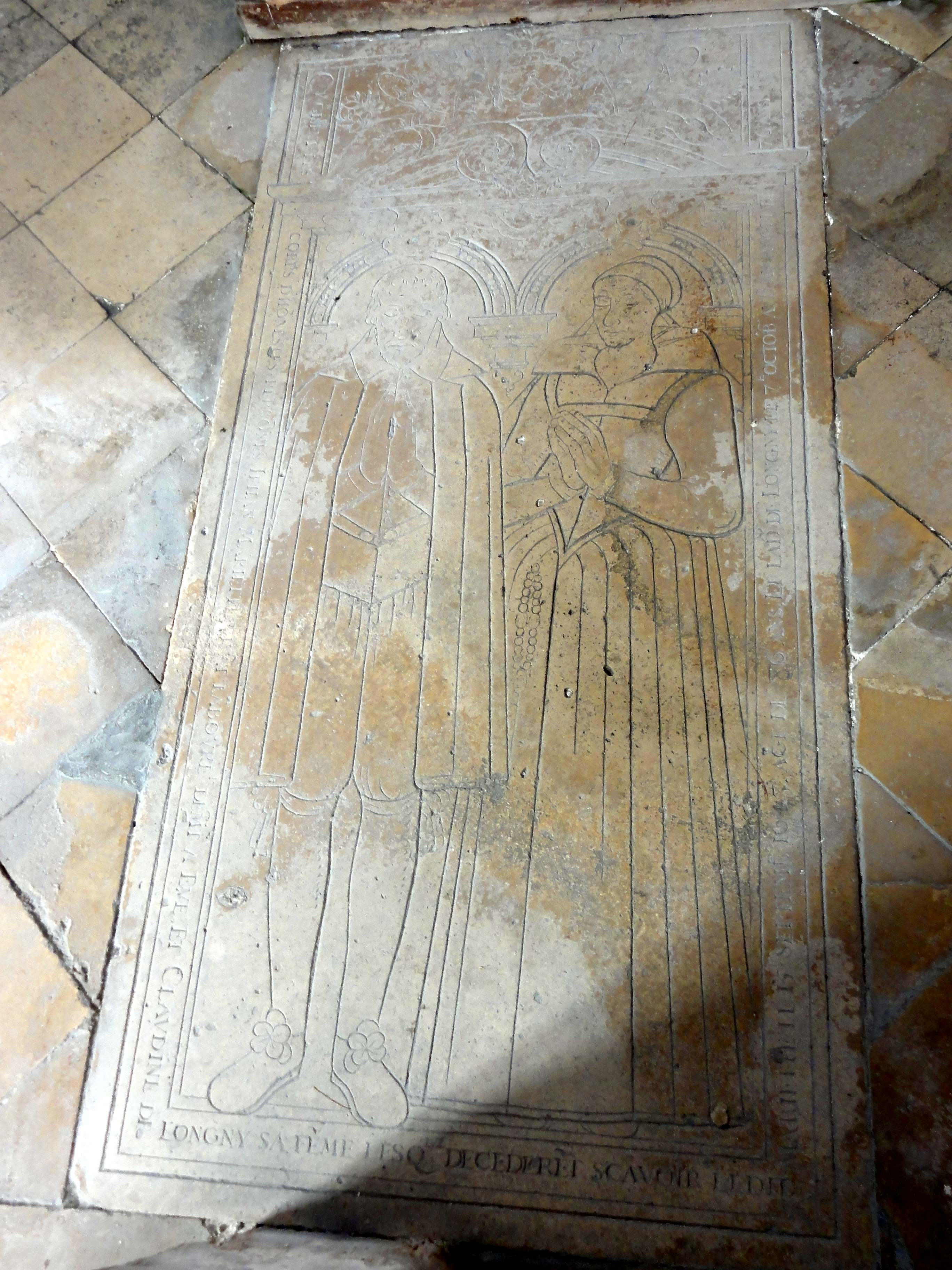
Dalle funéraire de Thomas Barthélemy et Françoise Bideau.
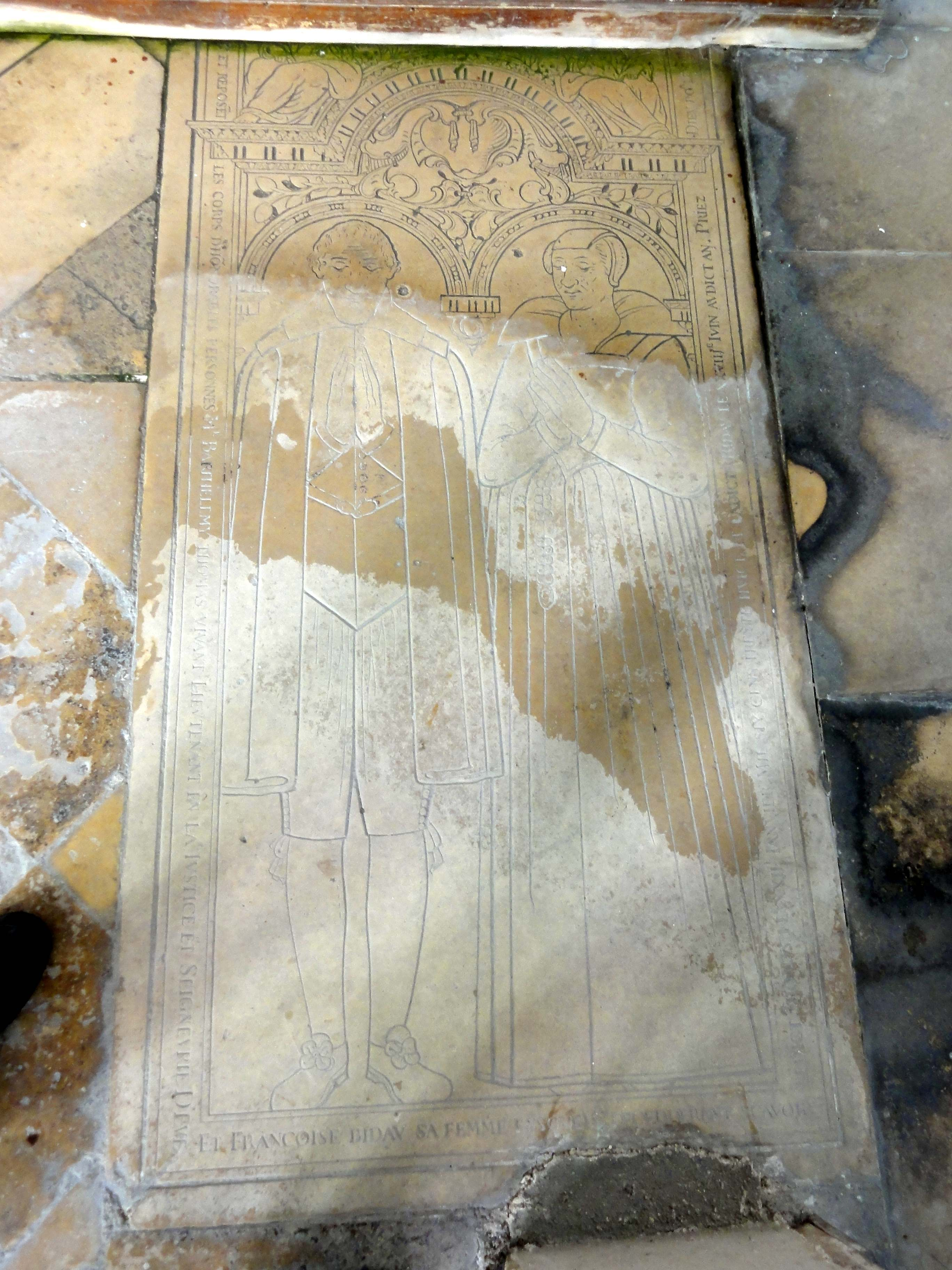
Dalle funéraire de Jean Mariette et de Claudine de Longny.
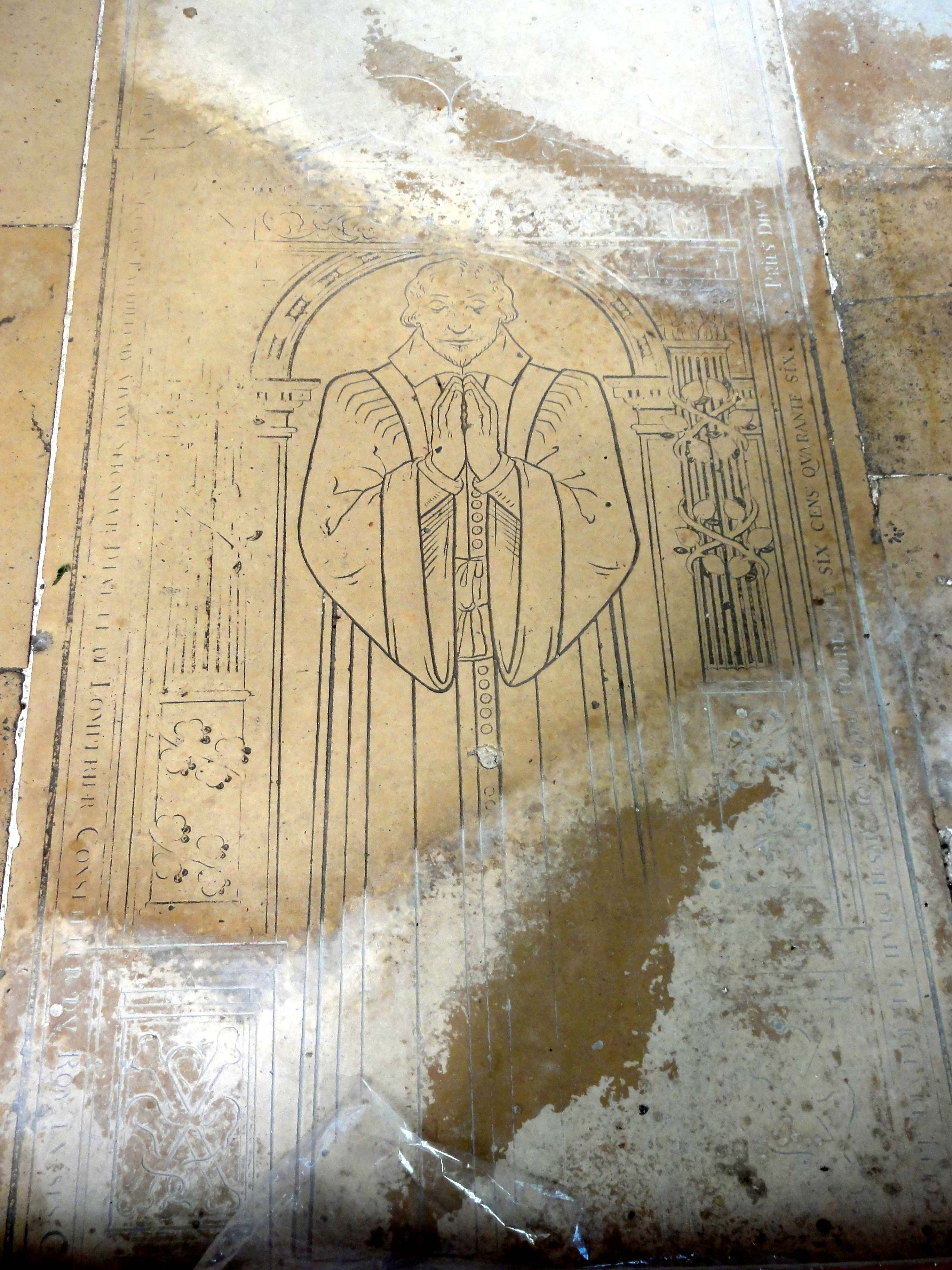
Dalle funéraire de Nicolas Barthélemy.
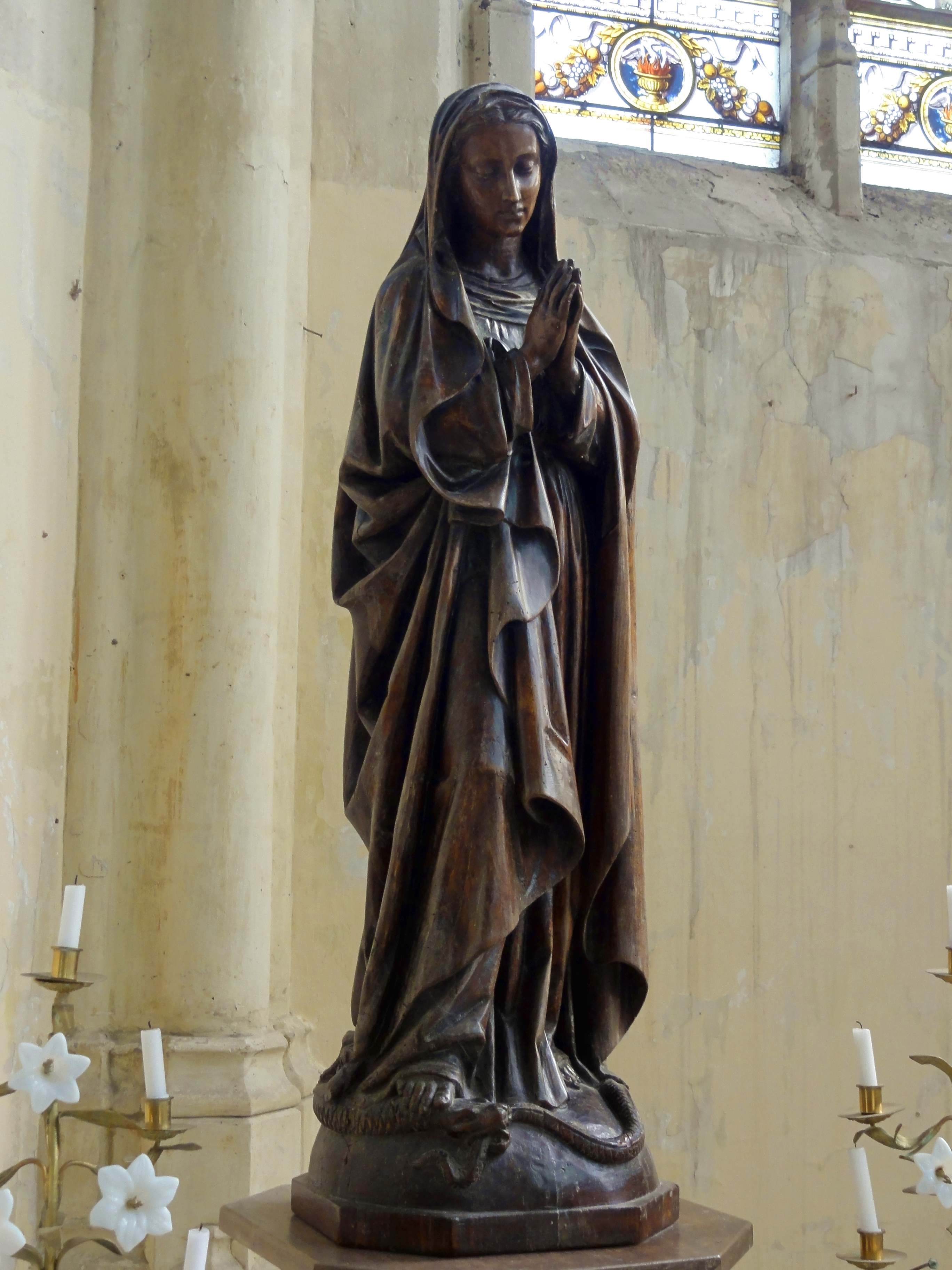
Mater dolorosa.
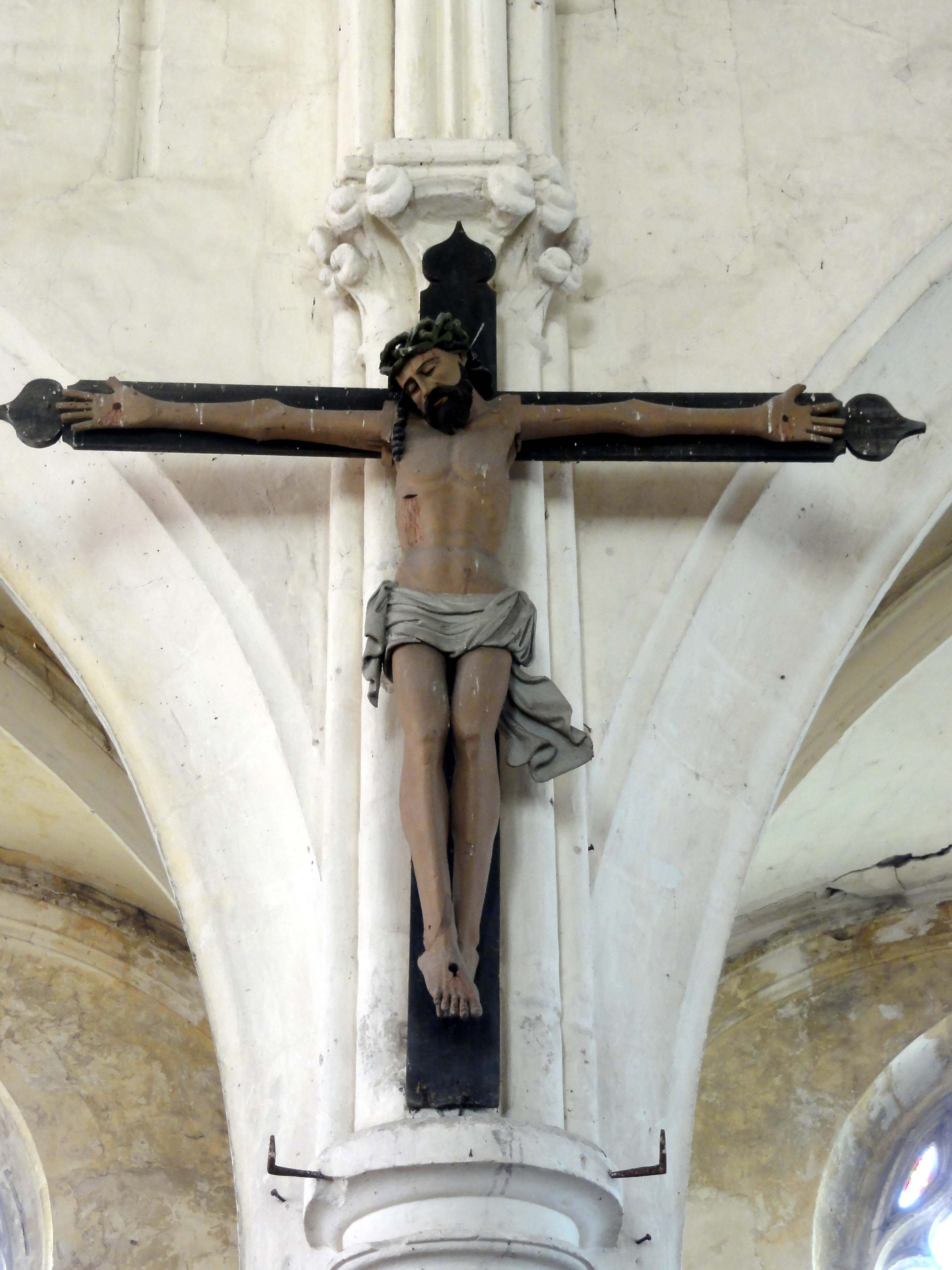
Christ en croix.
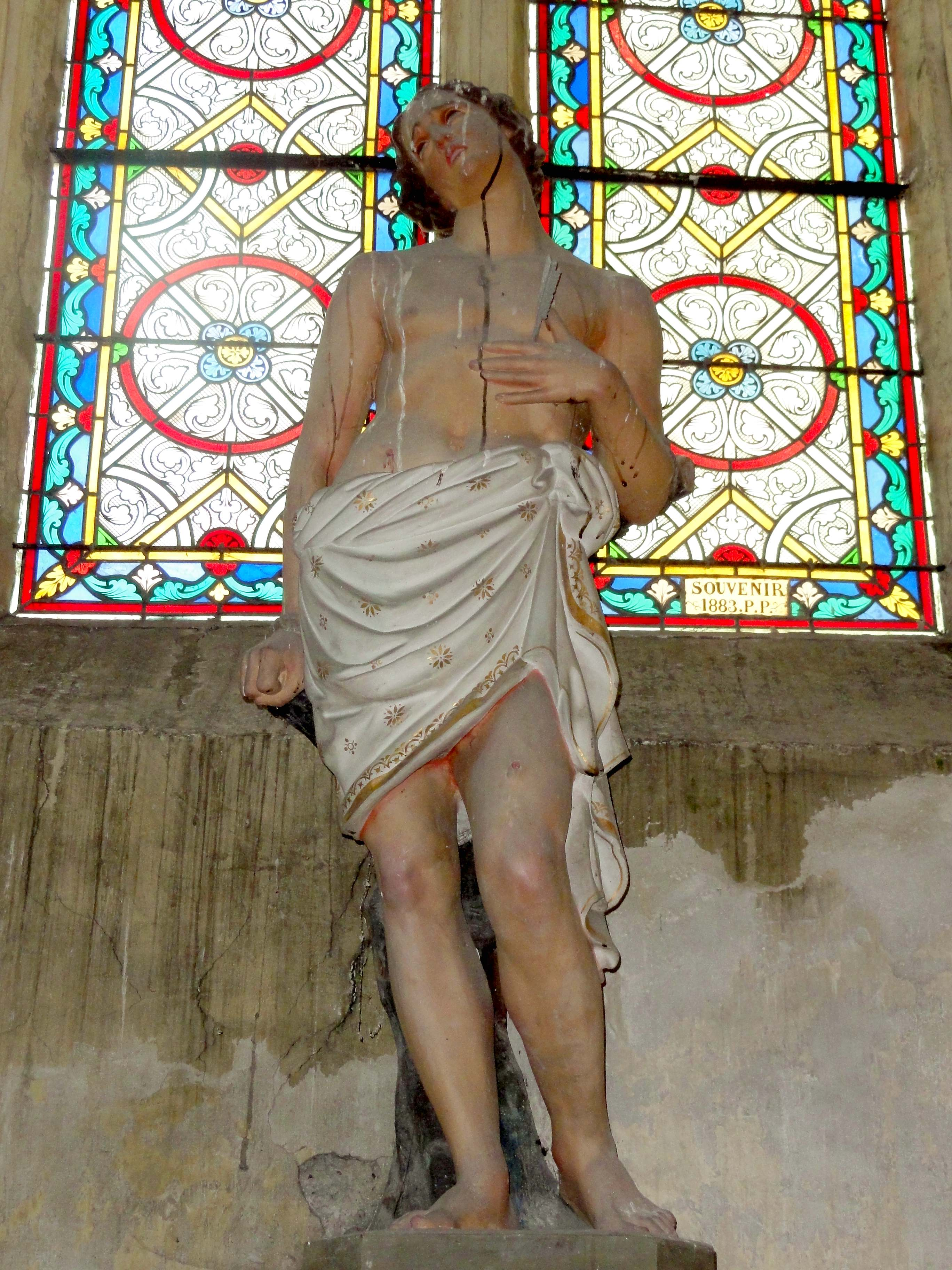
Saint Sébastien.